# La Ronde de nuit
Pour les articles homonymes, voir Ronde de nuit.
La Ronde de nuit (en néerlandais : De Nachtwacht) est un portrait de groupe achevé par Rembrandt en 1642. Le tableau appartient à la municipalité d'Amsterdam et fait partie de la collection du Rijksmuseum Amsterdam depuis 1808. Tableau le plus populaire du musée, La Ronde de nuit est l'une des peintures hollandaises les plus célèbres de l'Âge d'or de la peinture néerlandaise.
Il représente une schutterij, une compagnie de la milice bourgeoise des mousquetaires d'Amsterdam, commandée par Frans Banning Cocq, sortant en armes d'un bâtiment. Ce tableau a été peint l'année de la mort de Saskia, la première épouse de Rembrandt, et s'est assombri inexorablement en raison d'un apprêt au bitume de Judée, phénomène courant jusqu'au XIXe siècle, d'où le nom de La Ronde de nuit donné à cette époque, qui peut apparaître comme un contresens, ce portrait collectif représentant une scène de jour.
La peinture est considérée comme l'œuvre principale de Rembrandt. Son authenticité n'a jamais été mise en doute en raison de la documentation continue de la provenance et des nombreux documents qui ont été transmis. Elle marque l'apogée du genre hollandais du portrait de groupe et du tireur d'élite. Constituant l'un des biens les plus importants du patrimoine culturel national des Pays-Bas, elle est aussi l'une des peintures les plus célèbres au monde,. En tant que telle, elle a fait l'objet de recherches par les historiens de l'art avec une attention minutieuse que n'ont eue que peu d'œuvres d'art.
Premier et seul tableau de schutterij de Rembrandt, son œuvre est une composition vivante et audacieuse, dans laquelle la milice civique ne pose pas dans la position statique habituelle, mais est représentée telle qu'elle est regroupée. La toile est une œuvre riche d'une complexité baroque, alliant habilement réalisme et symbolisme dans une intégration magistrale du mouvement, de la lumière et de la couleur, harmonisée par un délicat motif de clair-obscur. La Ronde de Nuit représente l'apogée de l'œuvre de l'artiste.

## Contexte historique

### Guildes de arquebusiers néerlandais jusqu'auXVIIesiècle
Le mot « arquebusier » désigne un bourgeois faisant partie d'une compagnie armée d'arquebuses, d'abord chargée de la défense des villes puis subsistant avec un caractère honorifique pour de simples exercices de tir.
Dès le XVIe siècle, dans les Pays-Bas des époques médiévale et moderne, des volontaires, à l'instar des corporations professionnelles, s'organisent en schutterijen, dites compagnies de milice, pour effectivement intervenir en temps de guerre ou d'émeute afin de garantir la sécurité des Provinces-Unies. Elles perdent ensuite leur fonction, bien que le décorum soit resté. Les schutterijen deviennent des compagnies d'apparat avec une influence non négligeable. Elles ont leur propre bâtiment, le doelen, où les miliciens s'entraînent et se réunissent lors d'occasions festives. Les compagnies de milice servent également de gardes d'honneur, comme lors de l'entrée festive de Marie de Médicis à Amsterdam en 1638.
La milice d'Amsterdam du Siècle d'or néerlandais composée d'archers, arbalétriers, arquebusiers et mousquetaires, est subordonnée aux bourgmestres de la ville. Sa tâche originale et principale est de défendre la ville contre les ennemis extérieurs. A cela s'ajoute la lutte contre les troubles intérieurs, qui n'est cependant pas toujours menée de manière fiable par la milice, qui appartient souvent à l'une des parties en conflit. En théorie, tous les résidents adultes de la ville jusqu'à l'âge de soixante ans sont tenus de servir dans la milice ; cependant, ses membres devant s'armer, dans la pratique, les couches les plus pauvres de la population sont exclues. Les membres des compagnies d'arquebusiers appartiennent pour la plupart à la classe moyenne et les officiers à la classe supérieure. En 1620, Amsterdam est divisée en vingt districts, dont chacun forme un district militaire avec ses propres compagnies d'arquebusiers. Chaque compagnie est composée d'environ cent vingt hommes divisée en vendel d'une trentaine d'hommes. Chaque compagnie est dirigée par un capitaine et son sous-lieutenant et a son fähnrich, un porte étendard. Il existe une obligation de résidence pour leurs membres, seuls les officiers sont exceptionnellement autorisés à résider hors de la circonscription de leur compagnie. Le conseil d'administration de la milice est entre les mains des « Doelheeren » ; un « prévôt » s'occupe des affaires financières. La plupart des personnes représentées dans La Ronde de nuit sont des mousquetaires, des piquiers, des sergents et des officiers de la milice du deuxième arrondissement d'Amsterdam situé à l'ouest de la ville, immédiatement au sud de la Nieuwe Kerk entre Damrak et Singel,,.

### Portraits de groupe néerlandais

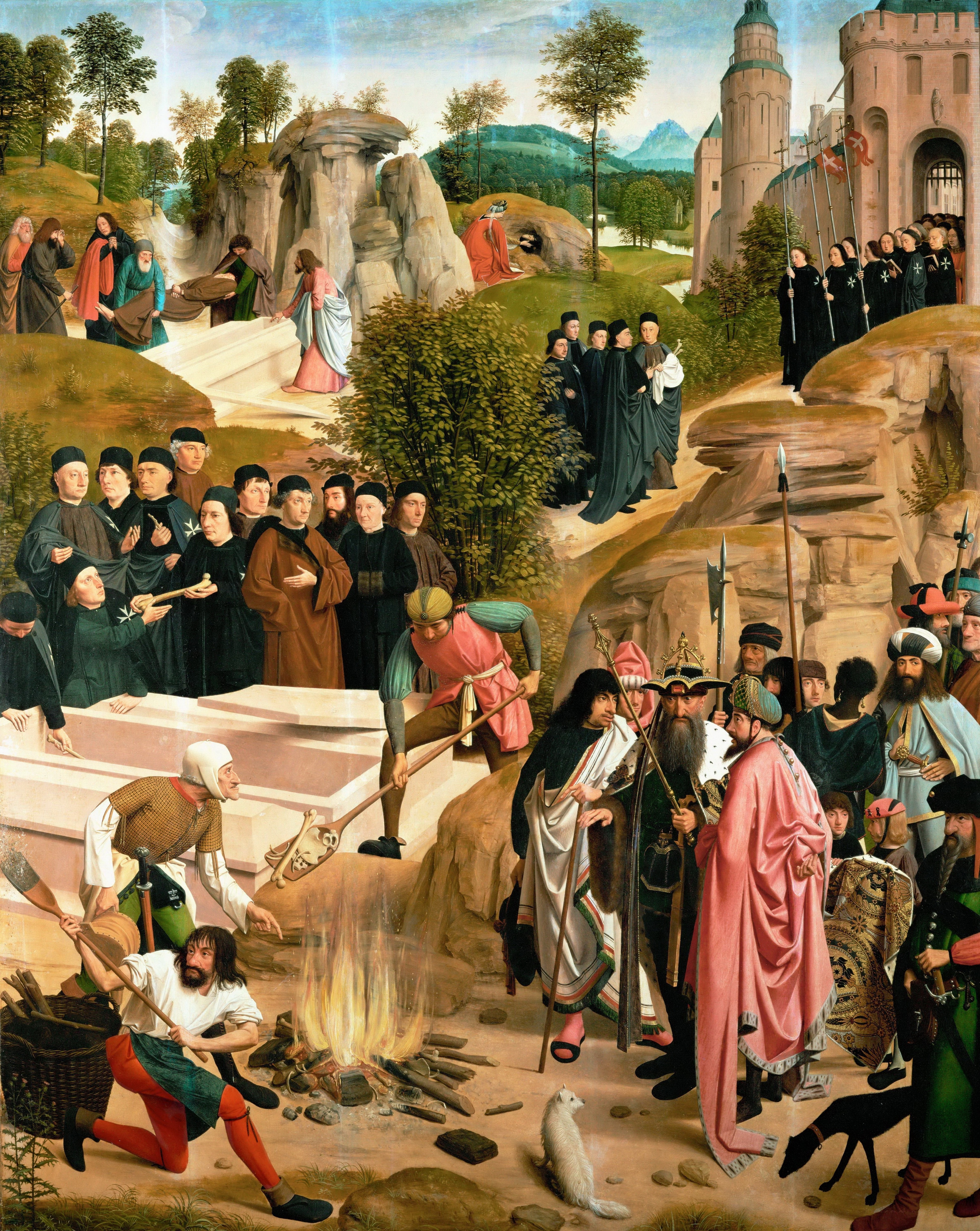
Geertgen tot Sint Jans, Le Sort des restes de saint Jean-Baptiste, vers 1484, Musée d'Histoire de l'art de Vienne.

Aloïs Riegl, un représentant de l'école viennoise d'histoire de l'art, a fourni une analyse formaliste du portrait de groupe hollandais dans son ouvrage de 1902 Le portrait de groupe hollandais. Il considère les portraits individuels comme une condition préalable aux portraits de groupe, comme ils l'ont été en Hollande avec des portraits identifiables de donateurs peints depuis le début du XVe siècle. Le Sort des restes de saint Jean-Baptiste peint par Geertgen tot Sint Jans après 1484, est considéré comme le plus ancien portrait de groupe hollandais qui nous soit parvenu. Il montre les membres de l'Ordre souverain militaire et hospitalier de Saint-Jean de Jérusalem, de Rhodes et de Malte de Haarlem en son centre et utilise toujours la forme traditionnelle de la peinture d'histoire pour créer une raison externe afin que le groupe apparaisse comme une unité. Les portraits des pèlerins de Jérusalem de la Fraternité d'Haarlem et d'Utrecht peint par Jan van Scorel entre 1525 et 1530 sont des portraits de groupe ultérieurs avec un fondement religieux. Von Scorel les dépeint de manière dense et décalée dans un arrière-plan clairsemé, de sorte que l'attention du spectateur se concentre sur les personnes représentées.
La Confrérie des arquebusiers d'Amsterdam(1529) de Dirck Jacobsz, tableau en trois parties avec 31 portraits, commandé par l'Amsterdamer Kloveniersdoelen, est le plus ancien tableau d'arquebusiers néerlandais connu. Il a une forme similaire. Les portraits sont placés côte à côte et les uns au dessus des autres, sur deux niveaux d'égale hauteur, et rien, à part les différents gestes des mains ne peut détourner l’attention des portraits. Les membres de la guilde des arquebusiers sont représentés dans leur mission commune, la défense de la ville, et la communauté fondée à cet effet. Le Banquet de 18 carabiniers d'Amsterdam de Dirck Barendsz, peint en 1566, annonce le développement ultérieur dans lequel les portraits sont à nouveau intégrés dans une action avec une dissolution de l'arrangement géométrique strict des portraits individuels et la représentation d'un repas avec du pain et du poisson.
La Compagnie d'arquebusiers du capitaine Jacob Hoynck et du lieutenant Wijbrand Appelman peint en 1596 par Pieter Isaacsz pour les Kloveniersdoelen montre l'utilisation de la profondeur de l'espace avec des éléments architecturaux dans l'arrière-plan et l'échelonnement des personnages. Ceux-ci sont plus individualisés qu'auparavant dans leur tenue vestimentaire, les attributs de leur grade et leur armement. En 1625, Werner van den Valckert peint La Compagnie des arquebusiers d'Albert Burgh, dans laquelle la singularisation et la dissolution de l'ordre ont encore progressé, mais les figures semblent encore statiques par rapport aux tableaux d'arquebusiers peints après 1640. Le portrait de groupe hollandais du XVIIe siècle atteint un sommet artistique avec La Ronde de nuit. Quelques années plus tard, en 1648, Bartholomeus van der Helst peint une autre œuvre remarquable, le Banquet de la garde civile d'Amsterdam fêtant la Paix de Münster, et en 1650, la dernière œuvre grand format est réalisée avec le Repas des arquebusiers du colonel Jan van de Poll et du capitaine Gijsbert van de Poll de Johannes Spilberg. Cependant, d'autres formes de portraits hollandais, telles que le portrait de régent et les conférences anatomiques, entre autres, ont persisté,.

Portraits de groupe néerlandais
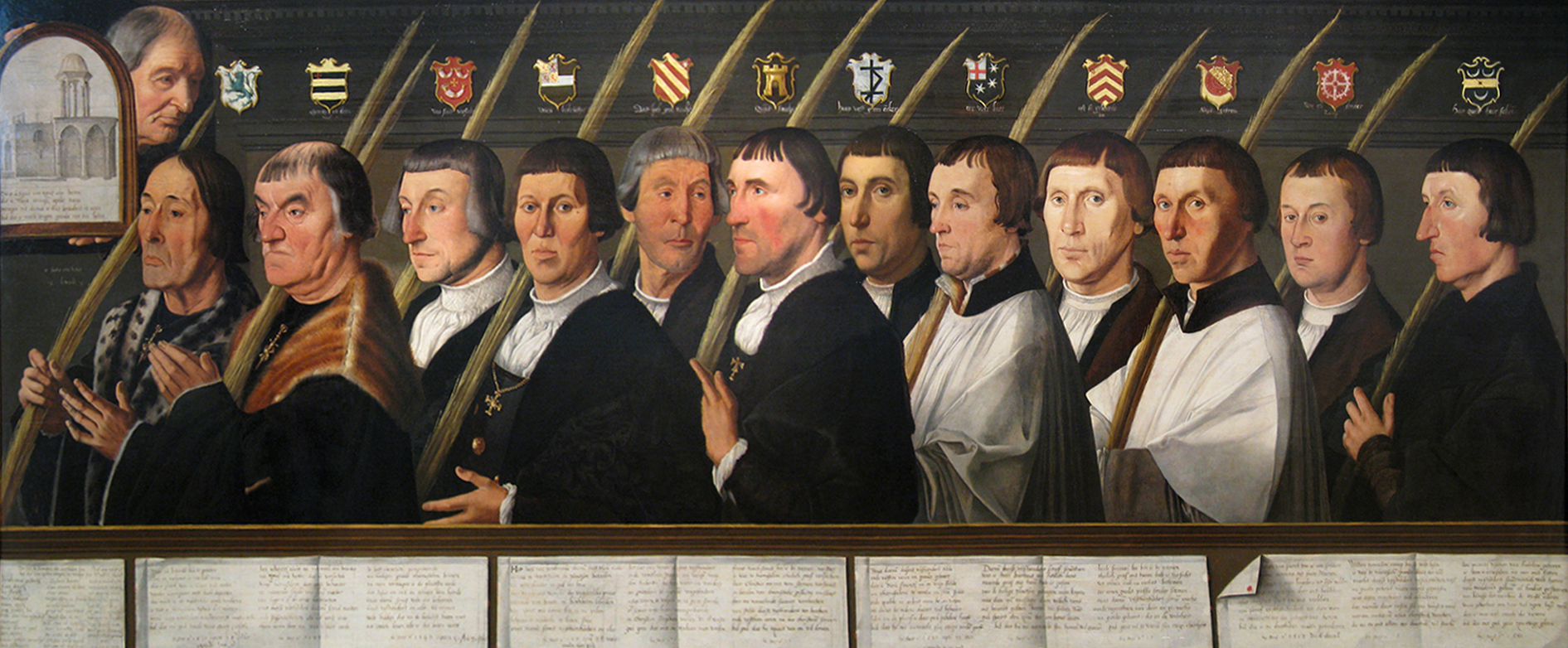
Jan van Scorel, Douze Pèlerins de Jérusalem de la Fraternité d'Haarlem, 1528-1530, Frans Hals Museum, Haarlem.
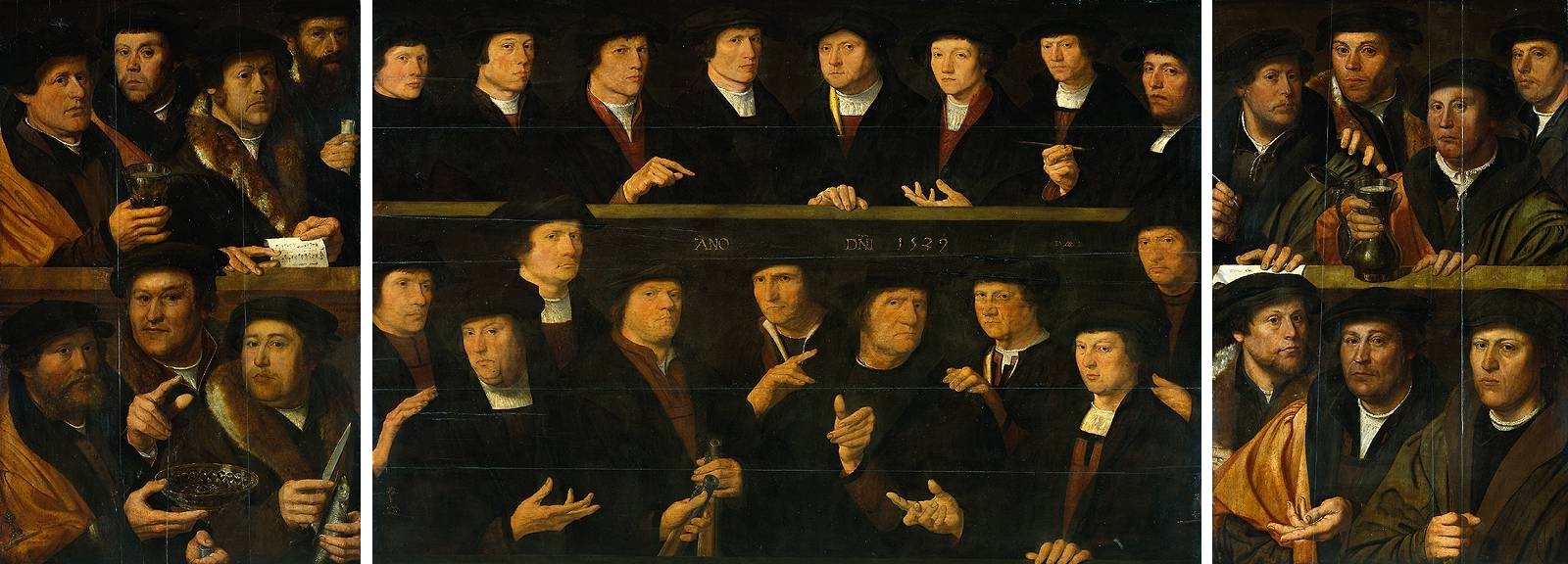
Confrérie des arquebusiers d'Amsterdam, 1529, Rijksmuseum Amsterdam.
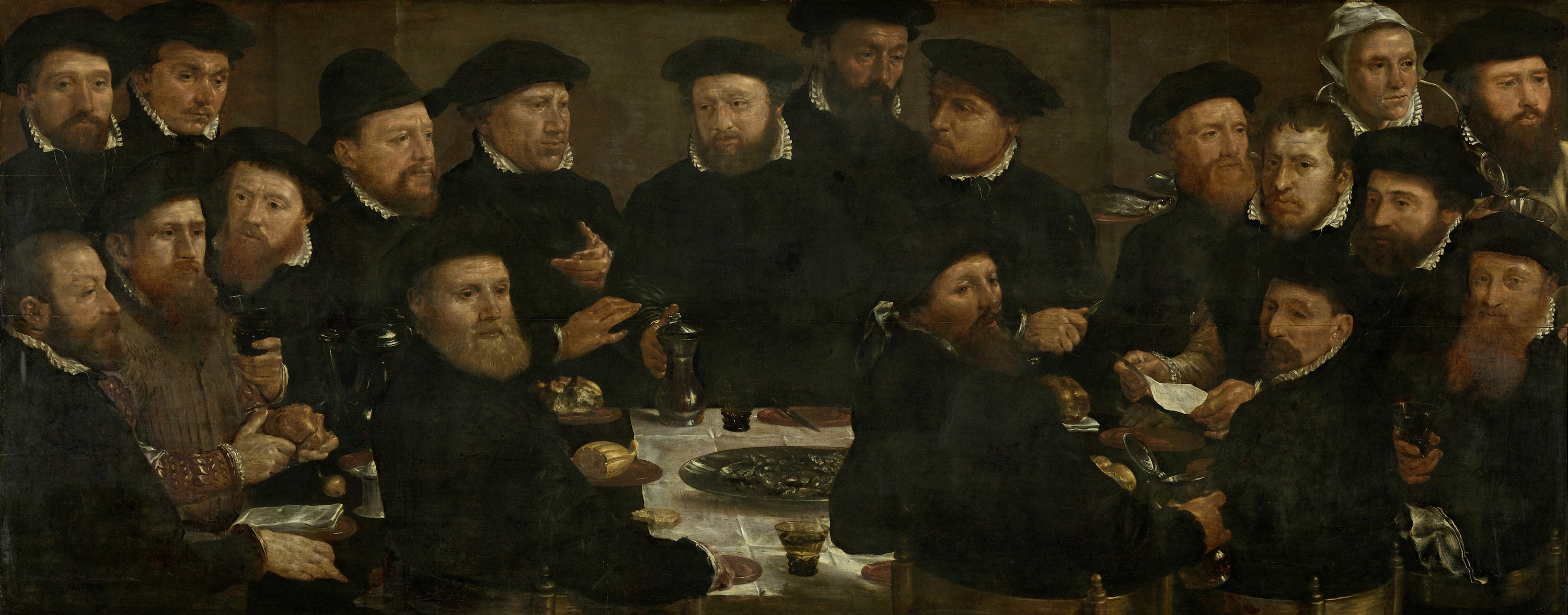
Dirck Barendsz, Le Banquet de 18 carabiniers d'Amsterdam, 1566, Rijksmuseum Amsterdam.
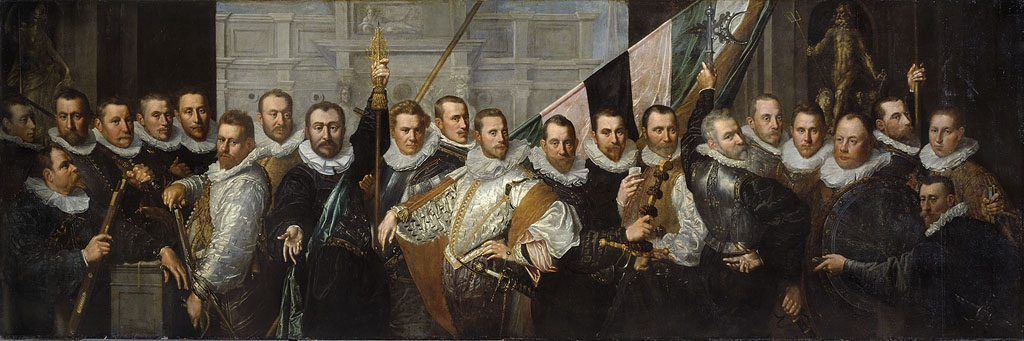
Pieter Isaacsz, Compagnie d'arquebusiers du capitaine Jacob Hoynck et du lieutenant Wijbrand Appelman, 1596, Amsterdam Museum.
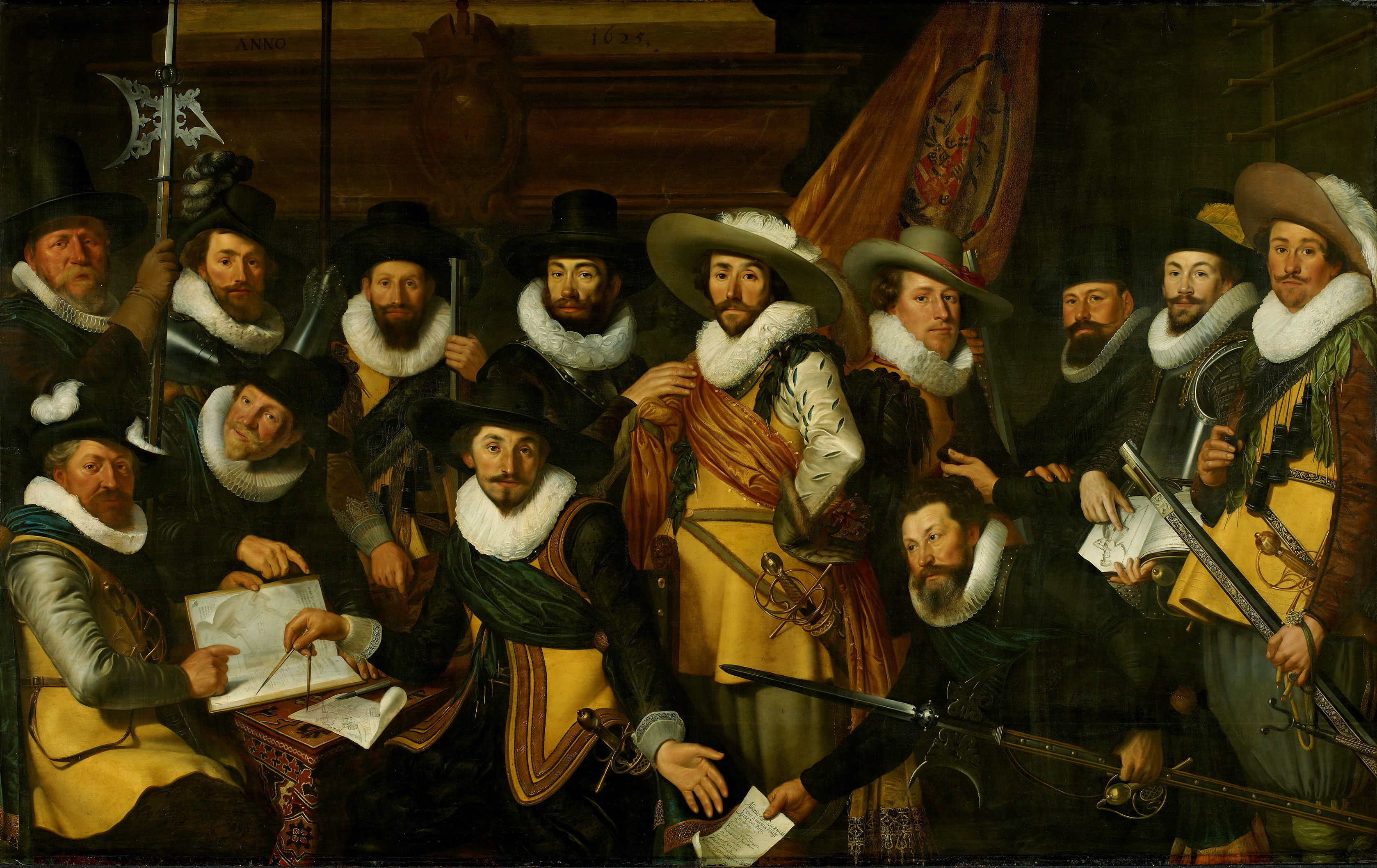
Werner van den Valckert, La Compagnie des arquebusiers d'Albert Burgh, 1625, Rijksmuseum Amsterdam.

### Programme décoratif de la Grande Salle desKloveniersdoelen

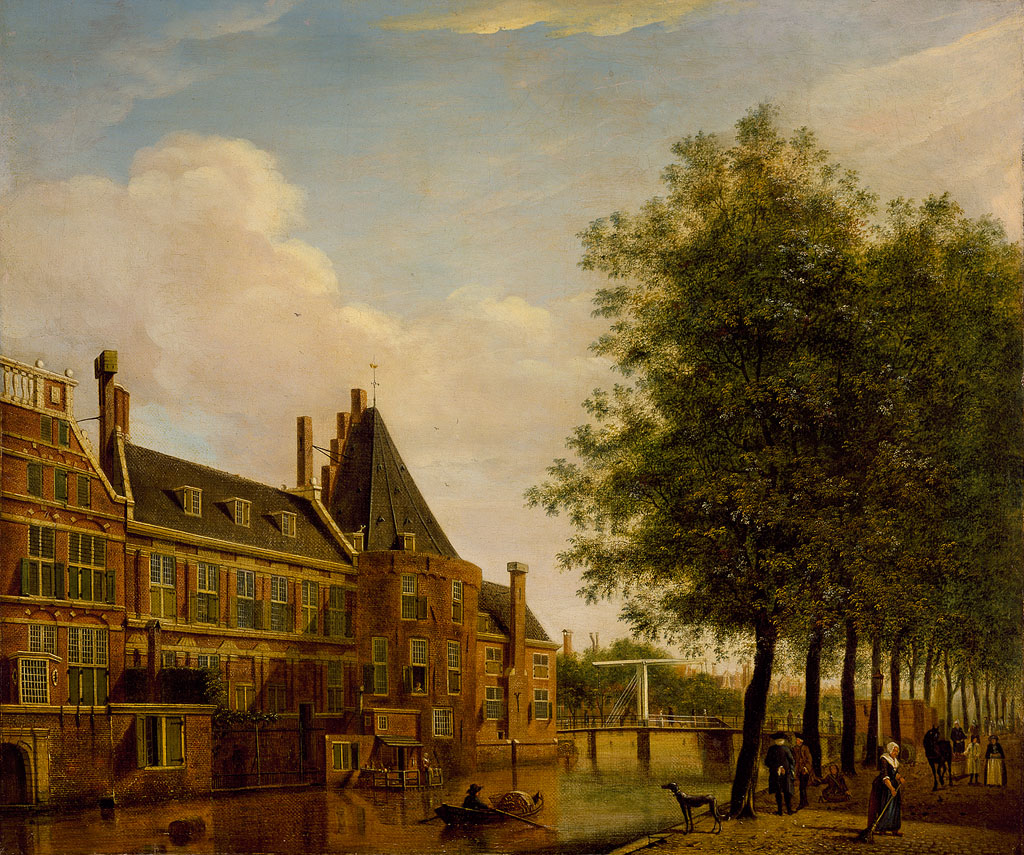
Jan Ekels l'Ancien, Le Kloveniersdoelen sur l'Amstel, 1775, huile sur toile, Musée d'Amsterdam. Les six fenêtres du premier étage sont les fenêtres de la Grande Salle.

À partir de 1622, les gardes de la milice civique utilisent la tour Swijgh Utrecht comme bâtiment pour leurs réunions. Le Kloveniersdoelen voisin, le quartier général des arquebusiers, est achevé vers 1638. Sa grande salle de banquet est la salle de réception la plus importante du conseil municipal d'Amsterdam.
Entre 1640 et 1645, sept peintures de grand format sont commandées à divers peintres pour décorer trois murs de la salle de réception : un portrait des gouverneurs et six tableaux des tireurs d'élite, dont La Ronde de nuit, qui se trouvent maintenant au Rijksmuseum Amsterdam. Les représentations des arquebusiers dans les portraits de groupe doivent être financées par ceux-ci, même si les peintures demeurent propriété de la guilde ensuite.
L'emplacement des six peintures différentes de la milice, toutes accrochées dans la grande salle de banquet, est reconstituée au début du XXIe siècle par l'historien de l'art Bas Dudok van Heel. Il ne s'agit pas de toiles individuelles, mais « d'une frise continue de tableaux en accord ». La contribution de Rembrandt diffère considérablement dans la composition et la couleur des cinq autres œuvres, ce qui indique qu'il « n'a probablement pas respecté la commande ». L'œuvre de Rembrandt est placée sur le côté gauche du grand mur, sachant que des cheminées sont installées dans les deux petits murs. Les personnages principaux ne sont pas au centre du tableau, mais légèrement à droite, et le sergent de gauche est également placé à droite, afin de mieux capter la lumière en tenant compte de la cheminée du petit mur.
Les peintures de la garde civique décorant la salle sont les suivants :
1. Joachim von Sandrart : Arquebusiers de la compagnie du capitaine Cornelis Bicker et du lieutenant Frederick van Banchem, 1640, huile sur toile, 343 × 258 cm.
2. Govert Flinck, ancien collaborateur de Rembrandt : Quatre gouverneurs des Kloveniersdoelen, 1642, huile sur toile, 203 × 278 cm. Les quatre gouverneurs sont assis autour de la table : Albert Coenraetsz Burgh, Jan Claesz. van Vlooswijck, Pieter Reael et Jacob Willekens. Ils sont servis par l'aubergiste du Kloveniersdoelen, Jacob Pietersz Nachtglas, qui leur remet une corne de buffle sertie d'argent comme calice de la guilde. Sur le mur à droite, dans un cadre, une griffe de poulet symbolise les arquebusiers.
3. Govaert Flinck : La Compagnie du capitaine Albert Bas et du lieutenant Lucas Conijn, 1645, huile sur toile, 347 × 244 cm.
4. Rembrandt van Rijn : La Ronde de nuit, 1642, huile sur toile, 379,5 × 453,5 cm.
5. Nicolaes Eliaszoon Pickenoy : La Compagnie du Capitaine Jan Claesz Vlooswijck et du Lieutenant Gerrit Hudde, à Amsterdam en 1642, 1642, huile sur toile, 340 × 527 cm.
6. Jacob Adriaensz Backer : La compagnie de Cornelis de Graeff et du lieutenant Hendrik Lauwrensz, 1642, huile sur toile, 367 × 511 cm.
7. Bartholomeus van der Helst : La Compagnie du capitaine Roelof Bicker, 1640 à 1643, huile sur toile, 235 × 750 cm.

Disposition d'origine dans la salle :

Mur à l'opposé de l'entrée, au dessus et à côté de la cheminée
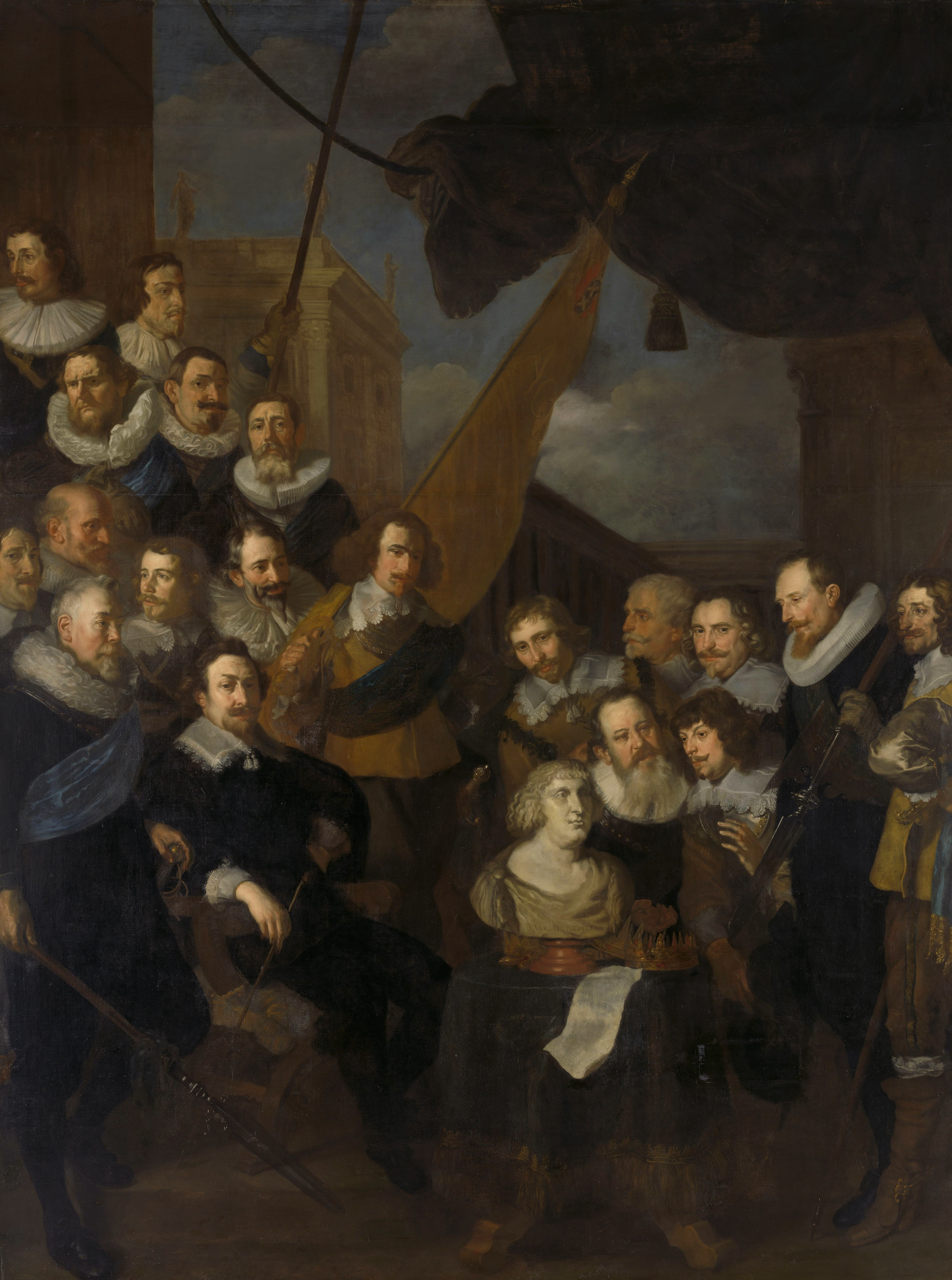
1
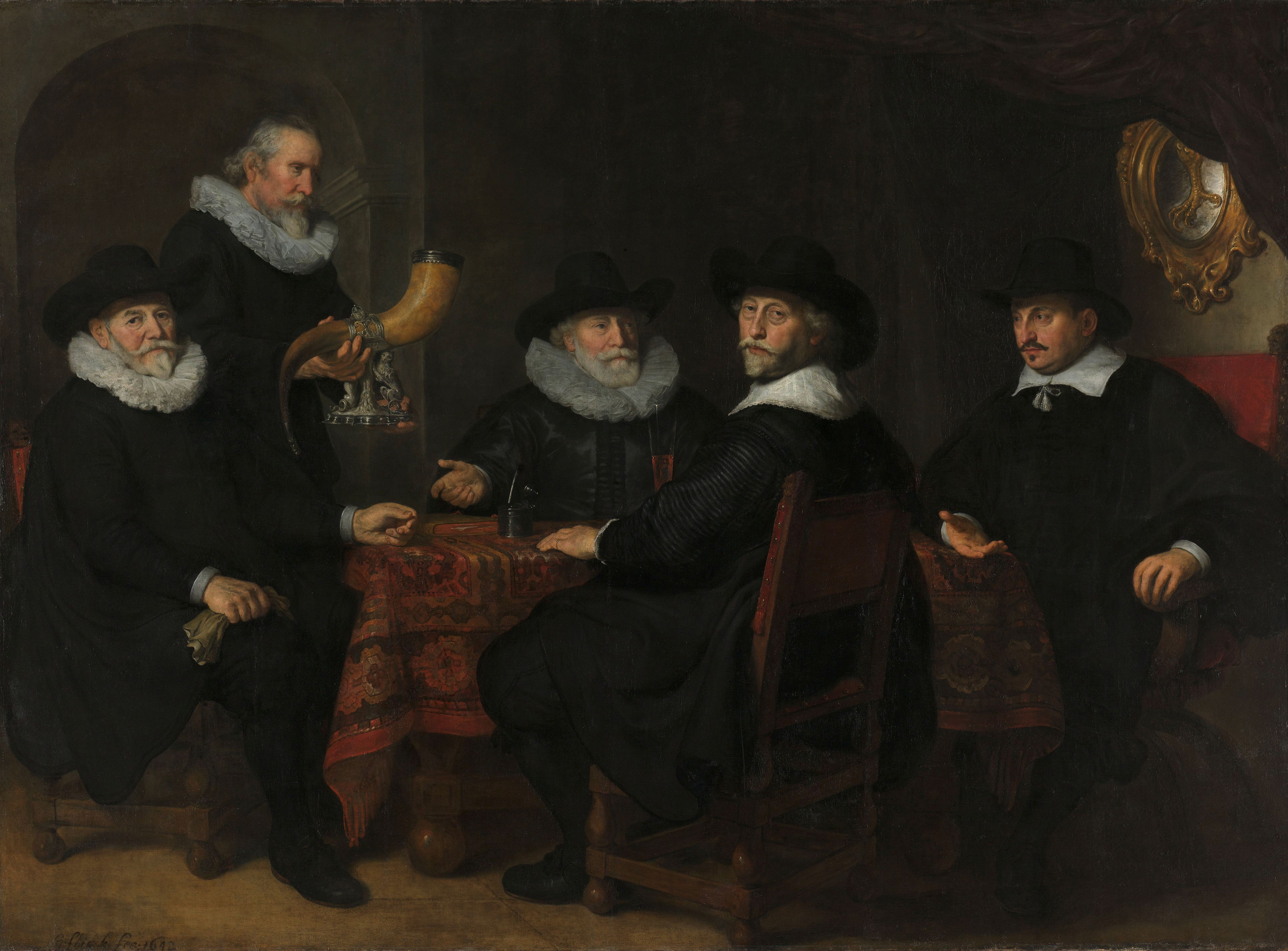
2
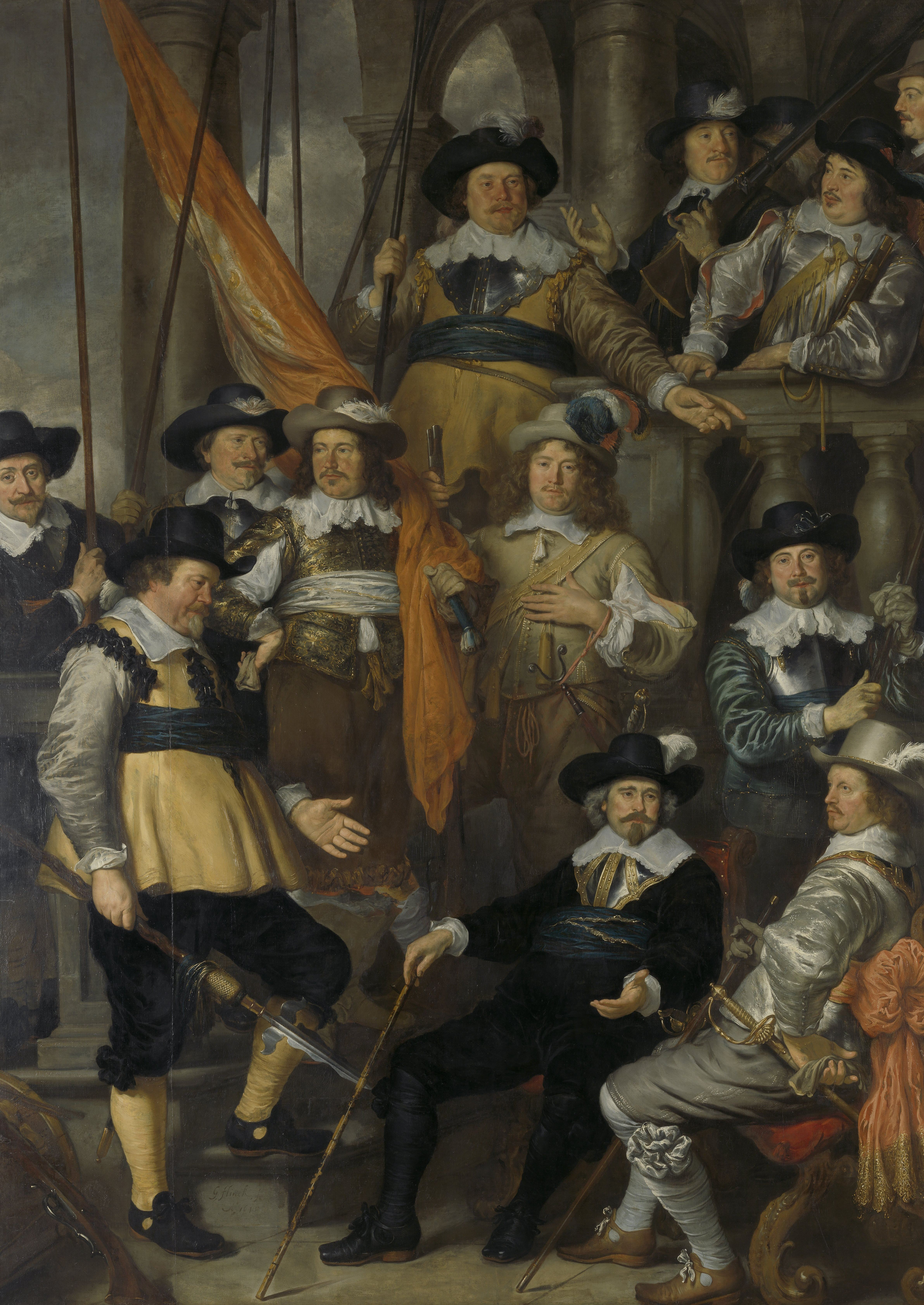
3

Côté droit, face aux fenêtres
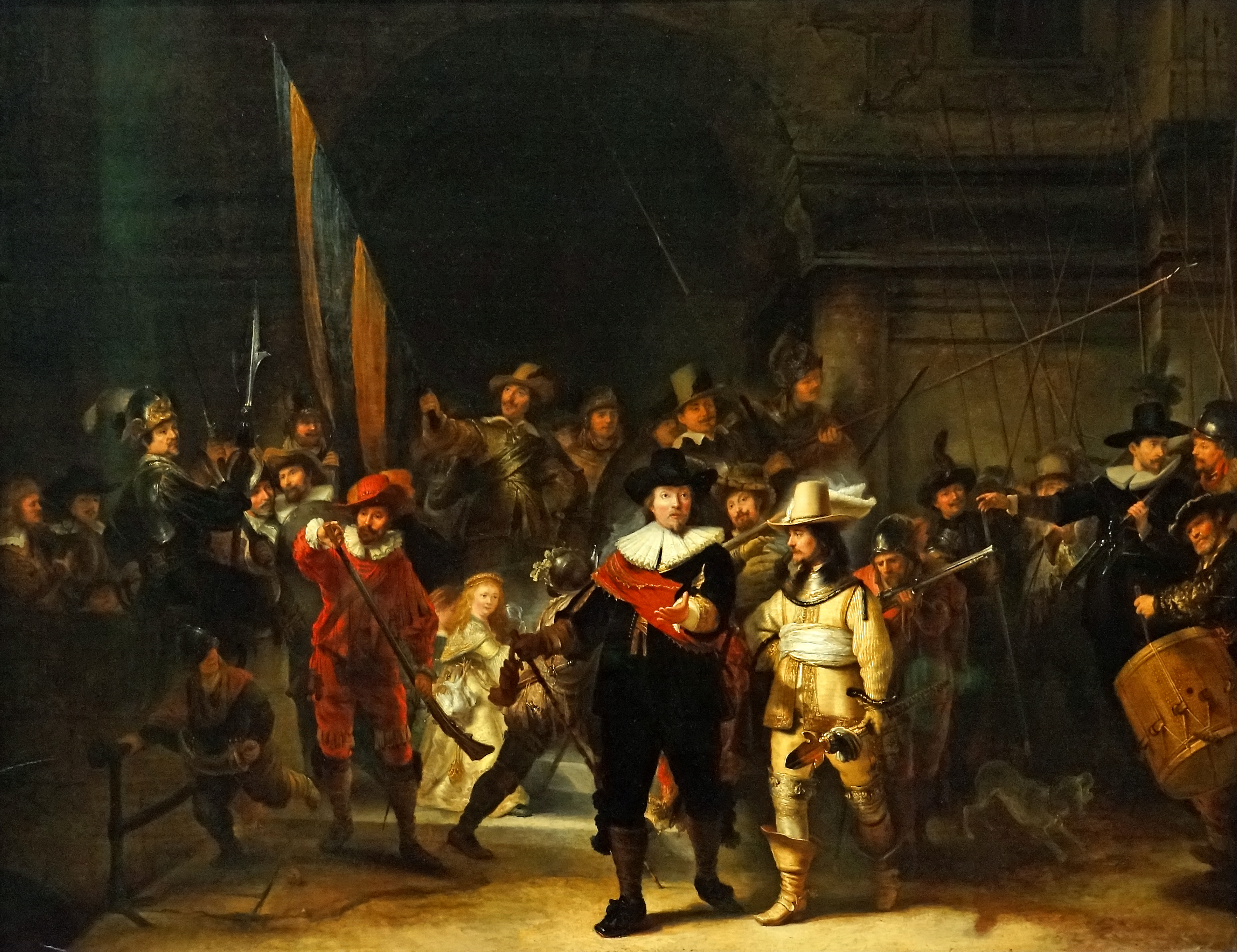
4
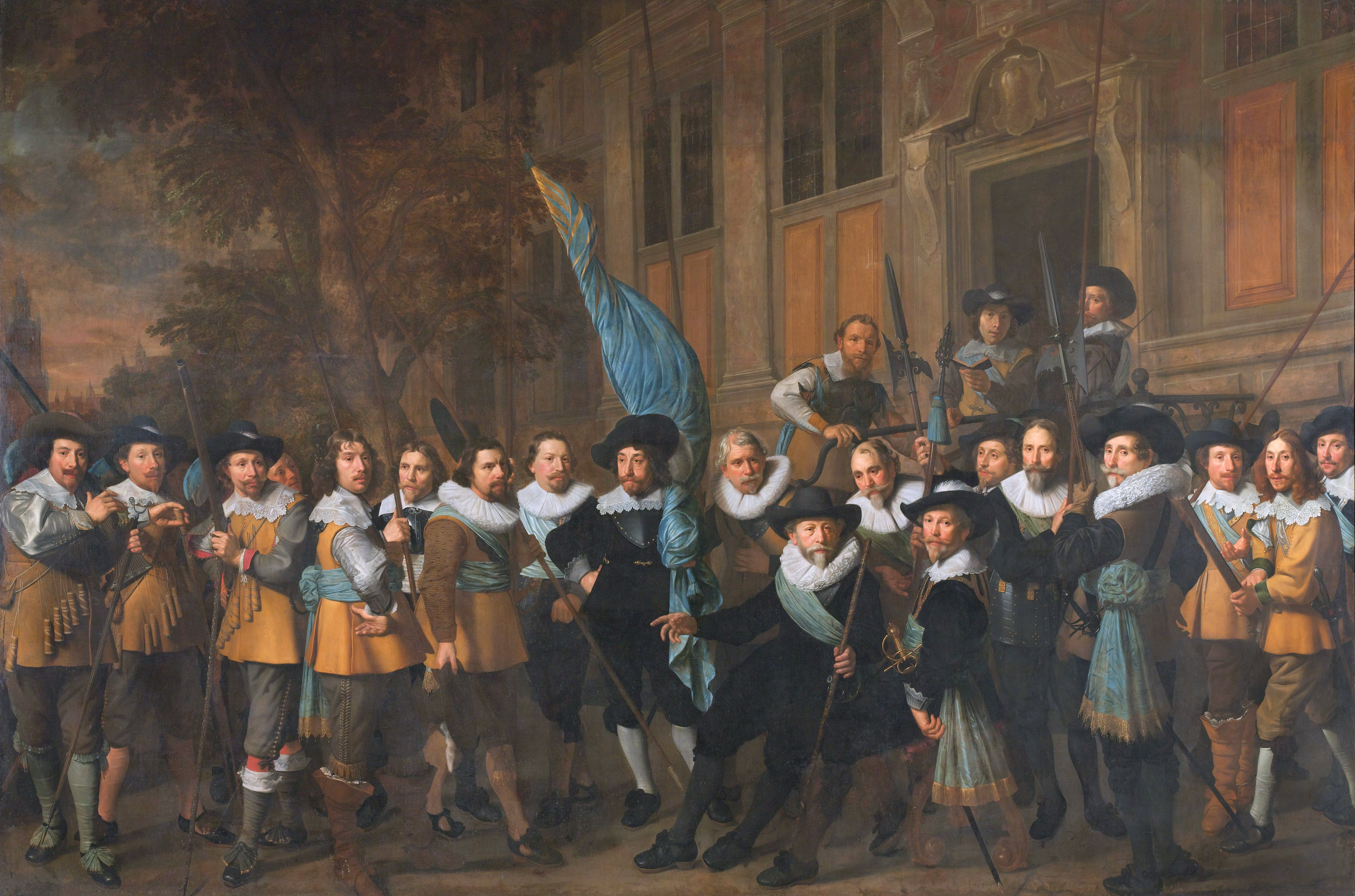
5
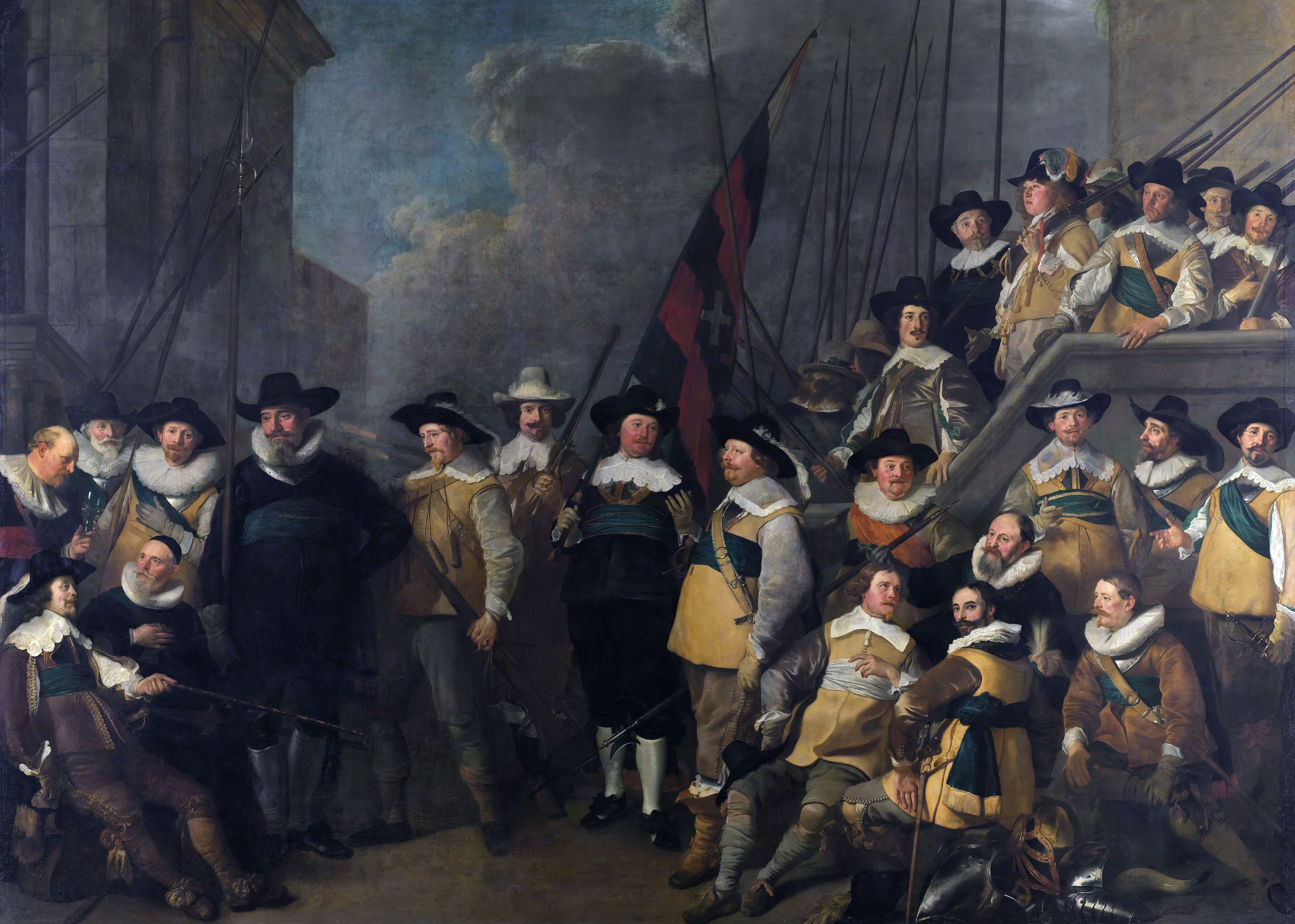
6

Mur vers la ville, au-dessus de la grande cheminée
7

### Contextualisation
Un cartel du Rijksmuseum à côté de l'œuvre rappelle que si l'artiste ne représente que des Blancs, cependant « une modeste communauté d’Africains vivait à proximité du complexe Kloveniersdoelen depuis 1630. Ils sont venus dans la ville en tant que domestiques, marins ou émissaires politiques à partir du moment où les Amstellodamois sont devenus actifs dans les colonies, dans les comptoirs d’Asie, d’Afrique et d’Amérique, et dans le commerce des personnes asservies ».

## Dénomination

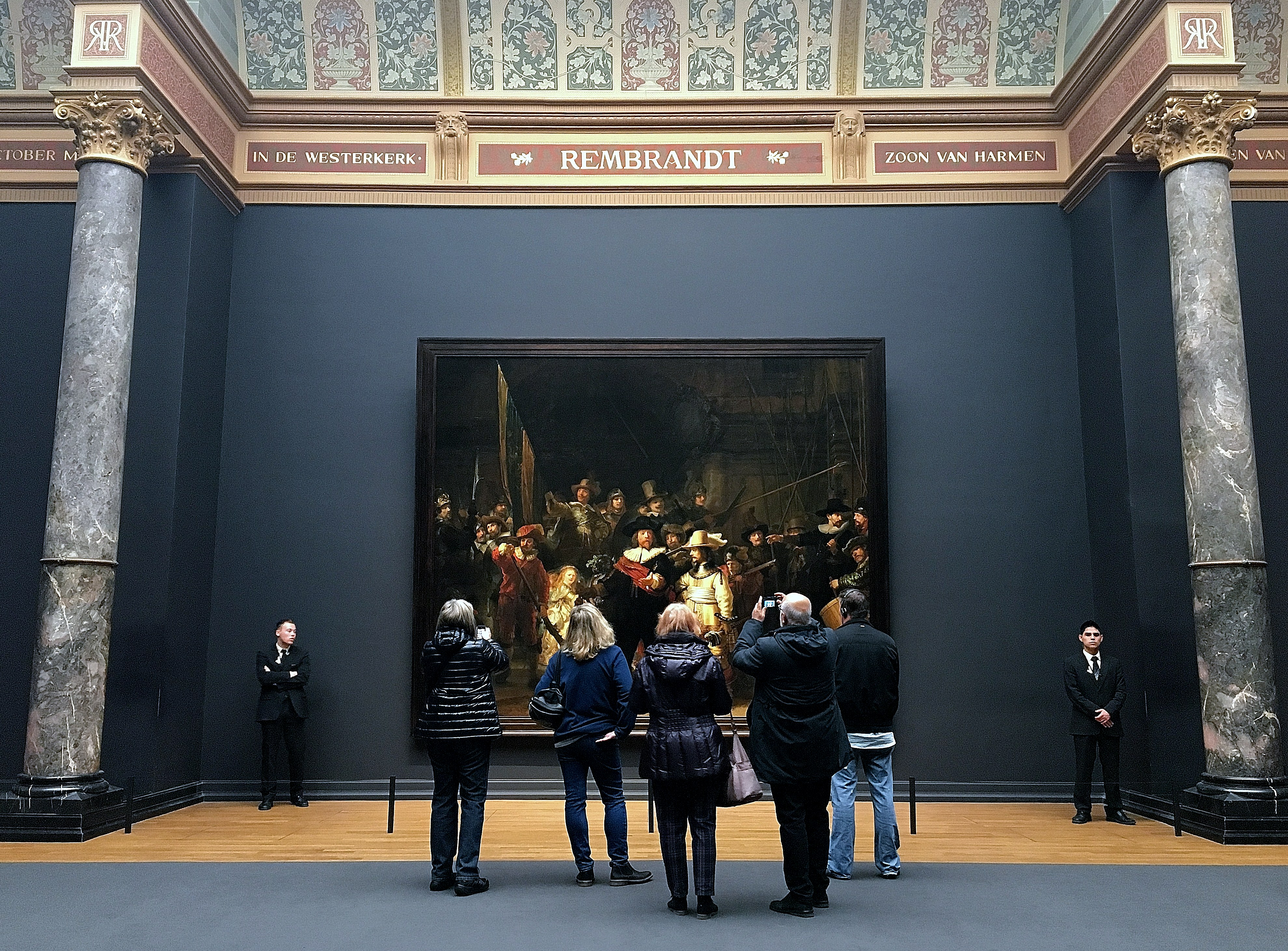
Le tableau en exposition au Rijksmuseum Amsterdam.

Le titre original de l'œuvre attribué est Officiers et autres artilleurs du district II d'Amsterdam, dirigés par le capitaine Frans Banninck Cocq et le lieutenant Willem van Ruytenburch, d'usage raccourcis en La Compagnie du capitaine Frans Banning Cocq ou encore La Compagnie de Frans Banning Cocq et Willem van Ruytenburch, du nom des commanditaires représentés au centre du tableau.
Ni Rembrandt ni la Guilde des arquebusiers d'Amsterdam n'ont attribué de nom au tableau ; il n'était pas d'usage de donner un nom particulier aux peintures au XVIIe siècle. Les titres attribués aux œuvres aujourd'hui sont pour la plupart issus de la représentation picturale ou déduits de documents transmis par les artistes ou leurs clients. Dans de nombreux cas, seul un nom de convention peut être attribué si la personne représentée ou le sujet ne peut pas être identifié. Un exemple de la difficulté de donner un titre approprié à une œuvre est le Tableau d'histoire de Rembrandt peint vers 1626 qui a fait l'objet de nombreuses recherches en histoire de l'art, mais pour lequel à ce jour, il n'existe aucune explication convaincante du sujet représenté et aucun titre ne faisant consensus,.
Le diplomate néerlandais Gerrit Schaep revient à Amsterdam en février 1653 et dresse une liste des peintures des trois maisons des arquebusiers conservée aux archives de la ville d'Amsterdam. Il répertorie La Ronde de Nuit avec les six autres tableaux de la Grande Salle du Kloveniersdoelen, en indiquant seulement les noms des officiers : « De même, ensuite, Frans Banning Cock Hpt., et Willem van Ruytenburg, Lt., peint par Rembrandt anno 1642 w» (en néerlandais : Ibid. daernaest aenvolgende Frans Banning Cock Capn, ende Willem van Ruytenburg, Lut., geschildert van Rembrand ao 1642). La formulation « La Compagnie du capitaine X et du lieutenant Y, peinte par Z » a été pendant des siècles et est toujours une forme courante de désignation des arquebusiers hollandais,.
Frans Banninck Cock a laissé un album de famille en deux volumes contenant une copie en aquarelle de La Ronde de Nuit, probablement peinte par Jacob Colijns à partir de la copie de Gerhard Lundens. Au regard de celle-ci se trouve la description suivante : « Croquis de la peinture dans la grande salle du Schützenhaus, dans laquelle le jeune Herr von Purmerland, en tant que capitaine, donne à son lieutenant, Herr von Vlaardingen, les ordres de marche pour sa compagnie » (en néerlandais : Schets van de Schilderije op de groote Sael van de Cleveniers Doelen daerinne de Jonge Heer van Purmerlandt als Capiteijn, geeft last aen zijnen Lieutenant, de Heer van Vlaerdingen, om syn Compaignie Burgers te doen marcheren). Il n'est pas certain que ce texte soit de Frans Banninck Cocq, car quelques modifications ont été apportées à son album de famille par un descendant. Néanmoins, la description est la plus ancienne interprétation du tableau qui nous soit parvenue. Elle a également servi de support pour les tentatives récentes de s'éloigner du titre objectivement erroné de La Ronde de Nuit,,.
Le titre La Ronde de Nuit est utilisé pour la première fois en 1781 par le peintre anglais Joshua Reynolds, qui, cependant, doute également de la paternité de Rembrandt en faveur de Ferdinand Bol et est guidé par les signes de vieillissement du vernis et l'encrassement du tableau par la poussière et la suie. De plus, les milices de la fin du XVIIIe siècle n’étaient utilisées que comme gardes de nuit. Depuis, le titre La Ronde de Nuit s'est imposé au détriment d'autres propositions, bien que la scène représentée ne se déroule certainement pas de nuit. Une anecdote du XIXe siècle justifie le titre La Ronde de Nuit par l'aspect sombre du tableau : le tableau était caché sous les planchers de la Trippenhuis pendant l'occupation française, où il est devenu si sale que l'avidité de Napoléon Ier pour lui se serait évaporée.
Le titre La Ronde de Nuit est habituel à partir du XIXe siècle, l'illusion de la nuit pouvait passer pour normale dans l’œuvre de Rembrandt, familier de scènes très obscures. Le liant, contenant du bitume, comme dans Le Radeau de La Méduse, l'assombrit avec le temps. Lors de la restauration du tableau réalisée en 1947, la peinture est réapparue comme les contemporains de Rembrandt avaient pu l'admirer. Ce tableau qu'on avait pris l'habitude de considérer comme une scène nocturne s'est révélé être une représentation d'un groupe sortant à la lumière du jour.
Une ordonnance de 1650, signée par Banninck Cocq, parle d'une garde de jour et d'une garde de nuit en faisant référence à l’engagement des arquebusiers. Néanmoins, l'historien de l'art Gary Schwartz estime peu probable que cela explique le nom du tableau, le thème n'étant pas la garde elle-même. Schwartz pense qu'il est plus probable que le nom n'ait été utilisé que lorsque les spectateurs ont été convaincus qu'il s'agissait d'une scène de nuit. Il souligne que le restaurateur de la ville, Jan van Dijk, parle en 1758, d'un « fort ensoleillement », comme s'il voulait contredire une opinion existante. Le Rembrandt Research Project considère la remarque comme une indication que la représentation était alors encore considérée comme se déroulant en plein jour et que le surnom - qui n'a jamais fait l'unanimité - est né dans un moment d'inconscience à la fin du XVIIIe siècle, à partir d'un malentendu alimenté par le noircissement de la toile. Quoi qu'il en soit, le plus ancien document dans lequel la toile est dénommée La Ronde de nuit est une lettre de Lambertus Claessens au Conseil national de la République batave, rédigée pour accompagner une copie gravée de l'œuvre, où il parle de « De Nagtwagt ». L'accusé de réception de cette gravure est daté du 27 octobre 1797.
Le tableau a reçu divers titres dans la littérature de l'histoire de l'art. En 1900, Wilhelm von Bode nomme le tableau La sortie de la Compagnie d'arquebusiers de Frans Banning Cocq dans le quatrième volume de son catalogue, avec l'ajout « appelé à tort La Ronde de Nuit ». Dans son catalogue raisonné de 1915, Cornelis Hofstede de Groot fait référence au tableau Sortie de la compagnie de tir du capitaine Frans Banning Cocq (en allemand, Der SSchützenkompagnie des Hauptmanns Frans Banning Cocq), en soulignant « connue sous le nom de La Ronde de Nuit » (« bekannt als „Die Nachtwache“ »). En 1935, Abraham Bredius le désigne dans une légende de son catalogue raisonné comme Le Départ des arquebusiers sous le capitaine Frans Banning Cocq (en néerlandais : Het uitrukken van de schutterij onder kapitein Frans Banning Cocq en Luitenant Willem van Ruijtenburg)), mais utilise par ailleurs la désignation La Ronde de nuit. Dans son catalogue raisonné de Rembrandt de 1969, Horst Gerson choisit la légende : « Défilé des arquebusiers de la compagnie du capitaine Frans Banning Cocq et de son lieutenant Willem van Ruytenburch, populairement connu sous le nom de La Ronde de nuit ». Cependant, dans la section catalogue, il choisit le titre La Compagnie de d'arquebusiers du capitaine Frans Banning Cocq (La Ronde de nuit). Dans la littérature scientifique, comme pour la plupart des tableaux d'arquebusiers hollandais, la désignation formelle selon les officiers représentés s’est imposée comme Portrait de la compagnie du capitaine Frans Banninck Cocq et du lieutenant Willem van Ruytenburgh ou des titres similaires avec de nombreuses variantes. En outre, le terme La Ronde de nuit est souvent mentionné comme un nom trivial, mais est également utilisé dans les textes scientifiques comme alternative à l’utilisation répétée du titre assez long.
Le Rijksmuseum Amsterdam qui l'expose nomme la peinture La Ronde de Nuit (en néerlandais : De Nachtwacht) sous-titrée Officiers et autres carabiniers du district II d'Amsterdam, dirigés par le capitaine Frans Banninck Cocq et le lieutenant Willem van Ruytenburch, connu sous le nom de « La Ronde de Nuit » (en néerlandais : Officieren en andere schutters van wijk II in Amsterdam, onder leiding van kapitein Frans Banninck Cocq en luitenant Willem van Ruytenburgh, bekend als ‘De Nachtwacht’),. La municipalité d'Amsterdam, propriétaire du tableau, l'appelle tout simplement La Ronde de nuit.

## Description

### Composition générale

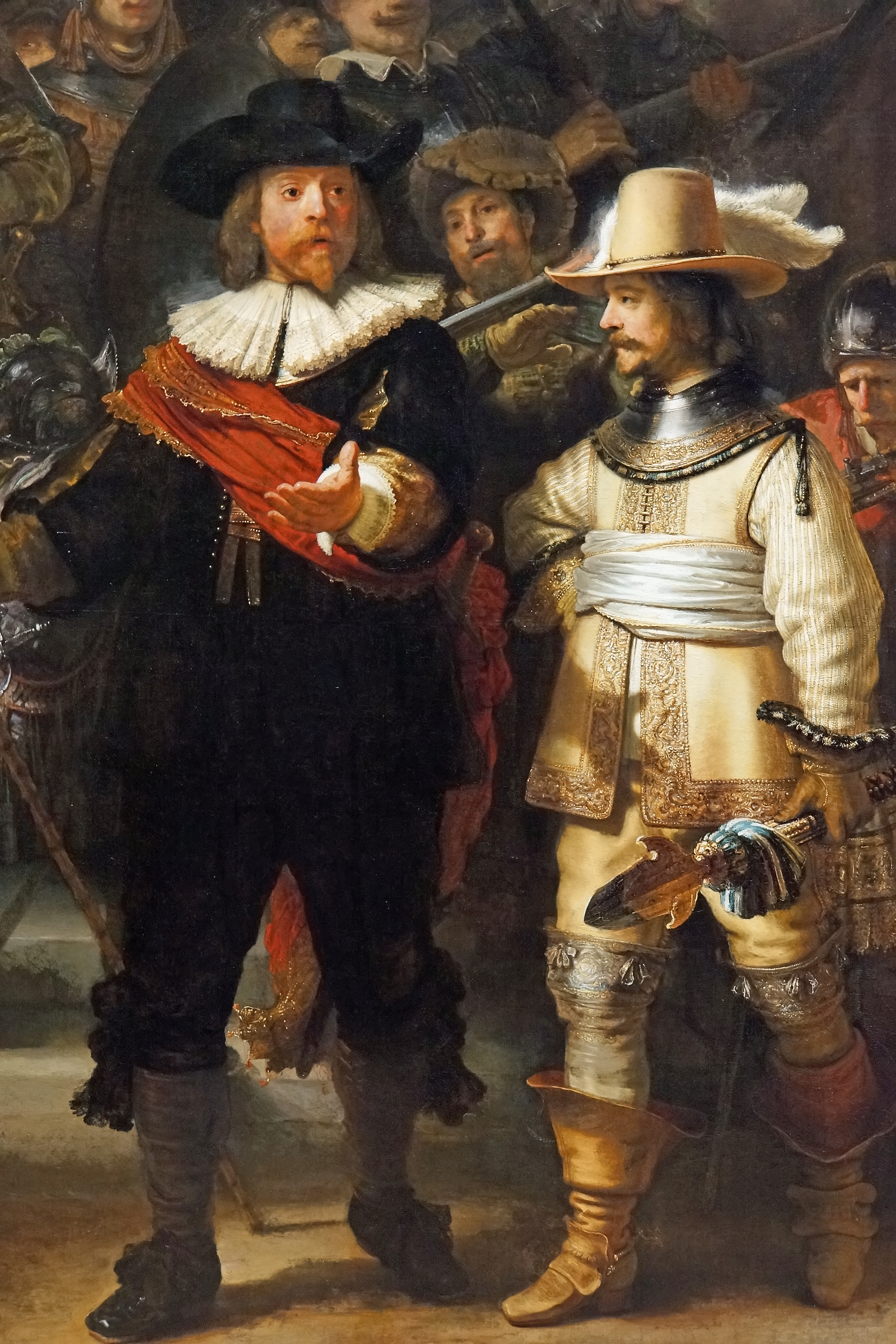
Personnages principaux.

Le tableau est célèbre pour sa taille colossale, l'utilisation dramatique de la lumière et de l'ombre (ténébrisme) et la perception du mouvement dans ce qui aurait traditionnellement été un portrait de groupe militaire statique. La peinture est achevée en 1642, à l'apogée du siècle d'or néerlandais. Elle représente la compagnie éponyme en train de se déplacer, dirigée par le capitaine Frans Banninck Cocq (vêtu de noir, avec une écharpe rouge) et son lieutenant, Willem van Ruytenburch (vêtu de jaune, avec une écharpe blanche). Sans encadrement, le tableau pèse 170 kg ; avec encadrement 337 kg.[réf. souhaitée]
Avec une utilisation efficace de la lumière du soleil et de l'ombre, Rembrandt dirige l'œil vers les trois personnages les plus importants parmi la foule : les deux hommes au centre (dont le tableau tire son titre original) et la femme au centre-gauche portant un poulet. Derrière eux, les couleurs de la compagnie sont portées par l'enseigne Jan Visscher Cornelissen. Les personnages sont presque grandeur nature. Contrairement à ce que le titre peut laisser supposer, il ne s'agit pas d'une scène de nuit, mais de jour : l'obscurcissement du tableau est dû à l'apprêt au bitume de Judée, conséquence courante jusqu'au XIXe siècle.
Un groupe de 31 personnes, pour la plupart reconnaissables comme des soldats par leur tenue vestimentaire ou leur armement, est représenté, rassemblé devant un bâtiment constitué de gros blocs de pierre avec un escalier de plusieurs marches. Ce bâtiment présente une arche monumentale flanquée de colonnes légèrement à gauche du centre - dans l'état d'origine de la peinture, elles se situaient beaucoup plus près du centre. La partie droite du bâtiment a une fenêtre au premier étage ; sur le bord droit du tableau, un mur ou une partie du bâtiment fait saillie vers l'avant. Dans son état d'origine, une balustrade était représentée sur le bord gauche et, à gauche de celle-ci, un pont sur lequel se tenaient plusieurs personnes. Deux soldats, une tête d'enfant ne dépassant que peu du parapet du pont et la majeure partie du pont ont été supprimés vers 1715. Aujourd'hui, seule une partie de la balustrade subsiste.
Au centre se trouvent Frans Banning Cocq, en noir, tendant la main de façon frappante vers le spectateur, capitaine de la compagnie et également bourgmestre d'Amsterdam, et Willem van Ruytenburch, son lieutenant, dont la pertuisane semble menacer de sortir de la toile. Ces effets visuels ont été longuement travaillés par Rembrandt, comme le montre l'analyse aux rayons X menée par les conservateurs hollandais. Parmi les dix-huit commanditaires du tableau, seul un troisième est identifié avec certitude, le porte-enseigne Jan Visscher Cornelisen, qui brandit le drapeau de la compagnie. Derrière son épaule gauche, certains critiques prétendent identifier un quatrième personnage, Rembrandt lui-même, dont on ne voit qu'un œil du visage.
D'un geste ferme de la main, Frans Banning Cocq souligne son commandement, appuie sur sa canne et commence à marcher. A côté de lui, son lieutenant Willem van Ruytenburch se déplace également ; avec une belle lance à la main, une soi-disant pertuisane, pointant vers l'avant, il indique la direction.

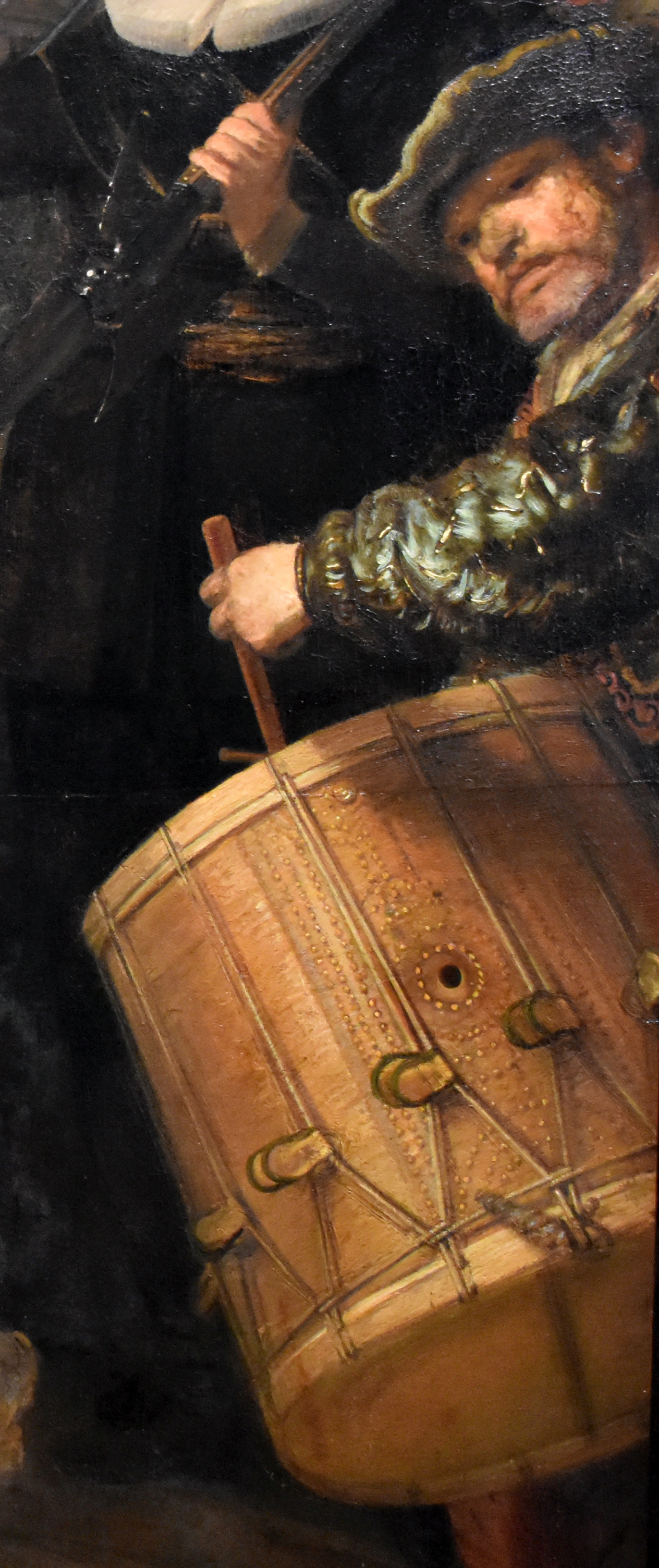
Détail du tambour.

Les personnages, à quelques exceptions près, sont reconnaissables comme des carabiniers, piquiers et officiers. Les vêtements des carabiniers présentés sont incohérents, les uniformes ne sont que difficilement reconnaissables. Au tout premier plan et au centre du tableau se tient un capitaine vêtu de violet foncé, presque noir, avec une fraise blanche, une écharpe rouge brodée d'or et un chapeau noir, qui semble faire un petit pas vers le spectateur. Dans sa main droite gantée, il tient un gant et dans sa main gauche, une badine d'officier de rotin de cinq pieds de long, un rotting, pointant vers l'avant. À sa droite se trouve le lieutenant de la compagnie, apparemment en train de recevoir un ordre de son capitaine. Comme ce dernier, il se tient dans une lumière vive, portant des vêtements jaune pâle, avec un chapeau à plumes, des bottes hautes de la même couleur et une ceinture blanche. Portant un gorgerin et armé d'une pertuisane, il semble lui aussi avancer d'un demi-pas.
Le plan pictural allongé derrière les deux officiers est dominé par trois tirailleurs, un mousquetaire en habit rouge et coiffé d'un chapeau à plumes rouges, avec une fraise blanche, à la ceinture duquel pendent de nombreux flacons de poudre. Il remplit de poudre le canon de son mousquet. À sa droite, presque complètement caché par le capitaine, un mousquetaire se précipite vers la droite. Il vient de tirer un coup vers le haut à droite, provoquant la formation d'un nuage de fumée de poudre derrière la tête du lieutenant. Immédiatement derrière et à droite du lieutenant se trouve un troisième mousquetaire casqué, soufflant des restes de poudre brûlée du bac à poudre de son arme après un coup de feu.
Dans l'arrière plan suivant, deux filles magnifiquement vêtues se situent entre le premier et le deuxième mousquetaire nommés, dont la plus petite est en grande partie cachée et l'autre mise en valeur par une forte incidence de lumière. Un poulet mort est suspendu à sa ceinture et une petite partie d'un pistolet à rouet est visible. La jeune fille de devant est considérée par certains comme étant un esprit mythologique, et selon le Rijksmuseum la mascotte de la compagnie.
À gauche du mousquetaire vêtu de rouge avec les flacons de poudre, un petit garçon (ou un garçon de petite taille) avec un casque et une grande corne à poudre devant le ventre, court le long de la balustrade vers la gauche.
L'arrière-plan du tableau est dominé par le porte-drapeau debout sous l'arche, brandissant un drapeau rayé bleu-jaune-bleu-jaune. Un soldat en armure et casqué, tenant une hallebarde, se trouve sur le bord gauche, sur le parapet du pont, qui ferme la représentation à gauche, même en considérant les figures de deux soldats et d'un enfant peints à l'origine derrière lui (c'est-à-dire plus près du bord du tableau). De même, un sergent vêtu de noir avec une fraise blanche et une hallebarde converse avec un arquebusier casqué situé vers le centre de la toile ; un tambour vêtu de vert regarde le spectateur et se fait aboyer par un chien gris de taille moyenne. En plus de ces personnages principaux, un certain nombre d'autres personnes sont représentés en arrière-plan : les deux porteurs de bouclier protégeant le porte-drapeau, un sergent et un certain nombre de piquiers.
Les armes indiquent les grades dans la milice : bâton de commandement pour le capitaine, pertuisane pour le lieutenant, hallebardes pour les sergents, piques et arquebuses pour les simples miliciens.
Le tambour est prêt à commencer un roulement, un chien lève les yeux, les bannières et les lances sont levées et les enfants courent parmi les archers.

### Personnages
Les seize soldats d'élite du district II d'Amsterdam, qui ont payé différents montants pour leur représentation, sont considérés comme les personnages principaux et sont nommés avec deux autres arquebusiers sur le panneau au-dessus de la colonne à droite de l'arche, qui n'a été peint que vers 1653. De plus, Rembrandt a peint seize personnages secondaires qui remplissent différentes fonctions dans le programme de portraits. Certains d'entre eux sont des carabiniers de la milice qui ne pouvaient pas payer la contribution pour un portrait et ne sont donc pas représentés de manière identifiable. Ils sont cependant nécessaires pour que la représentation atteigne la force souhaitée. D'autres personnages mineurs servent à augmenter la théâtralité de la scène ou sont des représentations allégoriques. Par cet ajout de nombreux figurants au portrait de groupe, Rembrandt rompt avec une tradition hollandaise qui se limite jusque-là à représenter des clients qui paient pour figurer dans le portrait,.
Rembrandt montre des personnages vêtus de vêtements, de casques et d'armes qui ne sont pas en usage à l'époque. Les casques de certains carabiniers ressemblent à celui de sa Bellona de 1633 (Metropolitan Museum of Art, New York), mais aussi à ceux des planches gravées De l'utilisation du mousquet de Jacob De Gheyn le Jeune de 1607. Cette représentation incohérente des personnages n'est pas nécessairement l'expression d'une liberté artistique : de nombreux membres de la schutteri revêtent des vêtements extravagants lors de leurs apparitions publiques. Dans sa description de l'entrée cérémonielle de Marie de Médicis dans la ville d'Amsterdam en 1638, l'auteur néerlandais Gaspard van Baerle fait remarquer au sujet des nombreux fusiliers que : « certains s'étaient habillés comme ils l'entendaient et que d'autres s'étaient blindés de la tête aux pieds. »,.
Les noms des protagonistes sont écrits sur l'original de La Ronde de nuit au-dessus du centre du tableau dans un cartouche : Frans Banning Cocq / heer van Purmerlant en Ilpendam / Capiteijn / Willem van Ruijtenburch van Vlaerding / heer van Vlaerdingen Leutenant / Jan Visscher Cornelisen vaendrich / Rombout Kemp Sergeant / Reijnier Engelen Sergeant / Barent Harmansen / Jan Adriaensen Keyser / Elbert Willemsen / Jan Clasen Leijdeckers / Jan Ockersen / Jan Pietersen bronchorst / Harman Iacobsen wormskerck / Jacob Dircksen de Roy / Jan vander heede / walich Schellingwou / Jan brugman / Claes van Cruysbergen / Paulus Schoonhoven . Les personnages ne peuvent être identifiés dans le tableau que par les attributs de leur rang et par l'analyse des données biographiques connues.
Jan Claesz. Leijdekkers, dont le noms apparait sur le cartouche peint ultérieurement, fait son testament le 20 décembre 1640 et meurt une semaine plus tard, de sorte que la milice est représentée dans sa composition avant décembre 1640. La commande a donc été faite quelque temps avant cette date, ou même plus longtemps avant.
Au cours du xVIIIe siècle, une partie de l'écriture est devenue illisible. Le texte n'a pu être revu dans son intégralité qu'après une importante restauration en 1947. Un dix-huitième nom est également apparu. Au début, seules les lettres « Schr » peuvent être lues et l'idée est qu'elles représentent la profession de Claes van Cruysbergen, qui est répertorié comme le dix-septième protagoniste et qui est écrivain de profession (schrijver en néerlandais). Après un nettoyage en profondeur, il s'est avéré être « Paulus Schoonhoven ».
Les personnes ne sont pas répertoriées dans l'ordre dans lequel elles sont représentées, mais selon l'habitude, suivant la durée de leur emploi. Jusqu'au début du XXIe siècle, seules quelques-unes des personnes mentionnées pouvaient être rapprochées de leur représentation dans le tableau. En 2009, l'historien Bas Dudok van Heel est le premier à publier le lien entre toutes les personnes mentionnées sur le cartouche et leur représentation, ainsi que le nom correct du tambour, qui était employé par la milice et qui est l'un des rares à ne pas avoir payé, mais est quand même représenté. Selon Dudok van Heel, Jan Brughman et Jacob Dirksen de Roy sont les deux personnages les plus à gauche du tableau qui ont été découpés au début du XVIIIe siècle, Brughman étant des deux celui situé le plus à gauche.
| Image | Nom | Image | nom |
| ----- | --- | ----- | --- |
|       | Capitaine Frans Banning Cocq, en noir, avec une ceinture rouge et badine d’officier dans la main droite     |       | Lieutenant Willem van Ruytenburgh, avec une pertuisane et un gorgerin, en jaune avec une ceinture blanche                  |
|       | Jan Adriaensz Keijser, porte-épée, à droite derrière le capitaine Banninck Cocq                             |       | Jan van der Heede, mousquetaire                                                                                            |
|       | Reinier Engelen, sergent                                                                                    |       | Jan Pietersz Bronckhorst, garde                                                                                            |
|       | Herman Jacobsz Wormskerck, avec bouclier, épée, col de moulin et chapeau à larges bords                     |       | Elbert Willemsen, mousquetaire                                                                                             |
|       | Enseigne Jan Visscher Cornelisen (ou Jan Cornelisz. Visscher), porte-étendard                               |       | Claes van Cruijsbergen, porte-écu avec casque et gorgerin, en arrière-plan                                                 |
|       | Jan Ockersen, piquier avec armure                                                                           |       | Walich Schellingwou, piquier avec armure et casque                                                                         |
|       | Jan Claesen Leijdeckers, mousquetaire                                                                       |       | Barent Harmansen Bolhamer, piquier avec une barette noire à plumes                                                         |
|       | Rombout Kemp, sergent avec un chapeau noir à large bord, bras droit tendu et hallebarde sur l’épaule gauche |       | Paulus Harmensz Schoonhoven, mousquetaire avec casque et foulard rouge, en rouge, souffle la poudre brûlée de son mousquet |
|       | Jacob Jorisz, tambour                                                                                       |       | Cartouche avec les noms des souscripteurs.                                                                                 |

### Arquebusiers

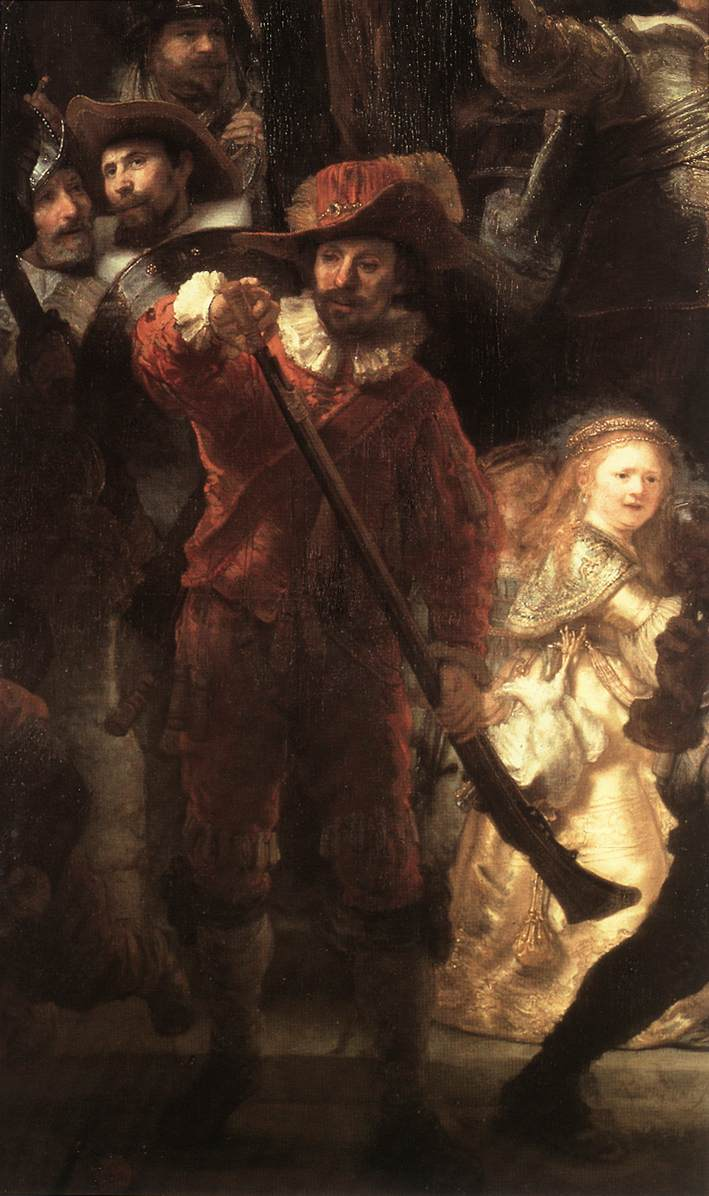
Milicien remplissant de poudre le fût de son arquebuse et jeune fille portant les principaux symboles militaires des arquebusiers. La signature de Rembrandt se trouve sur le côté de la marche inférieure, en partie sous le pied droit de la jeune fille.

Rembrandt affiche l'emblème traditionnel des arquebusiers de manière spontanée. Il fait ressortir, avec une accentuation de lumière, une jeune fille qui, de par son accoutrement, porte les principaux symboles militaires des ceux-ci : elle tient un poulet mort qui est signe de défaite de l’adversaire ; les griffes du poulet mort à sa ceinture représentent le blason des kloveniers (les soldats maniant le klover, nom désignant au XVIe siècle, en néerlandais, un mousquet) ; le pistolet derrière le poulet représente le trèfle et elle tient le gobelet de la milice. L'homme devant elle porte un casque à feuille de chêne, motif traditionnel des arquebusiers. La couleur jaune est souvent associée à la victoire.
Le maniement de l'arquebuse est illustré à la manière de certains manuels militaires de l'époque :
- sur la gauche, un milicien remplit de poudre le fût de son arquebuse, grâce à une des doses préparées à l'avance dans des tubes, qu'il porte suspendues autour de sa poitrine. Ces doses, outre qu'elles facilitent le dosage de la poudre et donc la fiabilité du tir, comprennent souvent également la bourre (tissu, papier) qu'on tasse sur la charge de poudre et la balle qui complète le chargement ;
- juste derrière la tête de van Ruytenburch, un milicien ou peut-être un enfant, coiffé d'un casque orné de feuilles de chêne, tire un coup de feu qu'on devine surtout au geste de l'homme au second plan entre les deux officiers ;
- à droite, enfin, un vieux milicien souffle soit sur le couvre-bassinet pour faire tomber l'excédent de la poudre d'amorçage, soit pour ranimer le feu d'une des extrémités incandescentes de la mèche. On tire en faisant descendre une mèche allumée, bien visible sur ce personnage, jusqu'au bassinet amorcé de poudre fine. Au fond du bassinet, un petit trou — dit lumière — permet de communiquer la flamme à la charge principale au fond du canon. Le détail de ces manœuvres peut être observé dans les maniements d'armes décrits par Jacob De Gheyn l'Ancien ou Colbert de Lostelneau.

### Armes

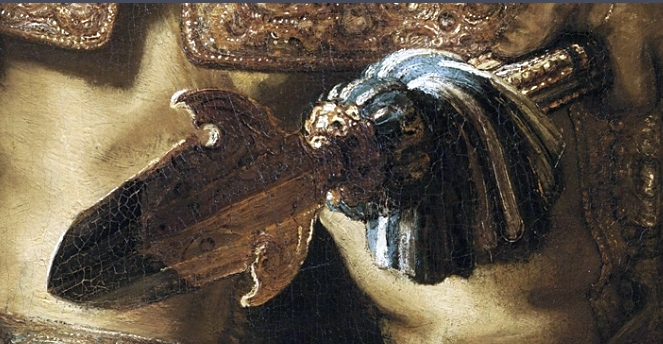
Détail de la pertuisane.

Sont notamment représentées dans le tableau:
- six mousquets (klover en néerlandais) du XVIe siècle, entièrement ou partiellement visibles. Un autre arme à feu est suspendue à la ceinture de la fille en jaune.
- une pertuisane, la lance du lieutenant, une arme de deux à trois mètres de long avec une lame plate en fer (pointe), avec de petites ailes ou oreilles au bas. Au XVIIe siècle, le porteur de cette arme est invariablement le lieutenant de la garde civique.
- quinze lances, généralement utilisées contre la cavalerie.
- une hallebarde entre les mains du sergent, traditionnellement le porteur d'une hallebarde dans les rangs de la milice ; celle représentée est une arme de fantaisie imaginée par Rembrandt.
- des épées et un poignard, deux piques .
- des casques. Certains casques, comme celui l'homme directement au-dessus du lieutenant, sont des pièces de fantaisie. Les tireurs ne portaient plus de casque à cette époque.
- des armures et boucliers, dont quatre cottes de mailles en fer, notamment celles du capitaine et du lieutenant, et un bouclier de fer rond et ovale.

### Vêtements
La culotte et le casque du personnage qui est le seul dans le tableau à tirer au mousquet datent des années 1690. Le manteau fendu et le chapeau souple du tambour ont également une apparence du XVIe siècle. La fille dans la lumière vive porte des vêtements de fantaisie. Les vêtements de l'officier en rouge, sur le côté gauche du tableau, donnent également l'impression dater du XVIe siècle.

### Lieu

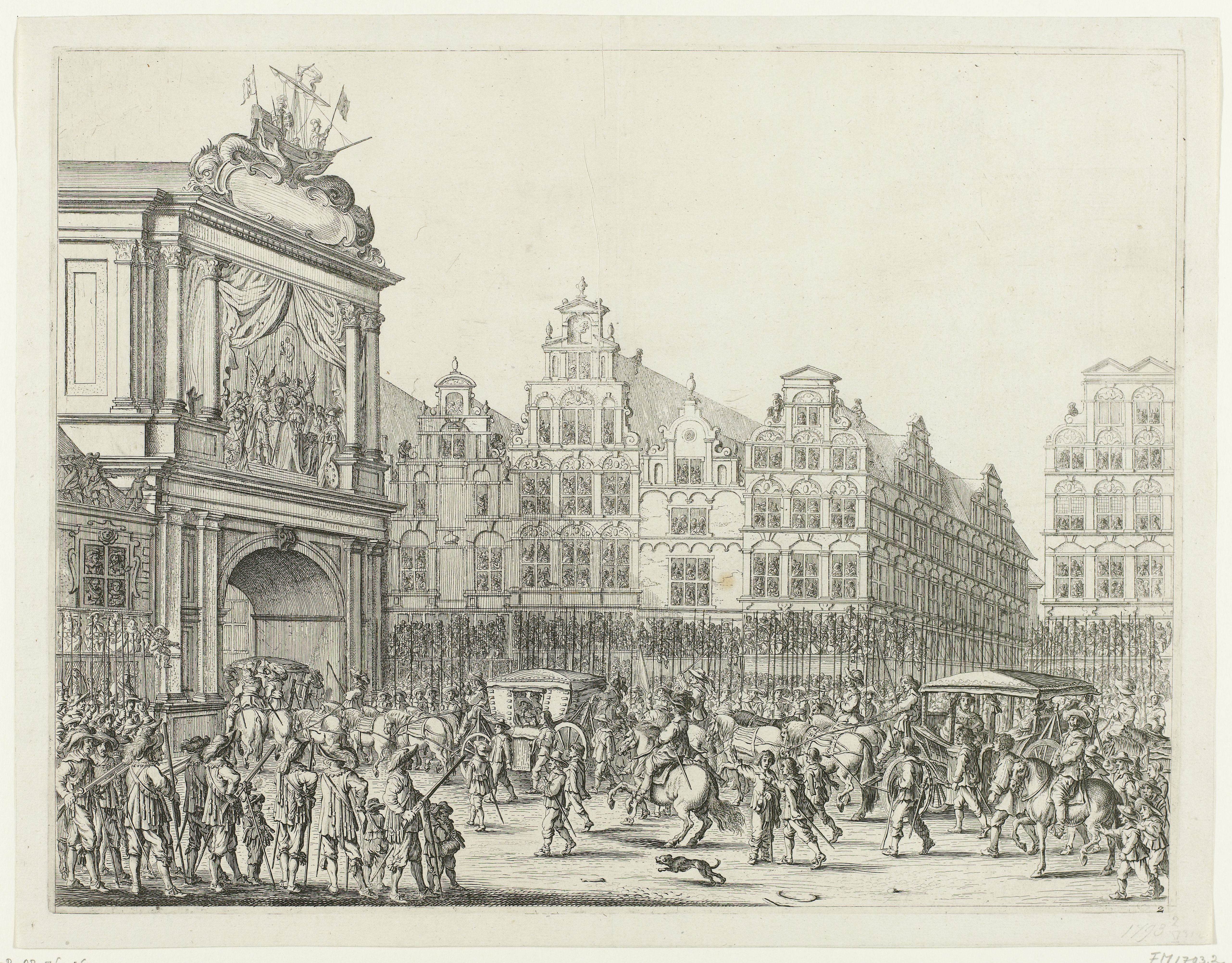
Salomon Savery, Arrivée de Marie de Médicis à Amsterdam, reçue et escortée par de nombreux tirailleurs, vers 1638, eau-forte.

L'édifice en arrière-plan n'a jamais été identifié. Il s'agit peut-être d'une porte triomphale temporelle construite pour la « Joyeuse Entrée » de Marie de Médicis, la veuve d'Henri IV de France, en 1634. L’éclairage est très limité dans le but de donner une plus grande importance à l’avant-plan.
Selon les historiens de l'art néerlandais Jan Six et Frederik Schmidt Degener, la Ronde de nuit - comme les autres tableaux de carabiniers dans la Grande Salle des Kloveniersdoelen - montre le moment du 31 août 1638, lorsque la compagnie part pour la réception solennelle de Marie de Médicis. Le lieu de l'action se trouverait donc devant le stand de tir qui a été construit quelques années plus tôt dans la Nieuwe Doelenstraat.
Cette interprétation a été remise en question par le fait que ni le capitaine Frans Banninck Cocq ni le lieutenant Willem van Ruytenburgh n'étaient officiers de la compagnie de mousquetaires au moment de la visite de la reine de France.

### Moment
En raison de la représentation déjà sombre, que les contemporains de Rembrandt ont remarqué, et de l'assombrissement du tableau, la désignation trompeuse Ronde de nuit a été attribuée au tableau. Dans la recherche en histoire de l'art, le défilé de la compagnie représentée se situe principalement à midi. Le manque de contrastes nets typiques de la lumière des bougies ou des lanternes va aussi à l'encontre d'une scène de nuit. Cependant, la chute de la lumière sur la peinture n'est pas naturelle, même pour une lumière du jour. Rembrandt a créé sa propre structure lumineuse, qui ne restitue pas la réalité d'un moment précis de la journée mais une illusion.

### Signature

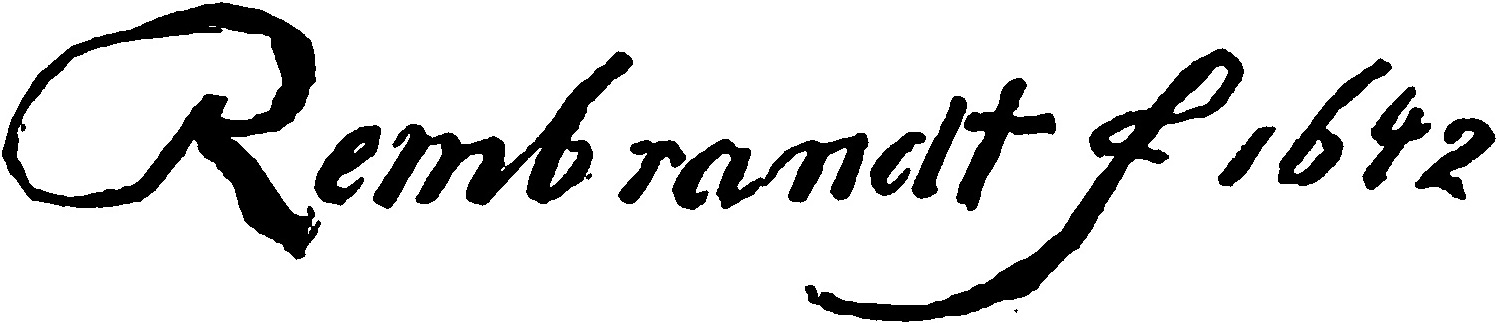
Signature de Rembrandt sur La Ronde de nuit.

La signature, quelque peu défraichie mais toujours lisible, « Rembrandt f 1642 » figure sur le côté de la marche inférieure, sous le pied droit de la jeune fille dans la lumière jaune saisissante.

### Dimensions
En 1715 ou peu de temps après, le tableau est réduit. La toile d’origine restante mesure 363 cm de hauteur et la largeur du tissu d’origine est de 438 cm. Grâce à des ajouts, la toile mesure désormais 379,5 cm de haut et 453,5 cm de large.
On ne sait pas exactement quelle était la taille totale de la toile d'origine et donc aussi de combien elle a été raccourcie. Les estimations des différents chercheurs varient quant à la hauteur d'origine de 358,7 cm à un peu moins de 420 cm et pour la largeur de 479 cm à 523 cm.
La toile se compose de trois toiles de lin horizontales. Celle du milieu a une largeur d'environ 140 cm. Si les toiles extérieures, qui ont toutes deux été raccourcies, avaient à l'origine également cette même largeur, alors, selon les chercheurs du Rembrandt Research Project, la partie peinte d'origine du tableau aurait finalement été au maximum d'un peu moins de 420 cm de haut, car un peu de longueur est toujours perdue lorsqu'il est monté sur le cadre.
Karel H. de Haas, dans ses recherches publiées en 1928, pense que la largeur maximale de la toile de lin moyenne pouvait être d'environ 141,5 cm, ce qui correspond à cinq pieds d'Amsterdam, la mesure de longueur qui était utilisée à l'époque. De Haas considère que la toile du haut de La Ronde de nuit originale avait également cette largeur maximale. Selon lui, cela correspond au rendu sur la copie de Lundens et il resterait même du tissu en haut pour la fixation au cadre. De Haas est convaincu qu'il n'y avait aucune raison de supposer que la bande inférieure du tableau aurait également eu une largeur de 141,5 centimètres.
Les trois bandes ne sont pas uniformément réparties sur la toile. En mai 1922, le Rijksmuseum a déterminé les longueurs suivantes entre les coutures : à gauche 100 cm (bande du haut), 138,5 cm (bande centrale) et 123 cm (bande du bas) ; et à droite 105,5 cm (bande du haut), 140 cm (bande centrale) et 117,5 cm (bande du bas).
En 2021, la toile a été temporairement exposée avec des reconstitutions des bandes manquantes basées sur l'intelligence artificielle et la copie de Lundens.

### Encadrement
Il est possible que La Ronde de nuit et les autres peintures des Kloveniersdoelen aient été encastrées dans les lambris sans encadrement. Cela a également été donné comme raison du cartouche avec les noms de 18 mousquetaires peints vers 1653. Cependant, ceci constitue une spéculation non documentée ; les formats très différents des peintures et leur réalisation sur plusieurs années parlent contre elle. Aucun détail n'est connu non plus sur l'accrochage au palais royal d'Amsterdam. La plus ancienne documentation à ce sujet, datant de 1854, mentionne un encadrement lourd qui ressemble à une porte, avec le nom de Rembrandt écrit sur le bord supérieur en majuscules brisées d'une trentaine de centimètres de haut,.
L'architecte du bâtiment du musée, Pierre Cuypers, a également conçu un nouvel encadrement large avec des champs ornementaux rectangulaires pour l'accrochage au Rijksmuseum Amsterdam en 1885. Sur la marge inférieure se trouvait l'inscription de deux lignes Het korporaalschap van den kapitein Frans Banning Cock en majuscules. Lors de l'exposition au Stedelijk Museum en septembre-novembre 1898, le tableau est temporairement non encadré, mais est remis dans l'encadrement de Cuypers à son retour, où il reste jusqu'en 1939, date à laquelle La Ronde de nuit est déplacée dans un abri en raison de la guerre.
Après la Seconde Guerre mondiale et sa restauration, La Ronde de nuit reçoit un encadrement large avec un profil en escalier, dans lequel elle a été photographiée en juillet 1945 par la photographe néerlandaise Emmy Andriesse et son collègue Charles Breijer. Une photographie des Archives nationales (Pays-Bas) de juillet 1952 montre à nouveau le tableau dans l'encadrement de Cuypers. En 1959, elle est pourvue d'un encadrement de 45 cm de large avec un profil étagé, qui est utilisé jusqu'à l'attaque de 1975. Au cours de la restauration qui est effectuée par la suite, un encadrement profilé plus étroit d'une largeur de seulement 19 centimètres est réalisé : les encadrements très larges préférés dans le passé sont désormais perçus comme gênants,.
En janvier 2022, dans le cadre de l'Operation Nightwatch, le cadre en bois est remplacé par un cadre en aluminium qui exerce une légère pression sur la toile, espérant éviter les ondulations qui se sont formées sur la toile depuis le précédent changement de cadre, notamment dans le coin supérieur gauche,.

Différents encadrements de La Ronde de nuit
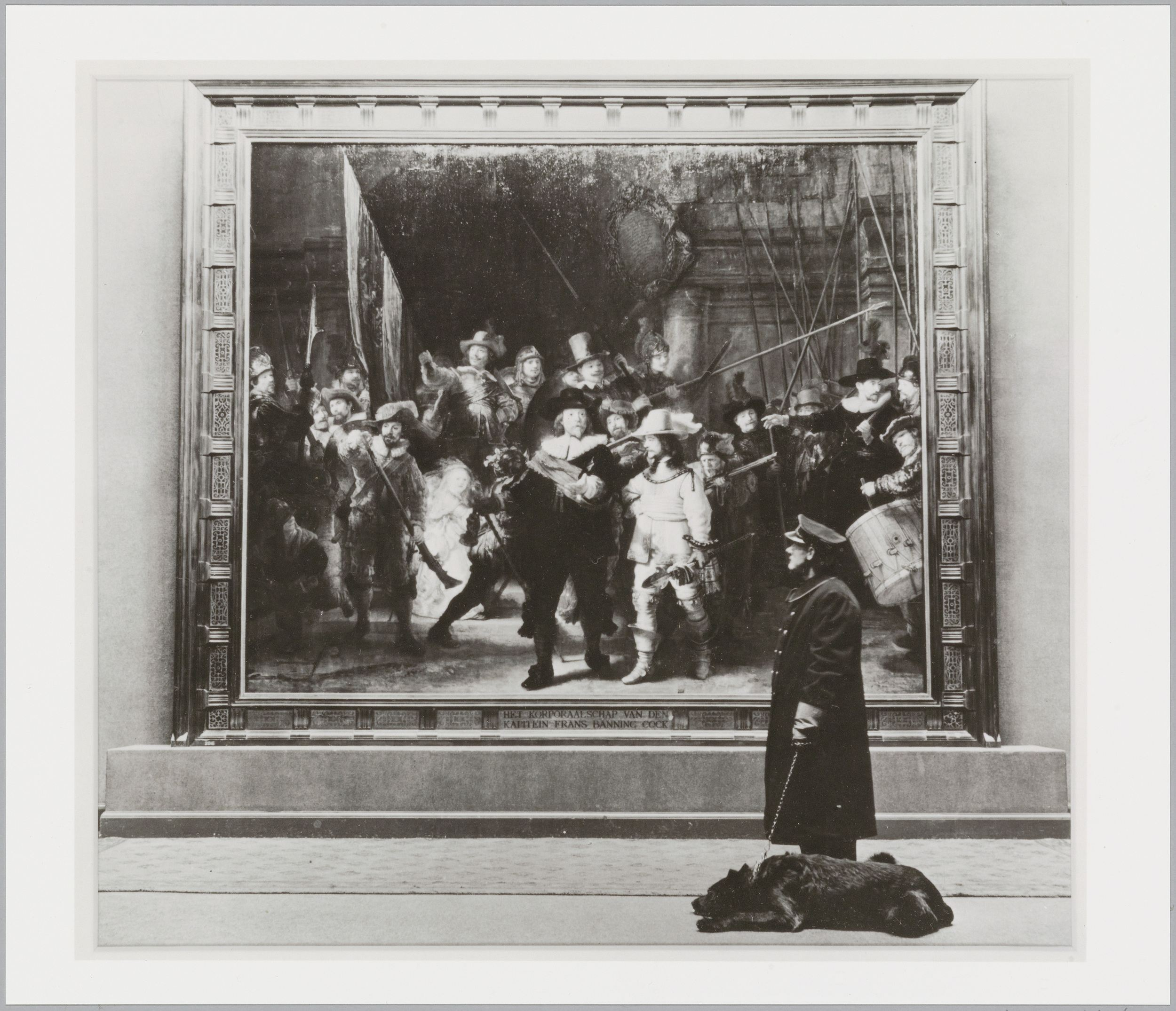
Dans l'encadrement Cuypers de 1885, photo prise entre 1920 et 1939.
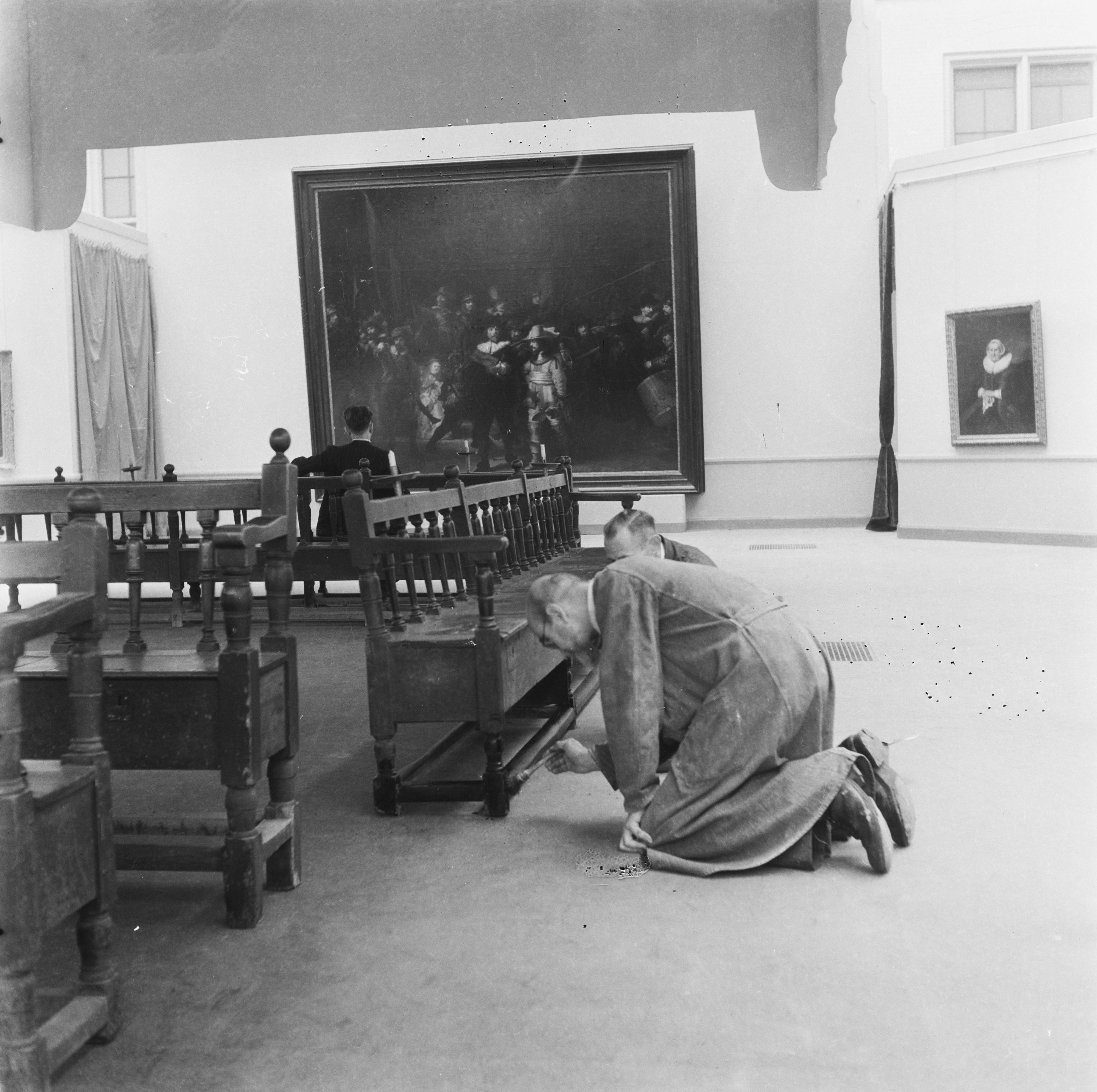
En juillet 1945, photo de Emmy Andriesse.
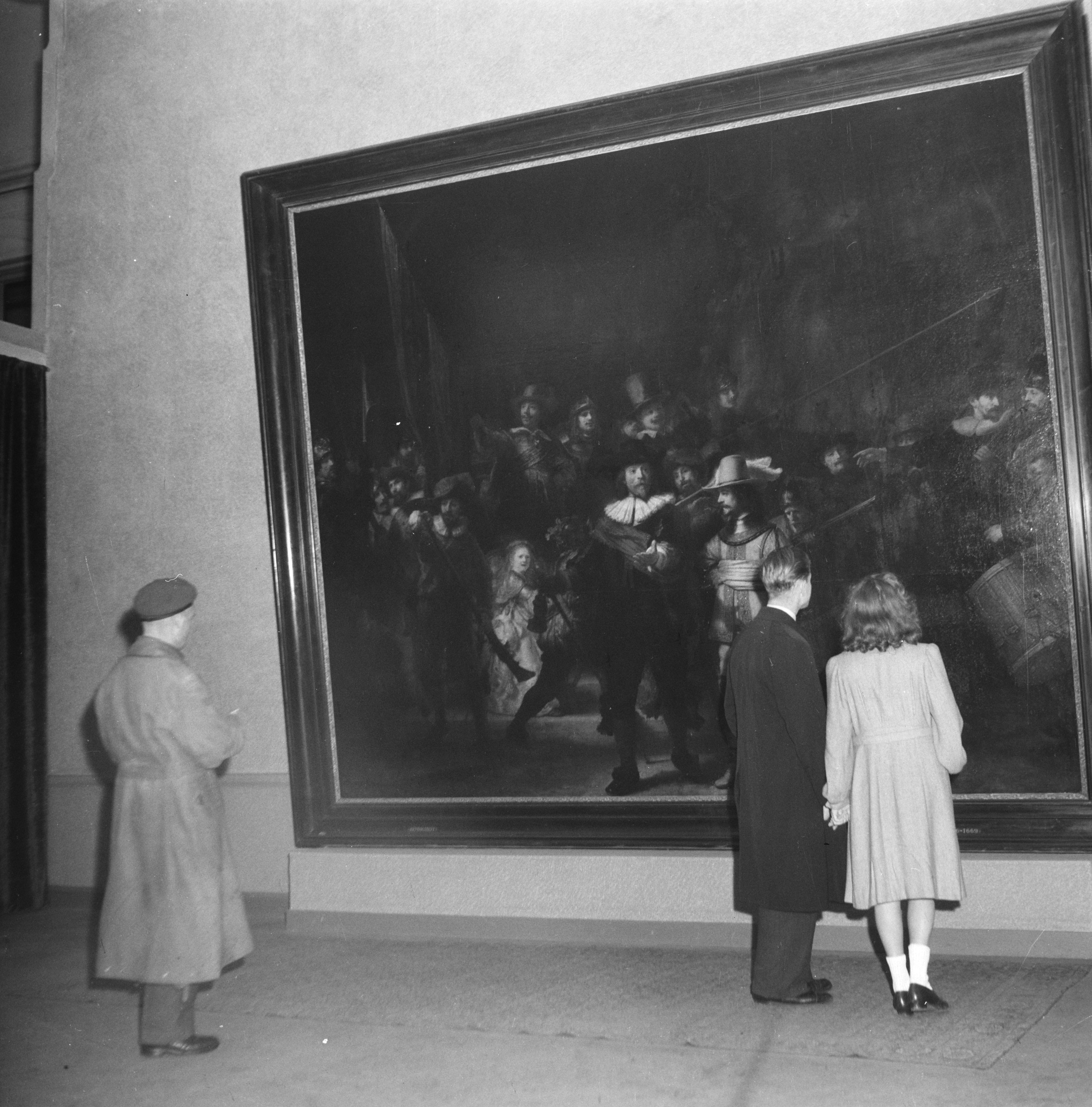
En juillet 1945, photo de Charles Breijer.
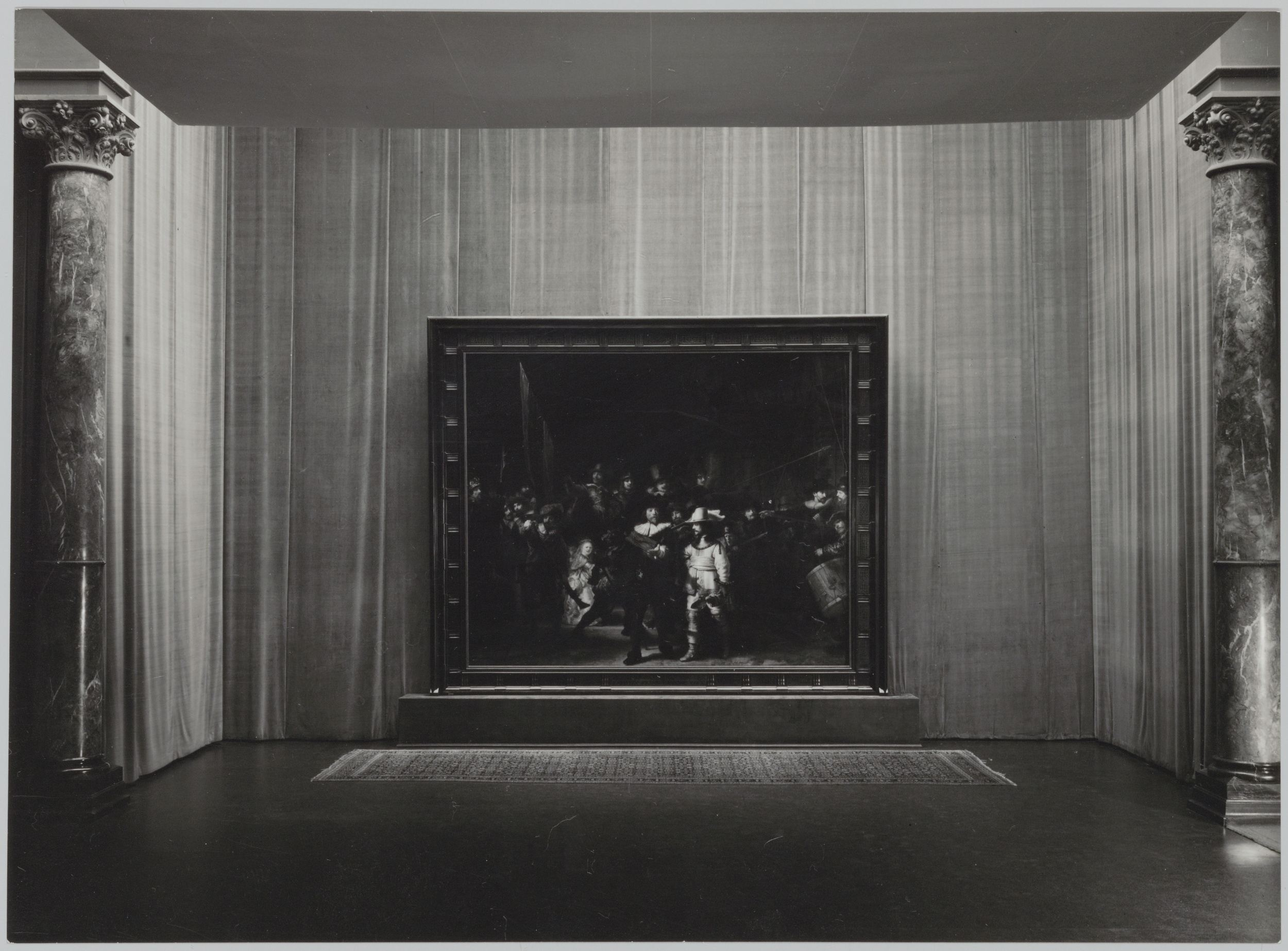
À nouveau dans l'encadrement de Cuypers, 1956.

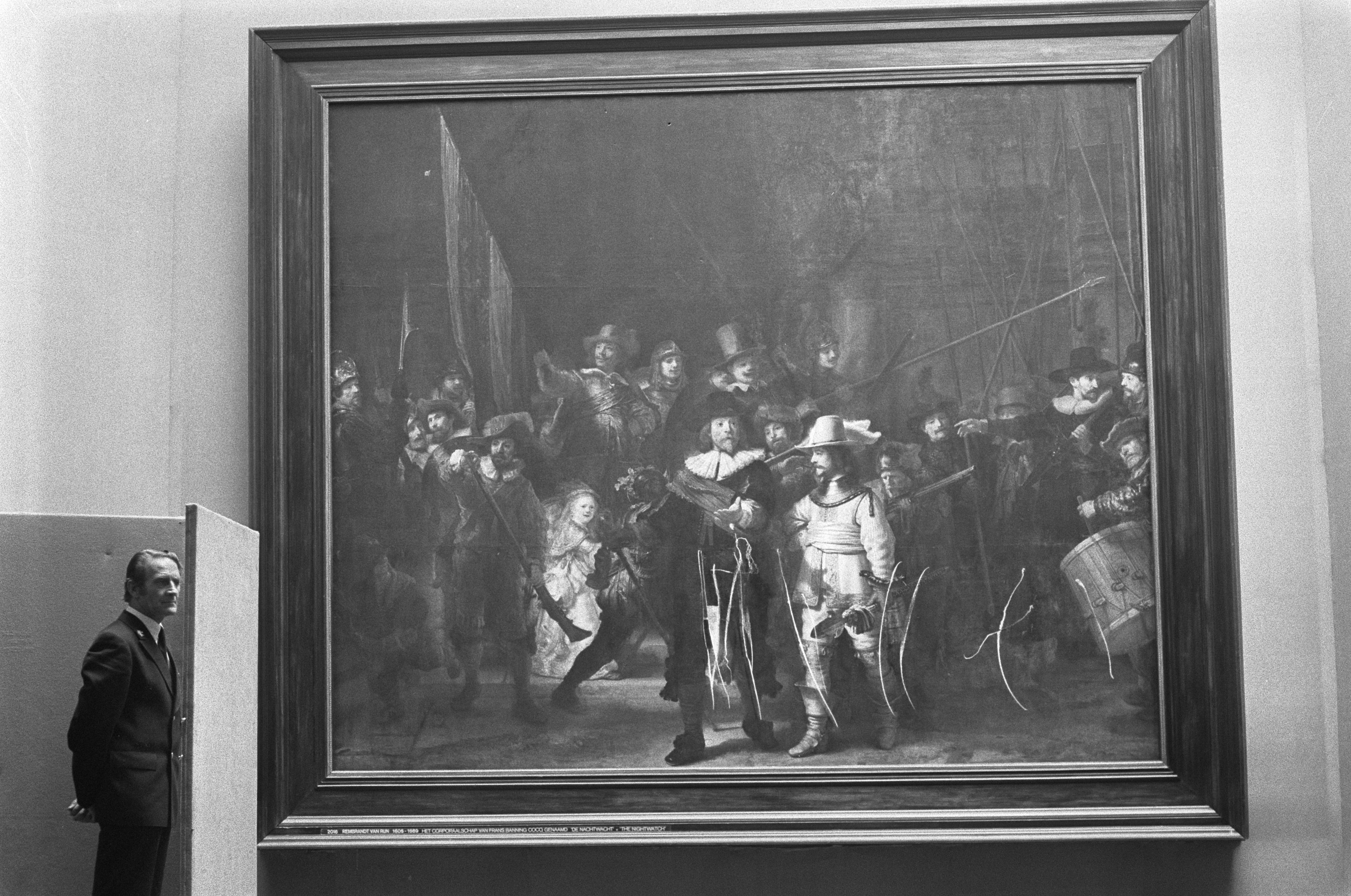
Endommagée après 1975 avec l'encadrement large utilisé de 1959 à 1976.
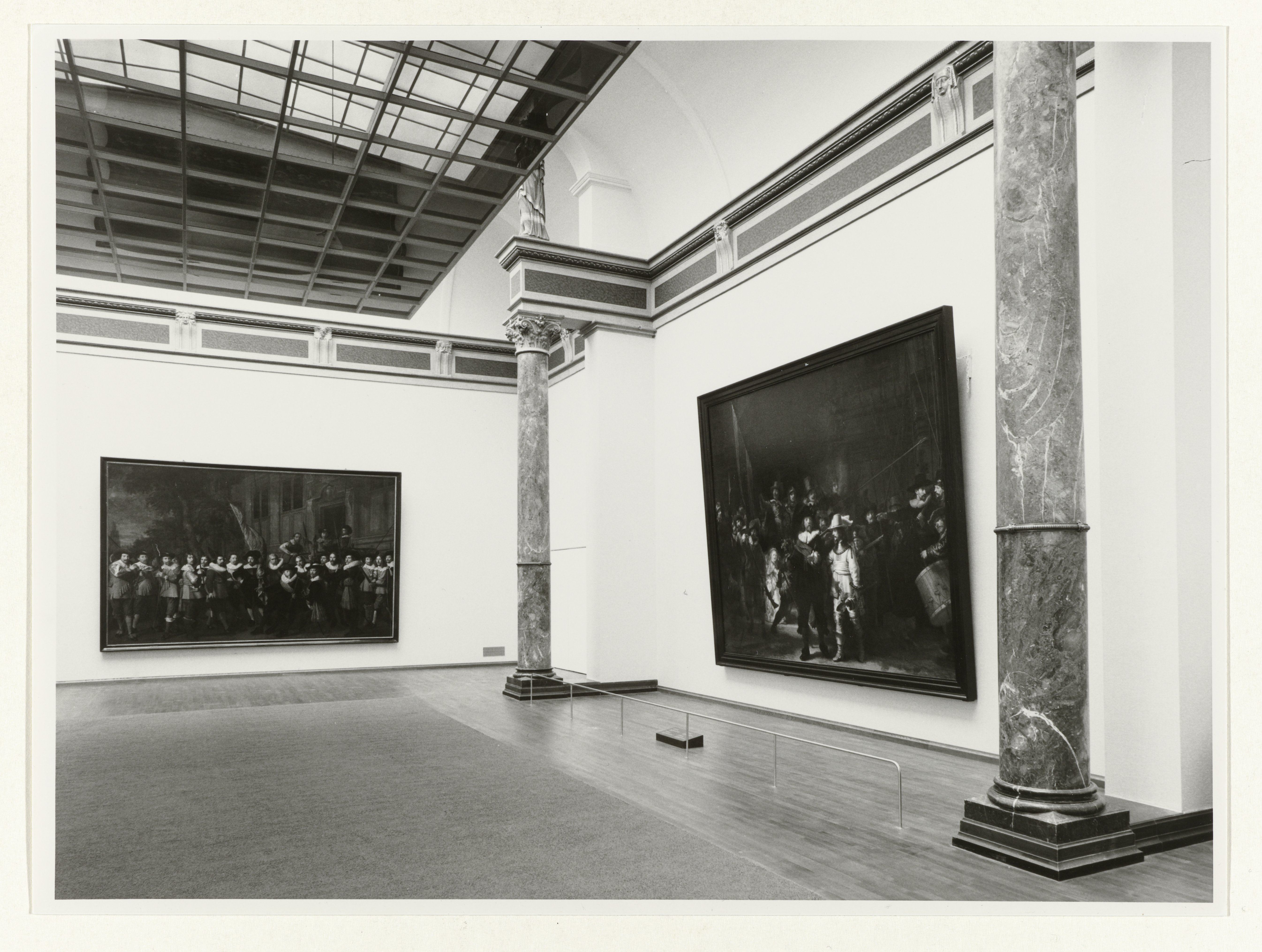
Après la rénovation de 1984, dans un encadrement étroit.

## Analyse

### Autoportrait de Rembrandt et portraits de ses proches

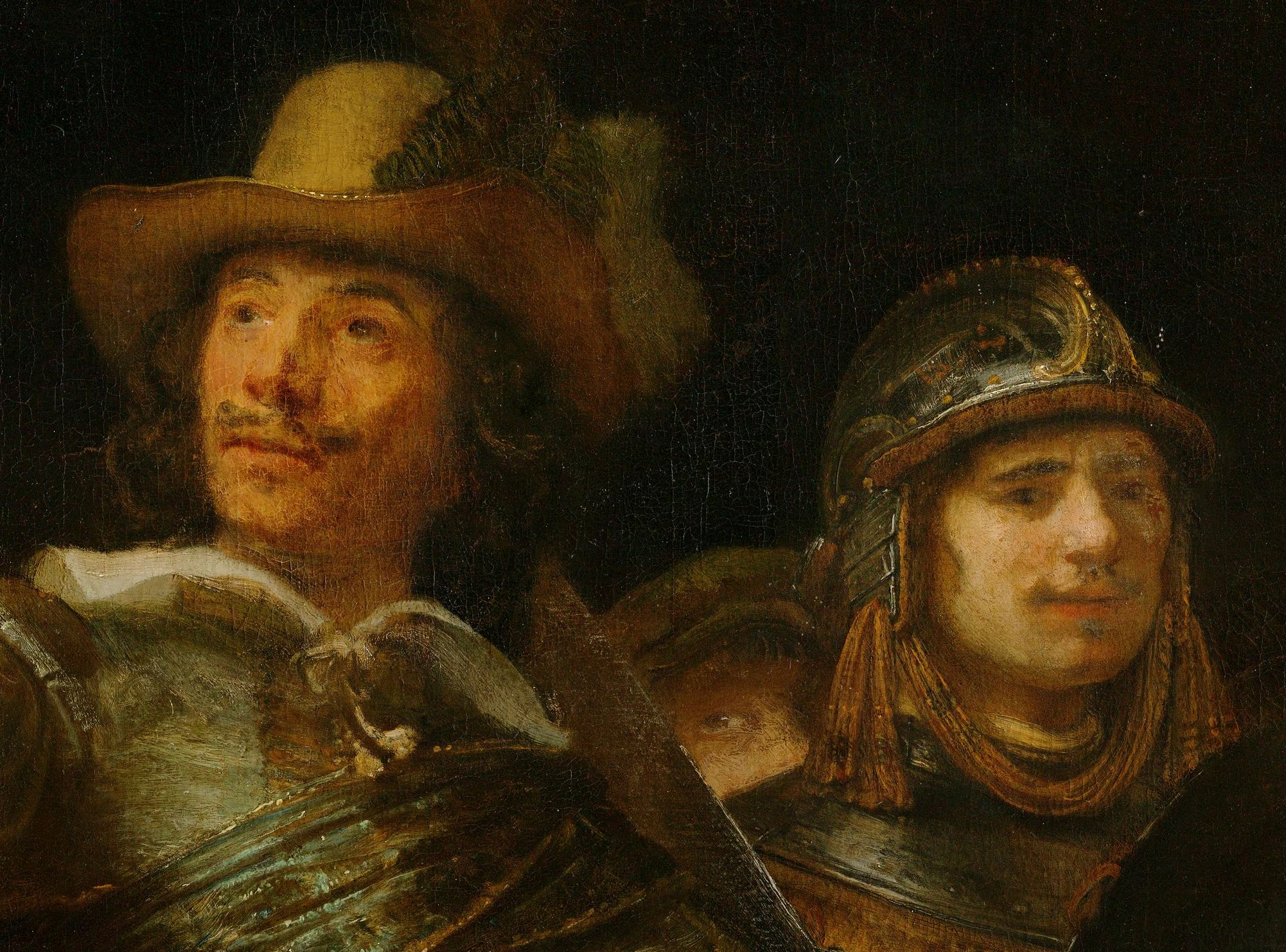
Détail, possible autoportrait au centre.

Le nez et l'œil droit d'un homme avec un chapeau de peintre sont visibles entre le porte-étendard et le porte-écu avec casque et gorgerin debout à sa droite. L'identification semble impossible car la figure est presque complètement masquée. Néanmoins, le fragment a été interprété à plusieurs reprises comme un autoportrait de Rembrandt, en premier par l'historien de l'art néerlandais Wilhelm Martin. Un grand nombre d'autoportraits de Rembrandt nous sont parvenus, plus que chez aucun autre peintre important. Il était courant pour Rembrandt, comme d'autres peintres de son temps, d'inclure son propre portrait dans ses peintures. L'hypothèse selon laquelle la figure de La Ronde de nuit soit un autoportrait est basée sur la représentation avec un chapeau de peintre, que Rembrandt a également figuré à d'autres occasions. À titre d'exemple, Martin cite l'Autoportrait avec un chapeau et deux chaînes peint vers 1642 (Musée Thyssen-Bornemisza, Madrid, aujourd'hui attribué à Ferdinand Bol). Le tableau Autoportrait avec un butor de la Gemäldegalerie Alte Meister daté de 1639, ainsi qu'une eau-forte montrant l'étude d'un arbre et un autoportrait de Rembrandt presque identiques dans les détails sont certainement de la main de Rembrandt lui-même,.

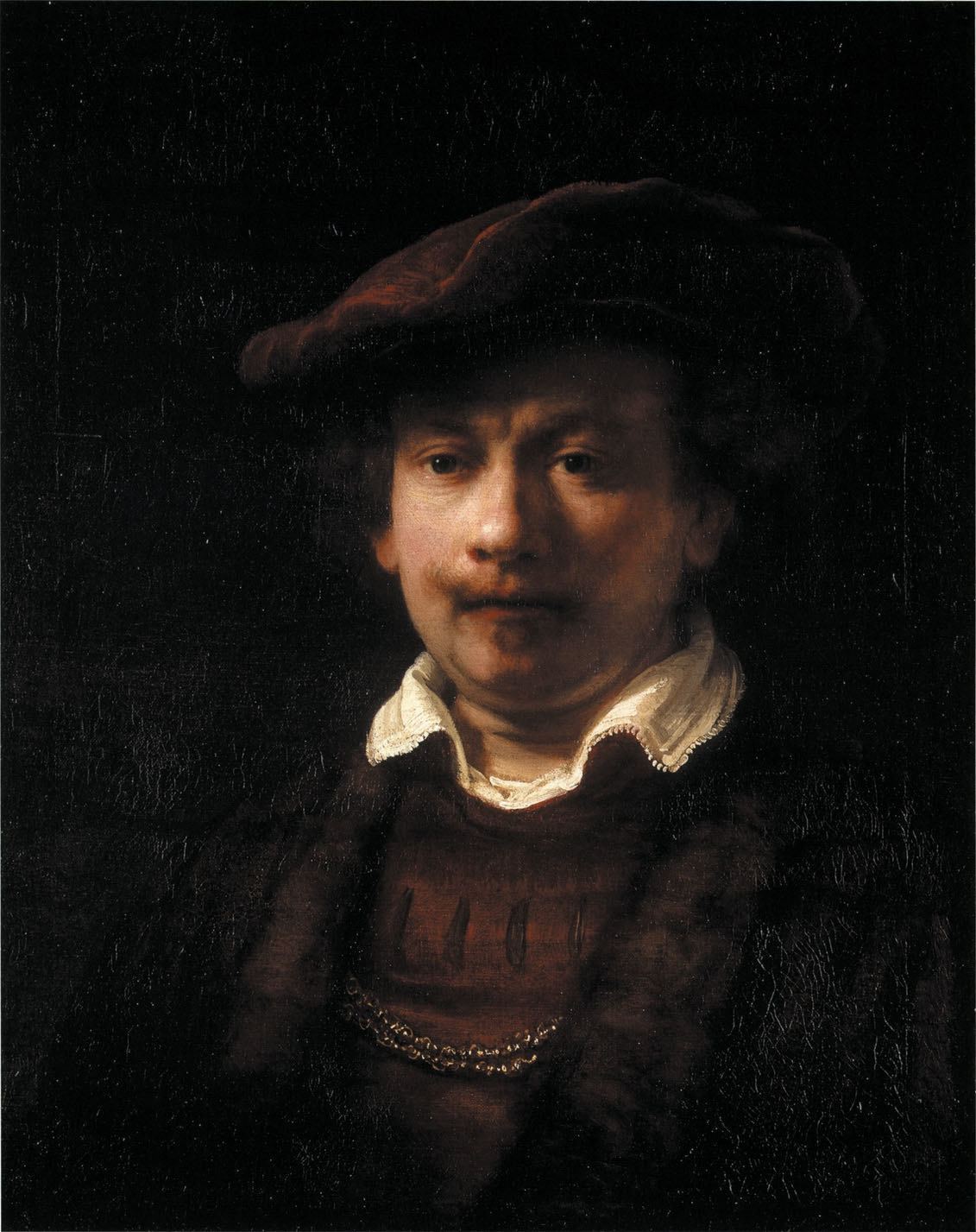
Autoportrait avec un chapeau et deux chaînes, attribué à Ferdinand Bol, vers 1640, huile sur toile.
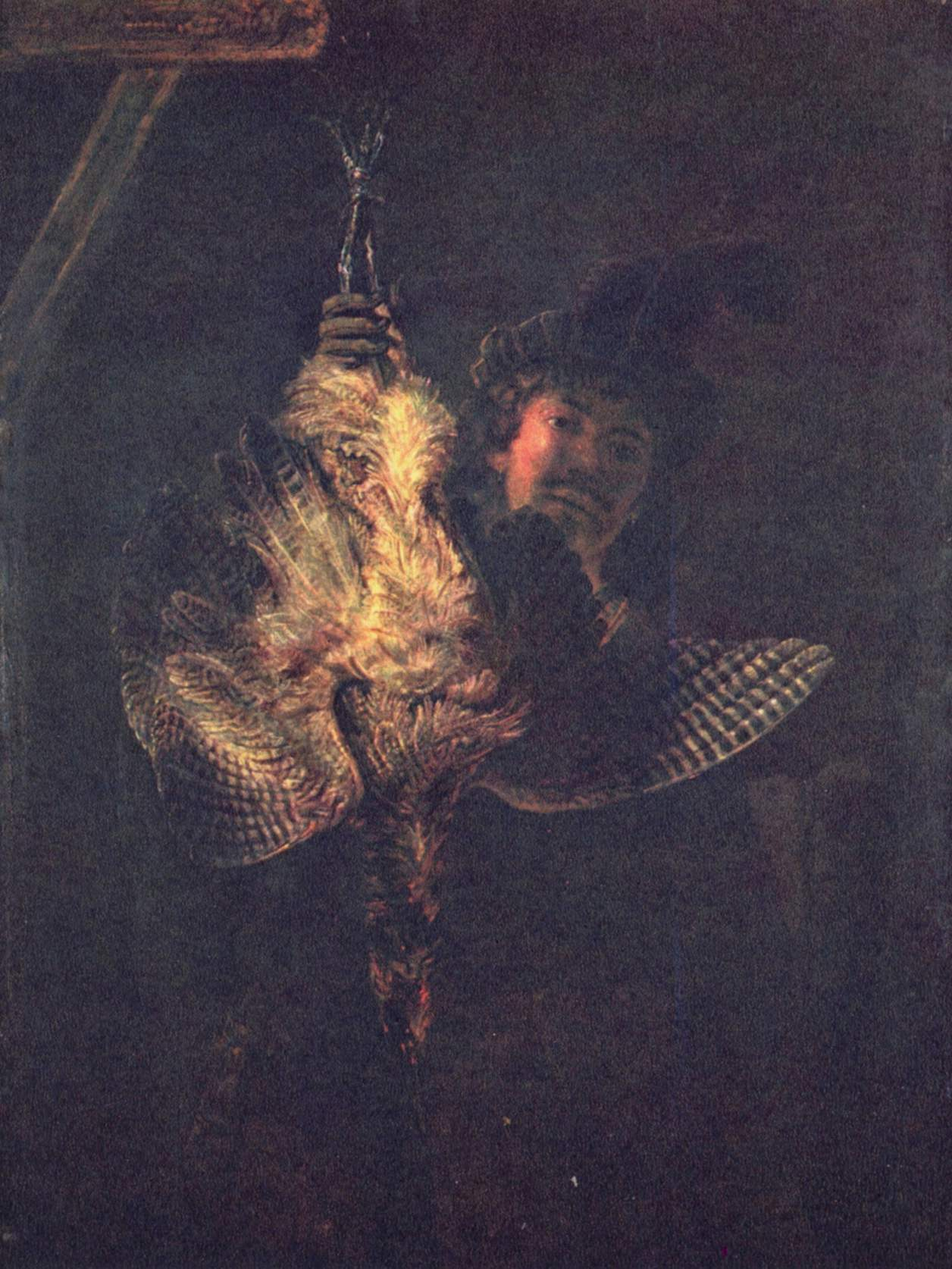
Autoportrait avec un butor, 1639, huile sur bois.
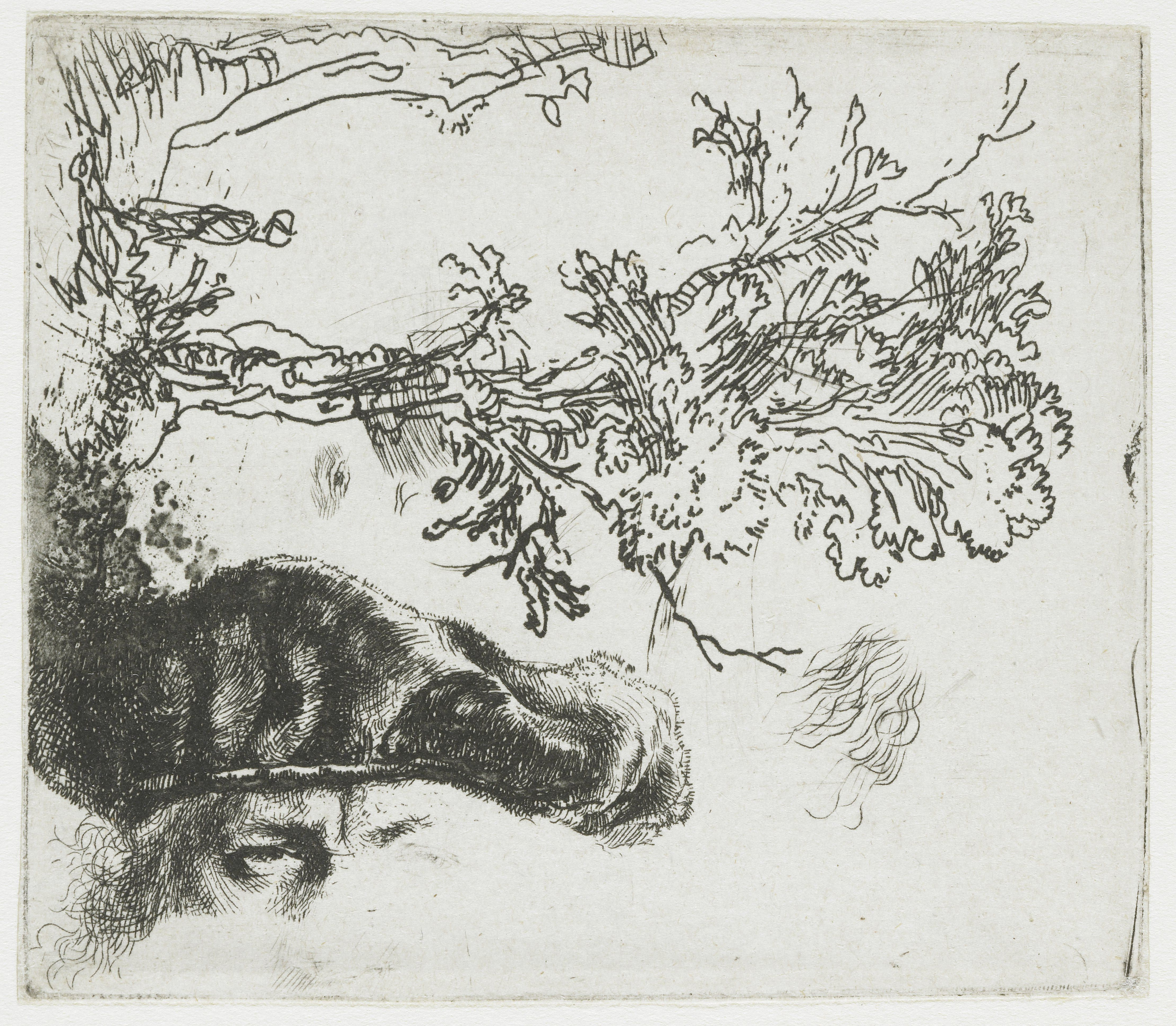
Feuille avec deux études, un arbre et la partie supérieure de la tête de Rembrandt avec un béret de velours, 1640 à 1644, eau-forte.

L'artiste Georges Boka décèle la présence symbolique de la famille de Rembrandt dans l'œuvre : la lumière, les couleurs, et les jeux de lignes du tableau (lances, fusils, bannière) attirent le regard sur les deux officiers au centre et la petite fille en robe jaune, qui serait la représentation symbolique de l'épouse de Rembrandt, Saskia. Rembrandt a tiré une ligne droite qui passe à la hauteur des yeux de Saskia tout en rejoignant à la hauteur des yeux cachés de leurs trois enfants morts en bas âge, qui y sont représentés aussi symboliquement : il les a fait grandir comme il avait désiré qu'ils vivent. La trajectoire de cette même ligne rejoint les yeux de Rembrandt qui s'est placé une seconde fois dans le tableau, exprimant ainsi une double composition de l'œuvre, celle de sa commande et celle de sa famille qui se trouve à rebours dans le tableau. Mais cette même ligne passe également au bout de l'index du Sergent Rombout Kemp, continue à sa bouche, car il s'adresse à son voisin ; cette même ligne touche l'oreille de ce dernier et également l'œil du lieutenant Ruytenburch : les cinq sens sont aussi figurés symboliquement. Cette ligne de vie est une preuve que Rembrandt a voulu faire un hommage intemporel à sa femme et à ses trois enfants disparus, Rombertus et les deux Cornelia. La dernière des Cornelia est blottie derrière la tête de sa mère, seule place où Rembrandt pouvait l'introduire. Saskia est montrée enceinte dans le tableau, attendant son quatrième enfant, Titus,.

### Analyse technique
Rembrandt a principalement utilisée la technique du clair-obscur. Ce procédé jumelé avec l’asymétrie des militaires les uns par rapport aux autres donne l’impression d’un mouvement vers l’avant. Cette impression est accentuée par les personnages eux-mêmes et leurs mouvements dans tous les sens. La lumière provient d’un point supérieur aux personnages avec une légère orientation vers la gauche. Elle éclaire surtout le centre du tableau où se situent les personnages les plus importants. Les couleurs utilisées sont assez sobres, à l’exception de celles utilisées pour les personnages ayant des costumes de couleurs plus vives. Les teintes oscillent du noir au beige, tout en incorporant des couleurs plus vives pour accentuer les parties plus emblématiques.
Vue de loin, la toile peut donner une impression d'unité, mais le traitement de la peinture des visages présente des différences considérables. Le visage du sergent Reyer Engelen est réalisé avec des coups de pinceau qui suivent de près le modelé dans un ton incarnat pâle et fin, à travers lequel le poil plus foncé apparaît parfois en dessous, tandis que les lèvres et la joue sont recouvertes d'une glaçure rouge. Bien que le visage de l'homme à sa droite soit à peu près dans le même angle par rapport à la lumière, il est réalisé avec une technique inversée : sur un sous-poil plus clair de couleur ivoire, le visage est dessiné en traits larges et confus dans une couleur incarnat variée avec beaucoup de rose, sans glacis. La tête d'Herman Wormskerck capte plus de lumière et est réalisée en traits denses et superposés de couleur incarnat, en parallèles réguliers à l'incidence de la lumière d'une manière que l'on ne trouve dans aucune des autres têtes. Le groupe central à l'arrière-plan, en revanche, est traité de manière plus uniforme.
La suggestion de profondeur repose sur deux techniques. Tout d'abord, le traitement de la lumière réfute l'opinion dominante à l'époque selon laquelle les éléments sombres, à côté des éléments clairs, donneraient l'impression d'une plus grande distance. Banninck Cocq, vêtu de noir, ne « cède pas » par rapport à Van Ruytenburch, vêtu de blanc à côté de lui. La main tendue de Banninck Cocq n'est pas entourée de noir, mais par la manchette blanche lumineuse, et la pointe sombre de la lance de Van Ruytenburch est entourée par la couleur beaucoup plus claire de son pantalon lumineux, qui est vu à l'époque comme « un espace époustouflant ».
La deuxième technique est la soi-disant « perspective atmosphérique », la suggestion de l'air entre les éléments, qui ajoute à l'atmosphère une brume bleue qui crée une impression de distance. De cette façon, la distance entre Van Ruytenburch et la fille au poulet, autour de laquelle les ombres sont plus claires, est augmentée. Selon l'historien de l'art Ernst van de Wetering, une fois que l'œil s'est adapté à ces « modulations les plus subtiles de la lumière et du ton », il s'avère que la lance de Van Ruytenburch est un « exemple spectaculaire » de l'utilisation par Rembrandt de la conscience de l'air. La suggestion spatiale est enfin obtenue par l'application d'une peinture fluide pour les contours du premier plan et plus lisse pour ceux de l'arrière-plan, les faisant s'estomper et « céder », créant une transition « qui contribue sensiblement à l’effet spatial et atmosphérique de la peinture ».
Des recherches approfondies sur la peinture entre 2019 et 2022 révèlent que Rembrandt a fait une esquisse de l'image avec de la peinture calcaire beige sur une couche de fond brune. La peinture proprement dite est venue au-dessus. Cette découverte explique l'absence d'études préliminaires. En 2023, la nanotomographie par fluorescence X et la ptychographie révèlent une sous-couche contenant du plomb, appliquée sur la toile avant l'application du fond d'argile et de quartz et servant probablement de couche d'imprégnation protectrice. Cette couche est sans doute à l'origine des protrusions savonneuses au plomb dans des zones où aucun autre composé du plomb n'est présent,.

### Interprétation et symbolisme

#### Différentes interprétations
Rembrandt parvient à obtenir une atmosphère très agitée, à travers de forts contrastes entre la lumière et l'obscurité, entre les couleurs brillantes et ternes, à travers une grande variation dans les postures, les gestes et les expressions faciales, dans des mouvements opposés, et à travers une conception spatiale complexe, où le regard zigzague d'avant en arrière.
L'ensemble donne l'impression d'un instantané dynamique. Rembrandt façonne le sujet comme un tableau de pièce de théâtre. Il met en scène ses clients dans une salle de théâtre semi-obscure, où des taches de lumière errantes marquent leurs visages de telle sorte qu'ils sont simplement reconnaissables comme des portraits. Jamais auparavant un tableau de milice n'avait été traitée avec autant de bravade et d'idiosyncrasie artistique.
Schwartz brosse un tableau sceptique de la fiabilité des interprétations de (parties de) la toile. Bien que les experts acceptent certaines interprétations partielles, les suggestions interprétatives sont plus souvent écartées ou conduisent à des corrections dans les publications ultérieures. L'interprétation des chercheurs du Rembrandt Research Project repose sur deux principes dont le premier est que le tableau forme une unité thématique ; une partie ne doit donc pas être interprétée symboliquement et une autre de manière réaliste. En raison du « caractère manifestement symbolique des figures des deux filles », les chercheurs privilégient une interprétation symbolique. Le deuxième principe est de considérer la scène comme une « expression achevée d'un certain nombre de thèmes interdépendants », dont l'action « ne tire donc pas sa cohésion de la projection d'un moment futur ».
Alors que le programme décoratif du Kloveniersdoelen, un portrait d'un régent et cinq autres tableaux d'arquebusiers, est basé sur des œuvres antérieures, avec la Ronde de nuit, Rembrandt ose représenter des actions individuelles, qui placent les portraits individuels au-delà de la représentation de la compagnie dans son ensemble. Le nombre de personnes représentées est difficile à déterminer, car de nombreux personnages secondaires ne sont montrés que partiellement. Les officiers sont exclus ; le capitaine Frans Banninck Cocq en est le lieutenant et est supérieur à tous les autres mousquetaires de par sa place dans le tableau et son langage corporel. Les portraits de groupe antérieurs se distinguaient par le fait que les personnages dirigeaient leur regard vers le spectateur, l'impliquant et se subordonnant à lui. Rembrandt rompt également avec cette tradition : seuls Frans Banninck Cocq, l'aîné des deux jeunes filles et le tambour sur le bord droit du tableau regardent le spectateur, tandis que les autres personnages se regardent ou se concentrent sur une activité. Des décennies plus tard, Samuel van Hoogstraten, qui était l'élève de Rembrandt alors qu'il travaillait sur La Ronde de nuit, formule dans son Inleyding tot de Hooge Schoole der Schilderkonst (Introduction à l'école supérieure de la peinture, Rotterdam, 1677) les exigences d'un portrait de groupe réussi, auxquelles La Ronde de Nuit répond comme aucune autre peinture de son temps : disposition des personnages, « de sorte qu'on ne pouvait pas, pour ainsi dire, les décapiter tous d'un seul coup - comme dans certaines cibles ».

#### Allégories et symboles
Une fonction allégorique est attribuée à un certain nombre d'éléments picturaux du tableau dont peu ont pu être déchiffrés. Les griffes du poulet et le pistolet à rouet sur la ceinture du sutler sont des symboles des arquebusiers d'Amsterdam, qui apparaissent également dans d'autres peintures comme la première représentation de carabinier Seventeen Riflemen of the Kloveniersdoelen's Rotte F, peinte en 1557 par un maître inconnu, avec un pistolet à rouet au entre du premier plan, et Vier doelheren der Kloveniersdoelen (Quatre commandants de la guilde des arquebusiers, Rijksmuseum Amsterdam), peinte en 1642 par Govert Flinck pour la Grande Salle des Kloveniersdoelen, où une griffe de poulet est représentée dans un cadre à droite. Les petites filles elles-mêmes peuvent être vues comme des membres de la schutterij, représentés dans les images de l'armée au XVIIe siècle de petite taille ou comme des enfants, une manière d'accentuer leur infériorité par rapport aux soldats, et surtout aux officiers. Cela s'applique également au garçon à la corne à poudre, qui marche vers la gauche, dont la représentation est sans aucun doute éloignée de la réalité.
Trois personnages du tableau, les deux filles et le mousquetaire qui tire, brouillent une vision de la toile qui repose sur une activité cohérente. Les pattes de poulet accroché à la ceinture de la fille dans la lumière ont longtemps été considérées, et l'est aussi par la Rembrandt Research Project (RRP), comme une allusion symbolique à la griffe dans l'emblème des Kloveniers. Le vêtement du mousquetaire qui tire avec le casque aux feuilles de chêne n'est pas contemporain : c'est une raison pour le voir comme une figure qui se tient en dehors de la réalité et appartient aux sphères historiques ou allégoriques. De plus, son visage ne se voit pas : son anonymat qui, selon le RRP, permet de le voir comme la personnification des Kloveniers en général, une sorte d'attribut de Banninck Cocq, qui se dresse auprès de lui. Dans cette interprétation, il constitue un parallèle avec le poulet, dont la tête est également invisible, afin que l'allusion au symbole de la griffe soit plus facile à identifier.
Le geste de la main du capitaine, dans lequel l'ombre de son pouce et de son index englobe exactement les armoiries d'Amsterdam sur le manteau du lieutenant, indique que les miliciens protègent la ville. Les feuilles de chêne sur le casque du garçon représentent l'héroïsme.
Les éléments architecturaux avec la voûte et la lourde corniche horizontale ont été supprimés en 1715. De ce fait, ils ont perdu une partie de leur fonction de cadre témoignant d'une majesté calme et digne. L'arche, avec le drapeau, n'est pas un arrière-plan quelconque, mais doit être considéré comme un arc de triomphe et comme un symbole de la ville bien fortifiée et victorieuse d'Amsterdam.
L'interprétation, très populaire à l'époque, selon laquelle Frans Banninck Cocq incarne le héros de la tragédie Gijsbrecht van Aemstel de Joost van den Vondel, créée à Amsterdam en janvier 1638, a été réfutée.

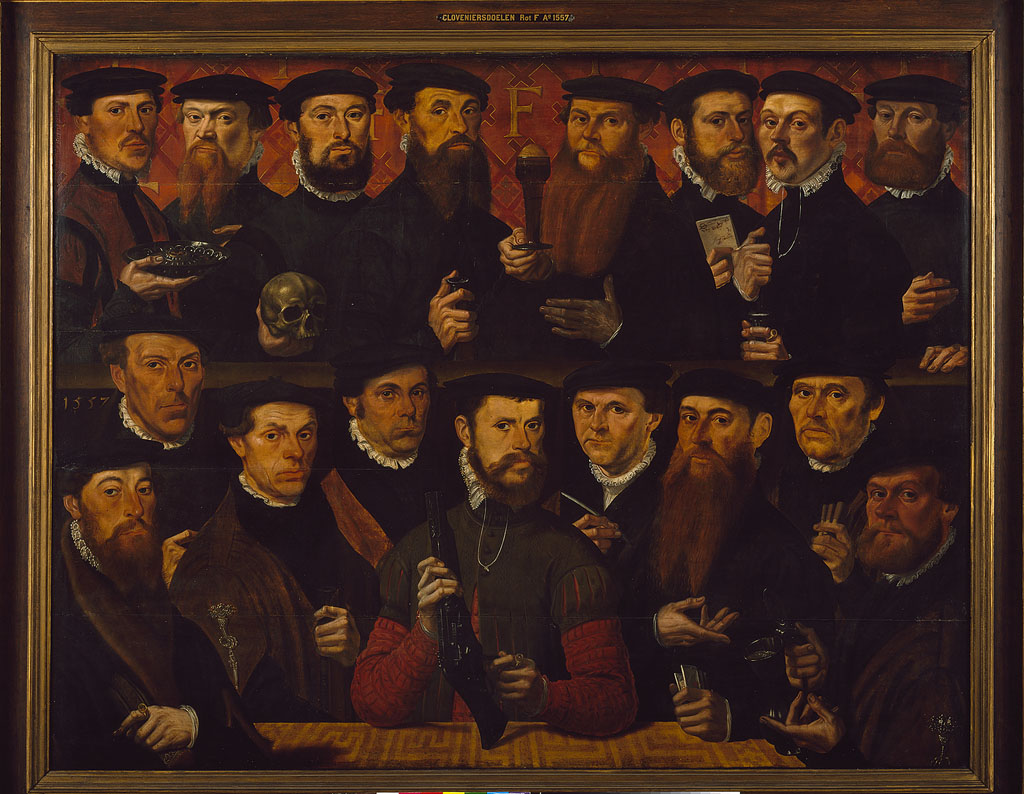
Anonyme, Dix-sept Tirailleurs de Rotte F des Kloveniersdoelen, 1557.
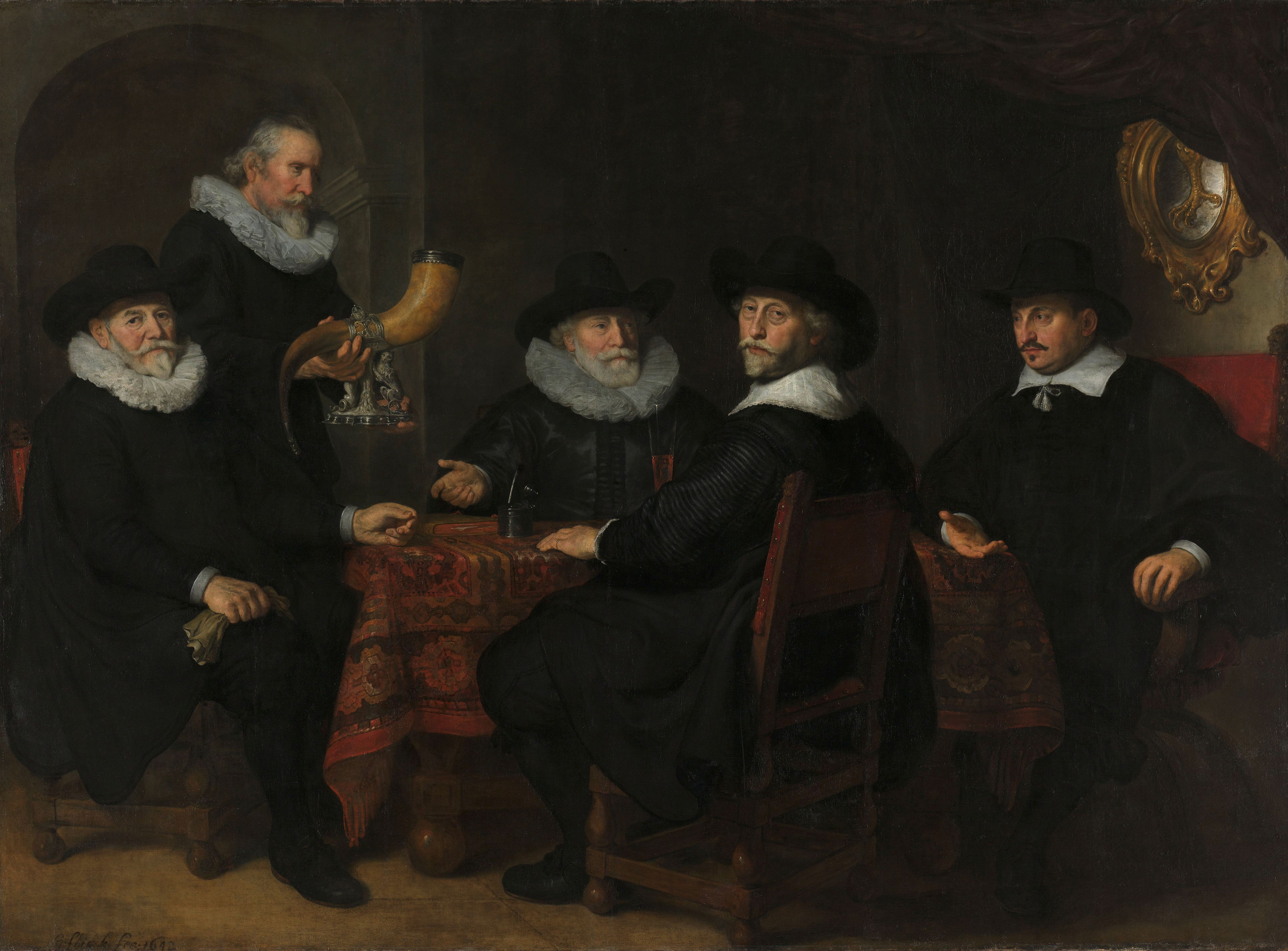
Govert Flinck, Quatre commandants de la guilde des arquebusiers, 1642.

#### Mousquetaires en action
Rembrandt a peint trois mousquetaires à différentes étapes de l'entraînement au tir : le chargement, le tir lui-même et soufflant les restes de poudre du canon. Il a de toute évidence utilisé le livre d'armes de Jacob De Gheyn le Jeune publié en 1607, Wapenhandelinghe van Roers, Musquetten ende Spiessen (De l'utilisation du mousquet). La représentation de trois mousquetaires manipulant leurs armes, et même tirant, au milieu d'une foule est irréaliste, tout comme les détails. Par exemple le mousquetaire vêtu de rouge à gauche versant la poudre dans le canon d'un mousquet tenu de sa main libre montre une étape représentée dans le manuel de De Gheyn par un mousquetaire debout dos au spectateur. Le retourner permet à son arme d'être entièrement vissible. Les mousquets contemporains étaient trop lourds pour cela ; de Gheyn montre le chargement correct d'un mousquet appuyé au sol. Un tableau de Jan Tengnagel qui n'a pas survécu, a servi de modèle au tireur qui est peint en pied à gauche pendant qu'il charge son mousquet. Tengnagel avait mal compris l'image de De Gheyn « et Rembrandt a copié son erreur : la crosse d'un mousquet ne doit pas être saisie par dessus, mais par dessous ». Le personnage tire avec son mousquet derrière le capitaine, alors qu'il est interdit de tirer un coup de feu en sortant. L'homme vêtu de rouge derrière Van Ruytenburch, qui souffle les résidus de poudre à canon de son mousquet après un tir, effectue une action qui n'aurait pas pu avoir lieu non plus. Les figures des trois mousquetaires ne doivent pas être vues comme la représentation d'un événement réel, mais comme une allégorie de l'adresse au tir.
Le manuel de De Gheyn fournit aussi les postures des piquiers. La première phase consistant à viser la tête est effectuée par la figure au chapeau à plumes debout à droite de la toile. Le deuxième mouvement, ramenant la pique à l'épaule, est exécuté par l'homme au chapeau haut de forme qui se tient derrière le capitaine. Enfin, l'arquebusier casqué derrière le lieutenant effectue un mouvement de portage en tenant la pique en diagonale sur la poitrine.
La tenue atypique de l'archer le place hors de la réalité et dans la sphère de l'histoire ou de l'allégorie.

Mousquetaires, atelier de Jacob De Gheyn le Jeune, vers 1607
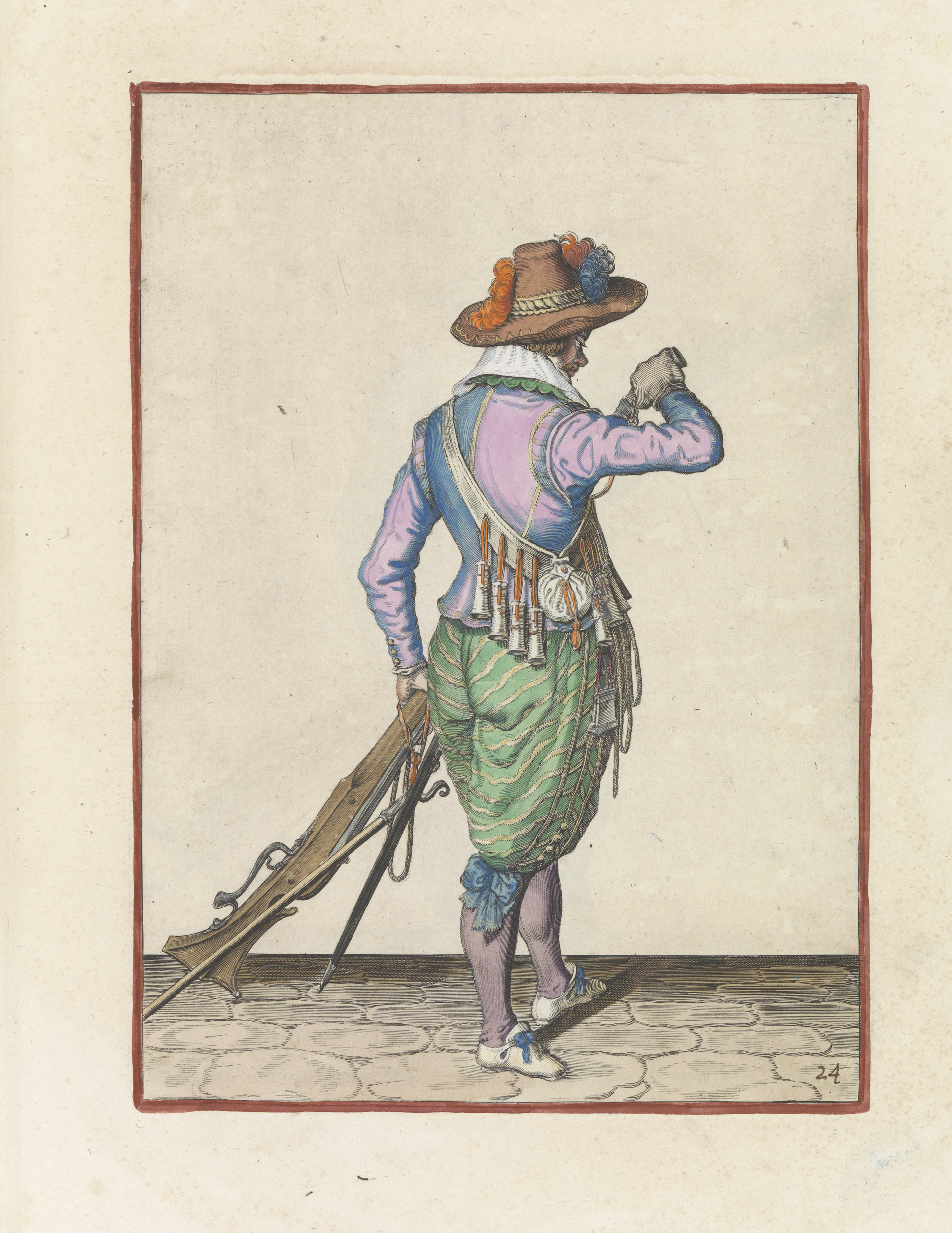
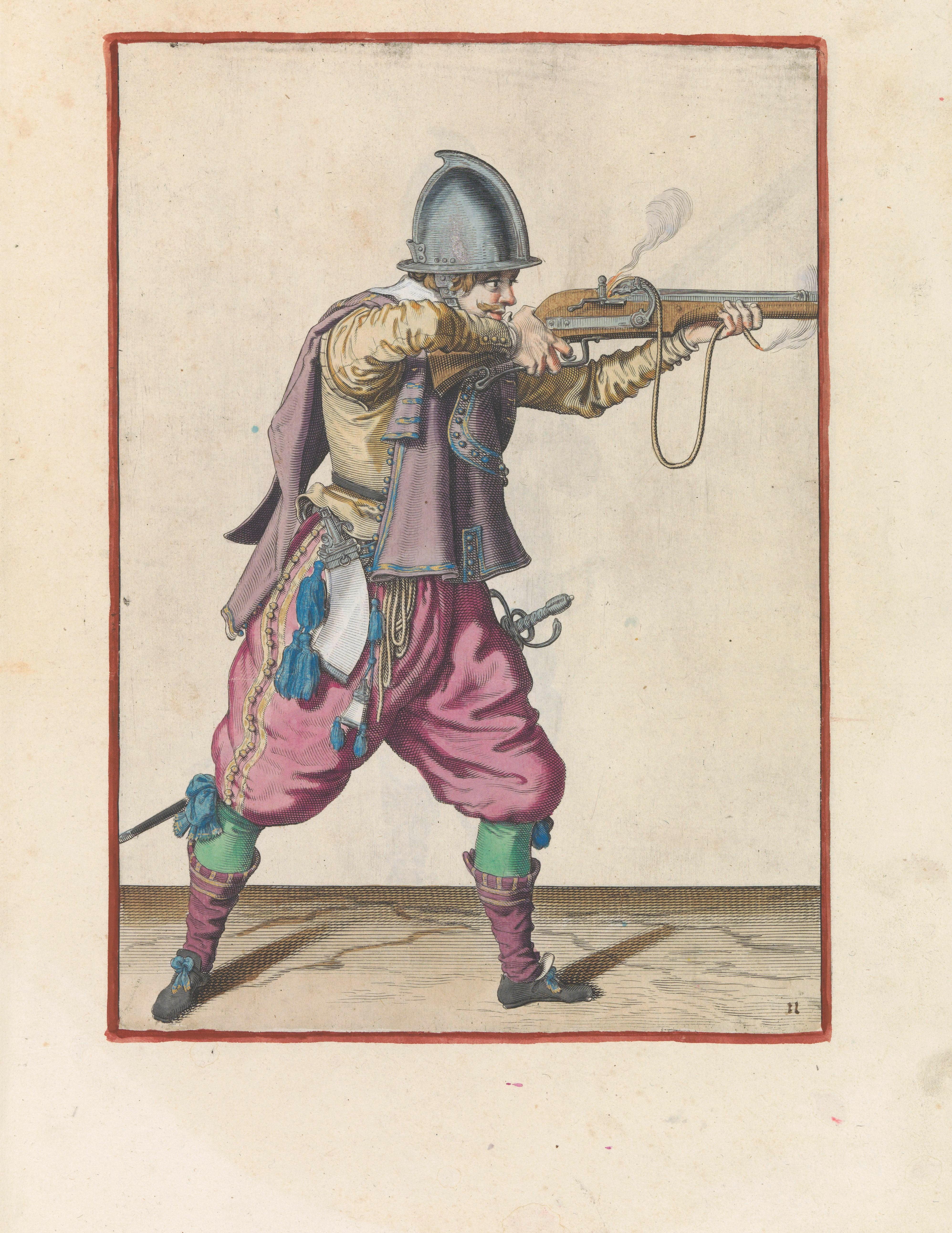
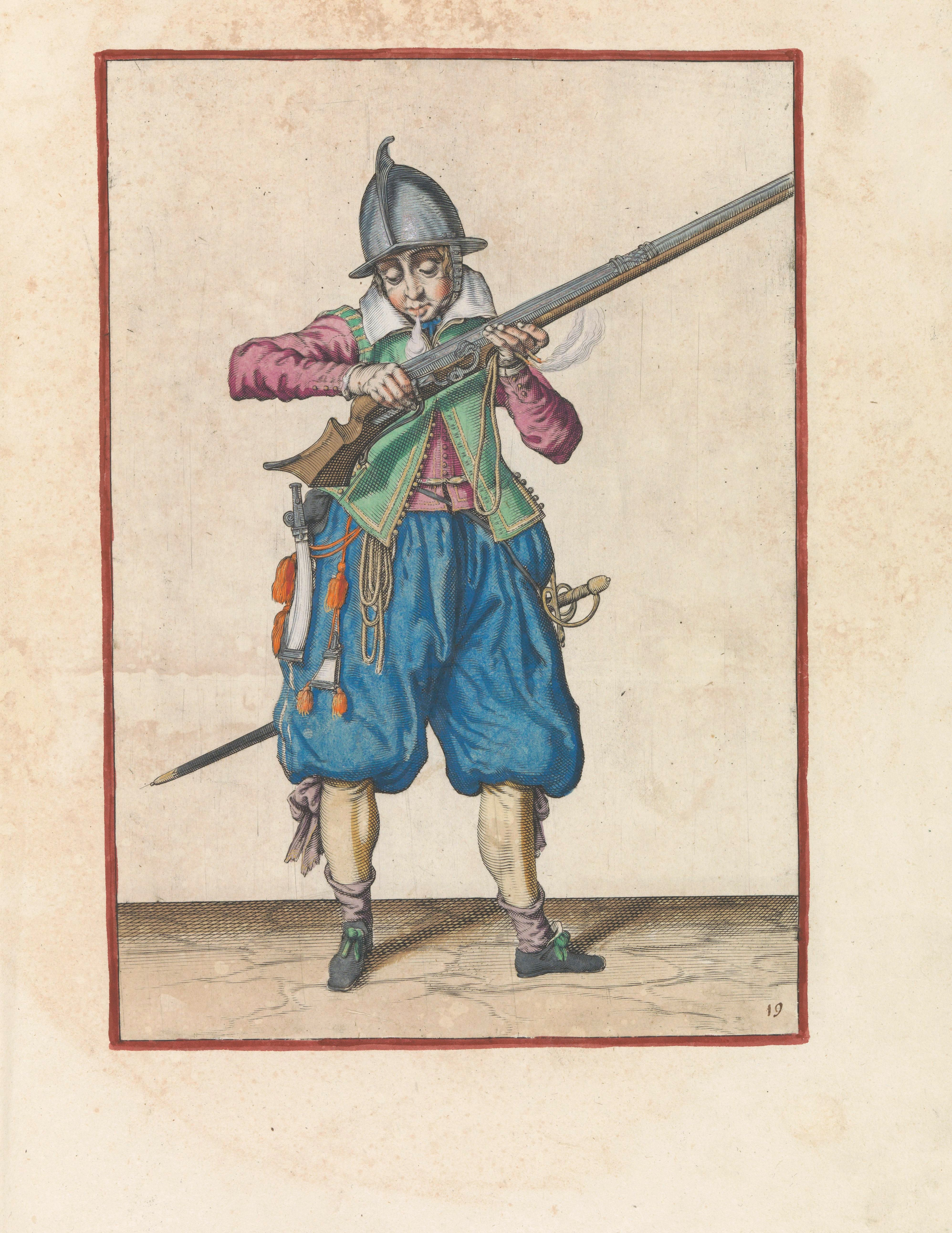

#### Lien avec le courant artistique baroque

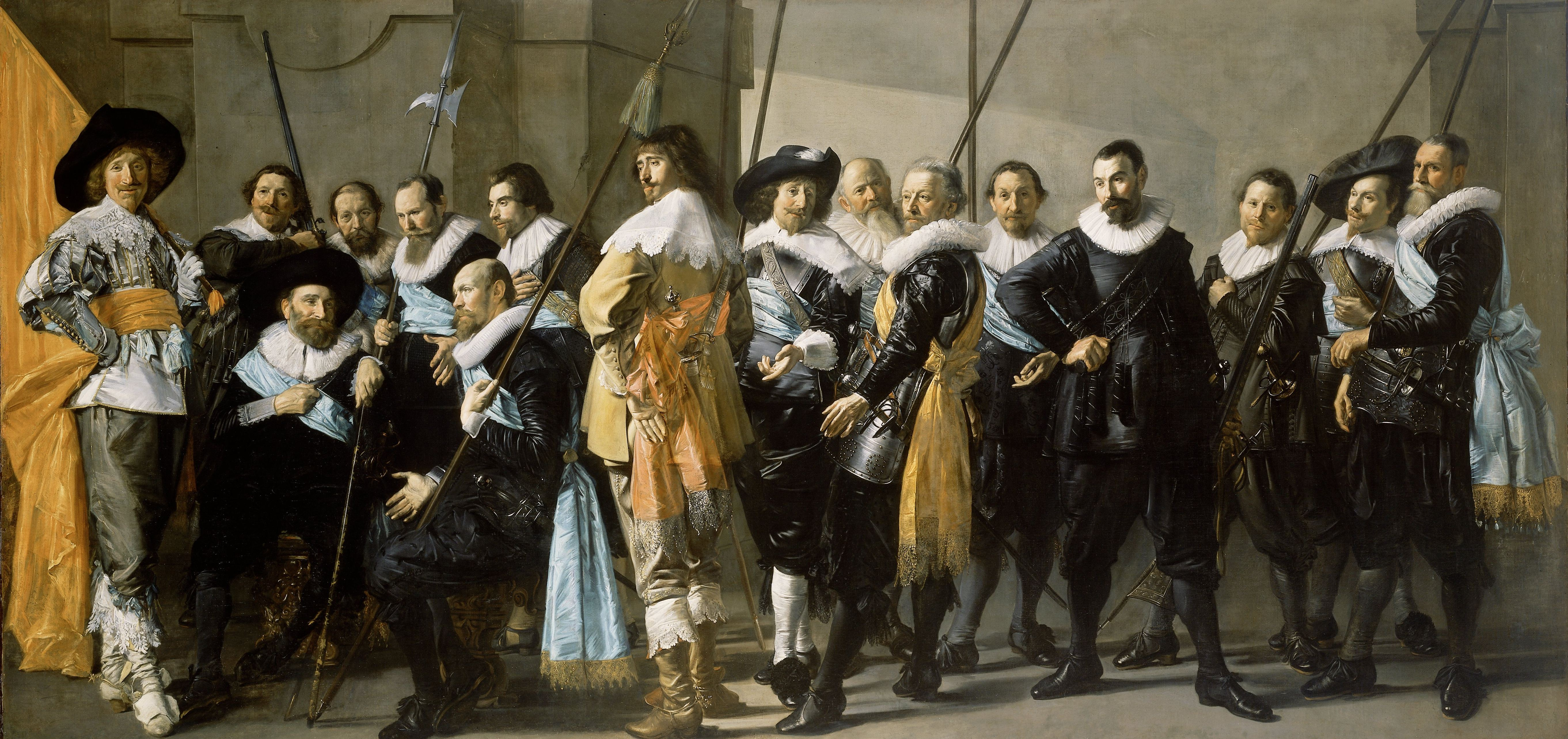
Exemple de bataillon peint de façon plus statique : De magere compagnie (La Compagnie de Reinier Real), Frans Hals et Pieter Codde, 1637.

La représentation faite de Rembrandt des gardes civils dans La Ronde de nuit est nouvelle pour l'époque, ceux-ci étant habituellement représentés de façon très sobre, en rang ou assis placidement autour d’une table. Cette fois, ils prennent une allure totalement différente, donnant même une impression de fête.
Rembrandt propose une solution spectaculaire au problème de l'unification des nombreux portraits individuels. La composition et l'aspect clair-obscur sont pensés avec un grand sens de l'équilibre. L'œuvre s'ordonne sur un réseau serré de lignes de composition parallèles et perpendiculaires formées de lances, de canons et de bras tendus, accentué par des points lumineux bien placés, caractéristiques de toute grande œuvre d'art de la période baroque : un motif sous-jacent fixe et convaincant sur lequel figure une variation fascinante et dynamique, sans tomber dans les clichés. Le clair-obscur, l’émotion vive des personnages et l’effet de mouvement sont des éléments qui octroient à ce tableau son identité purement baroque.

## Réception

### Client
Pendant longtemps, le mythe selon lequel les clients, c'est-à-dire les arquebusiers représentés, n'étaient pas satisfaits de leur portrait, a traversé la littérature d'histoire de l'art. Cette insatisfaction serait également la raison pour laquelle Rembrandt reçoit beaucoup moins de commandes de portraits après 1642 et se retrouve finalement dans des difficultés économiques qui menacent son existence même. En fait, seul Banninck Cocq est connu pour avoir fait peindre deux exemplaires de La Ronde de nuit pour lui-même. D'autres arquebusiers représentés ont fait peindre leurs portraits plus tard, mais par d'autres peintres. Cependant, la baisse de la productivité de Rembrandt peut facilement s'expliquer par une crise de l'artiste après la mort de son épouse, Saskia, peu de temps avant qu'il ne termine le tableau, par les prix élevés qu'il exige et par le goût de l'époque, qui favorise désormais des représentations plus légères que celles « sombres » que Rembrandt préfère. Le mythe de la compagnie d'arquebusiers insatisfaite n'a pas encore été prouvé de manière convaincante.

### Historiens de l'art
Le peintre Samuel van Hoogstraten, élève de Rembrandt dans la première moitié des années 1640, c'est-à-dire à l'époque de la réalisation de La Ronde de nuit, et théoricien de l'art, fournit le premier commentaire qui nous soit parvenu sur le tableau. Dans son Inleyding tot de Hooge Schoole der Schilderkonst (Introduction à l'école supérieure de la peinture, Rotterdam, 1677), il expose ses idées artistiques, qui peuvent avoir été en partie empruntées à Rembrandt lui-même. Il écrit : « Tout ce que l'art présente, morceau par morceau, est une imitation des choses naturelles, mais en arrangeant et en ordonnant cela vient de l'esprit de l'artiste, qui contient d'abord les parties qui sont prédéterminées dans la confusion dans son imagination, jusqu'à ce qu'il forme un tout, et qu'il les arrange de telle sorte qu'ils forment une image. L'astuce consiste à agencer toutes les images qui forment ensemble une histoire de telle manière qu'« aucune ne semble être trop ou trop faible » et le résultat est une expérience de « simmétrie, analogie et harmonie ». Il ne suffit pas qu'« un Peintre place ses images sur du rien les unes à côté des autres, comme on en voit déjà trop ici en Hollant sur les Schuttersdoelen ». Les vrais maîtres parviennent à faire « que leur œuvre entière soit une en soi, comme Clio l'enseigne d'Horace. » Il prédit à propos de la toile : « Cependant, cette œuvre même, si répréhensible qu'elle soit, résistera, à mon avis, à tous ses rivaux, étant si pittoresque dans la pensée, si gracieuse, et si puissante, que, selon certains, tous les d'autres tableaux s'y côtoient [...]. Bien que j'aurais aimé qu'il "y allume plus de lumière" ». Il note que beaucoup pensaient que Rembrandt travaille davantage sur l'ensemble de l'œuvre que sur les portraits individuels qu'il est chargé de peindre. Lui-même est très élogieux vis-à-vis du tableau, à côté de laquelle tous les autres (dans le Kloveniersdoelen) ressembleraient à quelques cartes à jouer.
En 1686, l'Italien Philippe Baldinucci écrit un livre sur l'art graphique, dans lequel il mentionne que le tableau est très admiré car « la perspective du capitaine avec la lance à la main était si excellente qu'elle semblait être représenté dans toute sa longueur ». Lui-même trouve la toile déroutante et sombre. De telles critiques donnent naissance au mythe du XIXe siècle selon lequel la toile n'aurait pas été acceptée par les commanditaires. Ce mythe est basé sur une confusion avec le tableau La Conspiration de Claudius Civilis, commandé par le conseil municipal à Rembrandt pour le nouvel hôtel de ville et livré à l'été 1662, mais décroché avant la fin de l'année et retourné au peintre pour des raisons inconnues.
Le peintre britannique Joshua Reynolds critique La Ronde de nuit en 1781 : « Loin de reconnaître la grande réputation du tableau, j'ai eu du mal à me convaincre qu'il s'agissait de Rembrandt ; il me semble avoir plus du style jaunâtre de Bol. Le nom de Rembrandt y figure certainement, avec l'année 1642. Il semble gravement endommagé, mais ce qui survit semble être mal peint. Le nom de Rembrandt, cependant, est certainement dessus, avec la date, 1642. Il semble avoir été très endommagé, mais ce qui reste semble être peint de manière médiocre »,.
L'historien de l'art Alois Riegl voit dans la représentation de la milice réduite aux deux officiers, sur un fond animé d’autres personnages, une destruction de la coordination propre au portrait de groupe et donc du portrait de groupe en général. Selon Riegl, ce serait aussi la raison de la critique contemporaine du public d'Amsterdam. Le portrait d'arquebusiers de Bartholomeus van der Helst La Compagnie du capitaine Roelof Bicker, achevé un an seulement après La Ronde de nuit, qui fait également partie du programme décoratif des Kloveniersdoelen, est crédité par Riegl pour son retour aux formes traditionnelles - la lumière vive, la coordination des personnages et le regard dirigé du spectateur – comme une critique peinte de La Ronde de nuit,.
Au cours du XIXe siècle, la conscience nationale, qui grandit également aux Pays-Bas, conduit à un nouveau bilan. L'écrivain et critique littéraire Conrad Busken Huet est l'une des premières voix du nouveau discours : « La conférence anatomique de Rembrandt, sa vision du champ de tir, sont des poèmes. (. . . ) Il a vu les gens ordinaires et les choses ordinaires d'une manière spéciale. Son art est l'application continue d'un processus de glorification. Que vous le laissiez peindre Saskia, Hendrickje, un professeur de chirurgie, un officier de la milice d'Amsterdam ou un rabbin dans son bureau, il les transforme en êtres surnaturels. ».
Mais l'historien néerlandais spécialiste de l’histoire culturelle Johan Huizinga trouve encore des mots pour critiquer La Ronde de nuit lors d'une conférence à Cologne en 1932 : « Tous les trésors de lumière et de couleur dans cette merveilleuse image ne peuvent cacher le fait qu'une volonté a échoué ici, qu'ici un acte héroïque du Grand Style a échoué ».
L'historien de l'art Christian Tümpel écrit en 1977 : « Cette idée de l’ordre à atteindre est associée à l’ensemble du tableau, y compris la composition. Les deux officiers se dirigent vers le centre. Beaucoup de lances et de fusils dans leur disposition rhombique laissent déjà deviner le principe d’ordre des exercices militaires, comme le montrent les manuels et les illustrations de l’époque. La tension entre le 'déjà' et le 'pas encore' fait le charme particulier de cette composition. »

### La Ronde de nuittrésor national

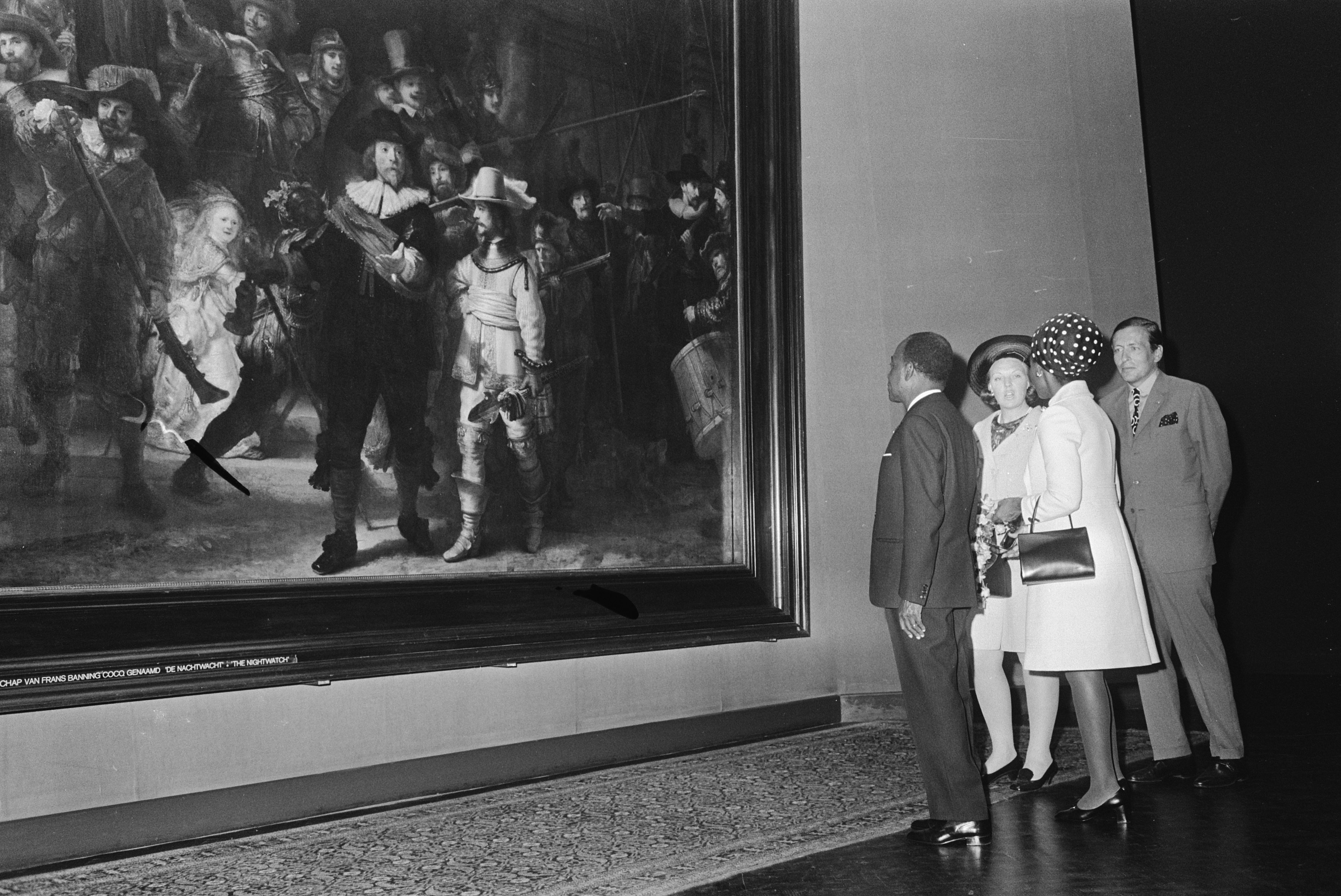
Le président Félix Houphouët-Boigny en visite avec sa femme, le prince Claus et la princesse Beatrix au Rijksmuseum le 4 juin 1970.

De son vivant et bien au-delà, Rembrandt est éclipsé par son contemporain Bartholomeus van der Helst, et aux XVIIe et XVIIIe siècles, ses œuvres sont rejetées par les théoriciens de l'art alors qu'elles sont déjà convoitées par les collectionneurs. Au XIXe siècle, Rembrandt n'est pas considéré comme le peintre le plus important des Pays-Bas, qui est plutôt l'artiste anversois Pierre Paul Rubens. Lorsque la Belgique devient indépendante après la révolution belge de 1830, un nouveau peintre national doit être trouvé pour les Pays-Bas, ce qui conduit à une nouvelle évaluation de La Ronde de nuit et de l'œuvre de Rembrandt dans son ensemble. Quelques années plus tard, le premier catalogue raisonné de ses peintures est publié ; en 1853, un monument Rembrandt est inauguré sur le Botermarkt d'Amsterdam comme expression d'une conscience nationale éveillée et en 1876, la place est rebaptisée Rembrandtplein. En tant que plus grand tableau de Rembrandt qui nous soit parvenu et certainement aussi à cause, entre autres, de la représentation exceptionnelle de la bourgeoisie d’Amsterdam et des pièces d'artillerie du XVIIe siècle, La Ronde de nuit devient également un symbole d'importance nationale. Lorsque le tableau est transféré au Rijksmuseum Amsterdam nouvellement construit au début de juillet 1885, les 24 porteurs chantent Wien Neêrlands Bloed, l'hymne national des Pays-Bas à l'époque,.

### La compagnie des arquebusiers en tant que groupe homosocial
Fin 2020 et début 2021, la question s'est posée de savoir si la compagnie d'arquebusiers de La Ronde de nuit était un groupe homosocial, avec une interprétation de l'œuvre comme pastorale homoérotique. Une relation homoérotique a été attribuée aux officiers Banninck Cocq et Willem van Ruytenburgh, principalement justifiée par l'ombre de la main de Banninck Cocq pointant vers la région génitale de van Ruytenburgh,.

## Histoire du tableau

### Commission
Le tableau est commandé et financé vers 1639 par le capitaine Banninck Cocq et dix-sept membres de ses Kloveniers (gardes de la milice civique) dont les noms sont inscrits sur l'écusson suspendu à la porte que franchissent les personnages. Dix-huit noms y apparaissent, le tambour ayant été ajouté gratuitement. Deux miliciens représentés dans le tableau déclarent en 1658 que seize des miliciens représentés ont payé chacun environ cent florins, une somme importante à l'époque, le salaire annuel d'un ouvrier étant de l'ordre de 250 florins, les uns légèrement plus que les autres, selon qu'ils étaient plus ou moins visibles. À la suite de cette déclaration, on a longtemps supposé que Rembrandt a reçu environ 1 600 florins. Dans la biographie que Philippe Baldinucci publie à Florence en 1686, il y fait mention de 4 000 écus, soit plus du double. La principale source de Baldinucci est Bernhard Keil, un peintre danois qui était apprenti chez Rembrandt à l'époque de La Ronde de nuit. Le spécialiste de Rembrandt Bob Haak, considère 1 600 florins comme un montant incroyablement bas par rapport à ce que Rembrandt reçoit pour d'autres pièces à cette période. Il soupçonne donc que les deux tireurs n'ont pas fait référence aux contributions de Banninck Cocq et Van Ruytenburch dans leur déclaration. Puisqu'ils sont représentés dans leur intégralité sur la toile et sont clairement les personnages les plus importants, il pense qu'il serait surprenant que les deux n'aient pas payé beaucoup plus d'une centaine de florins. Dudok van Heel juge plausible que Banninck Cocq et Van Ruytenburch aient chacun payé environ cinq cents florins, soit le montant qu'Andries de Graeff a payé pour son portrait en pied peint par Rembrandt en 1639. L'écusson a été rajouté après la livraison de la toile par Rembrandt ou par un de ses élèves, en arrière-plan à droite du centre, sur demande, on le suppose, des commanditaires.

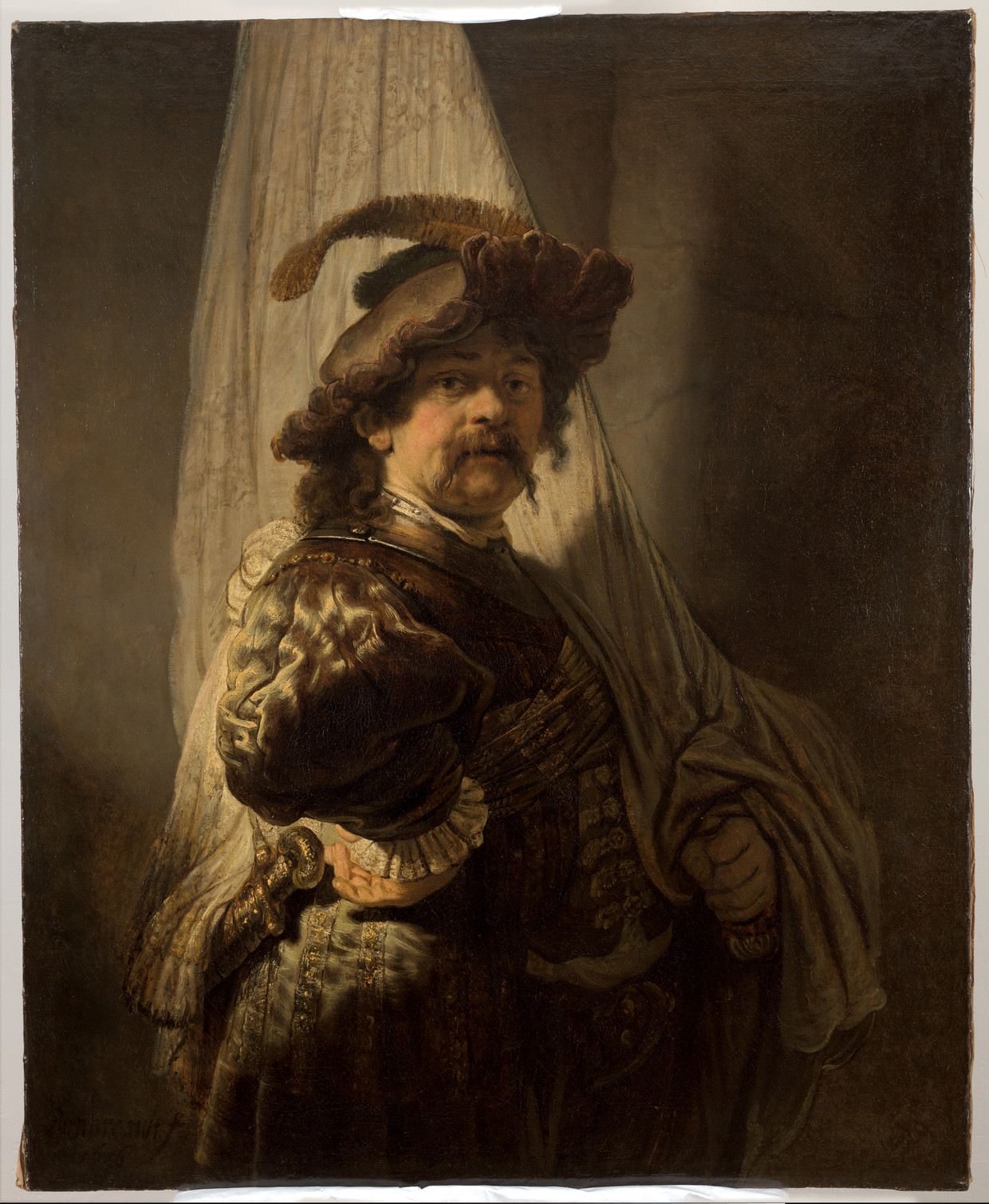
Le Porte-drapeau, 1636.

Dès 1636, à l'occasion de son déménagement de Leyde à Amsterdam, Rembrandt a peint Le Porte-drapeau, qui est considéré comme une première œuvre importante qui « montre l'ambition de Rembrandt de peindre un portrait de groupe pour la schutterij d'Amsterdam, à l'époque la commande la plus précieuse qu'un peintre puisse recevoir ».
La toile est destinée, avec six autres peintures similaires de miliciens commandés à divers artistes, à décorer la grande salle de banquet (Groote Zaal) du premier étage du nouveau Kloveniersdoelen, la Maison des arquebusiers, siège de la milice d'Amsterdam, qui, après des travaux entrepris en 1638, a des dimensions imposantes, notamment une hauteur sous plafond de quatre mètres. Ce bâtiment est situé sur la rive de l'Amstel, sur la rue Nieuwe Doelenstraat ; il a été démoli en 1882, pour devenir l'hôtel Doelen.[réf. souhaitée]
Certains ont suggéré que l'occasion de la commande de la série de tableaux est la visite de la reine française Marie de Médicis en 1638 : alors qu'elle fuit l'exil de France ordonné par son fils Louis XIII, l'arrivée de la reine dans la ville est l'objet d'un apparat important.[réf. souhaitée]
Les travaux préparatoires semblent débuter à partir de 1639, pour un travail qui durera près de quatre ans. Les universitaires sont divisés sur l'endroit où Rembrandt a exécuté le tableau. Il est trop grand pour avoir été réalisé dans l'atelier de sa maison. Dans les archives municipales de l'époque, le peintre demande à construire une « cuisine d'été » à l'arrière de celle-ci. Cette structure aurait accueilli la peinture au cours des trois années qu'il lui faut pour la peindre. Une autre possibilité est une église adjacente et une troisième serait le site de son accrochage.

### De 1642 à la Seconde Guerre mondiale

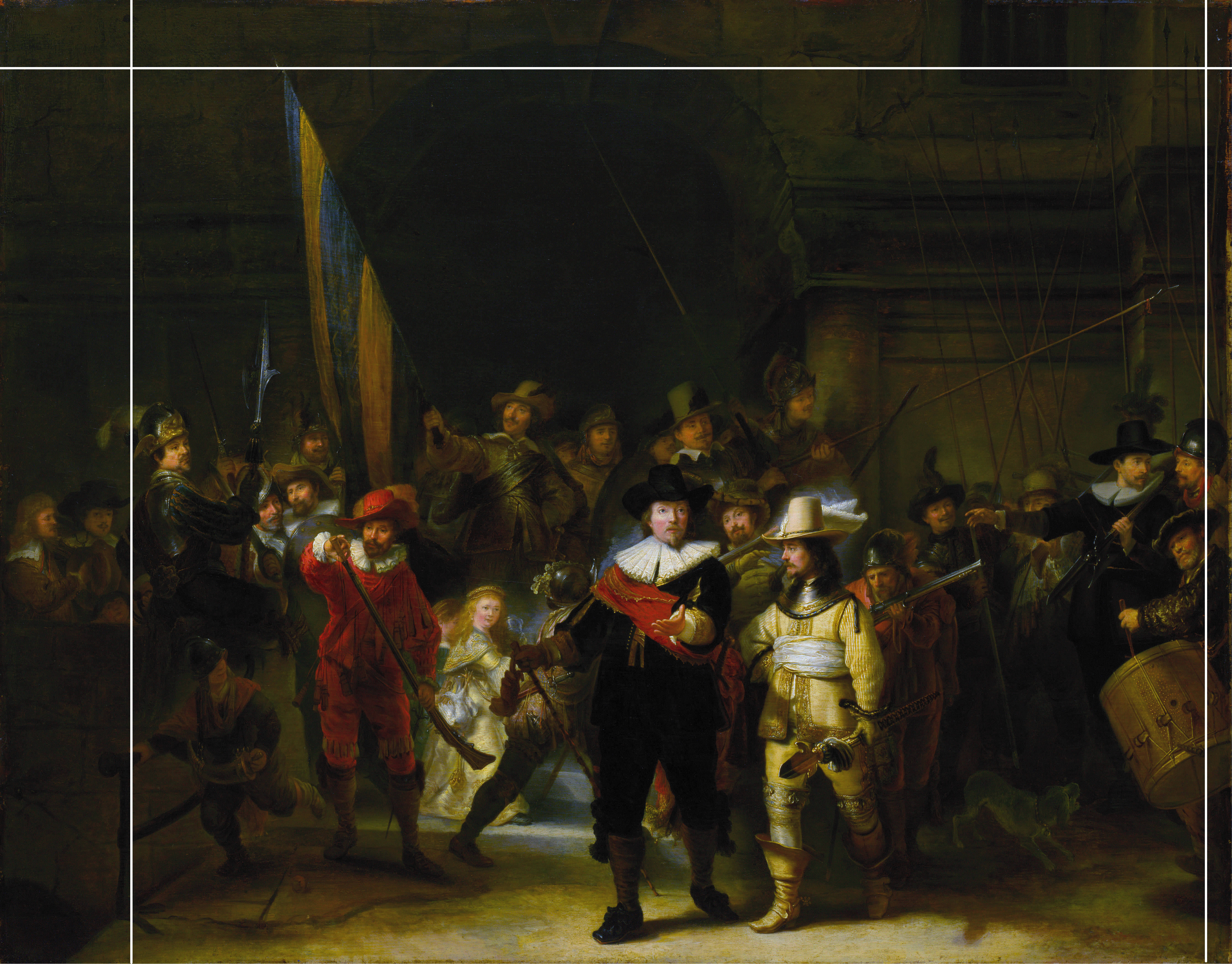
Copie de l'œuvre par Gerrit Lundens avant le découpage de 1715.

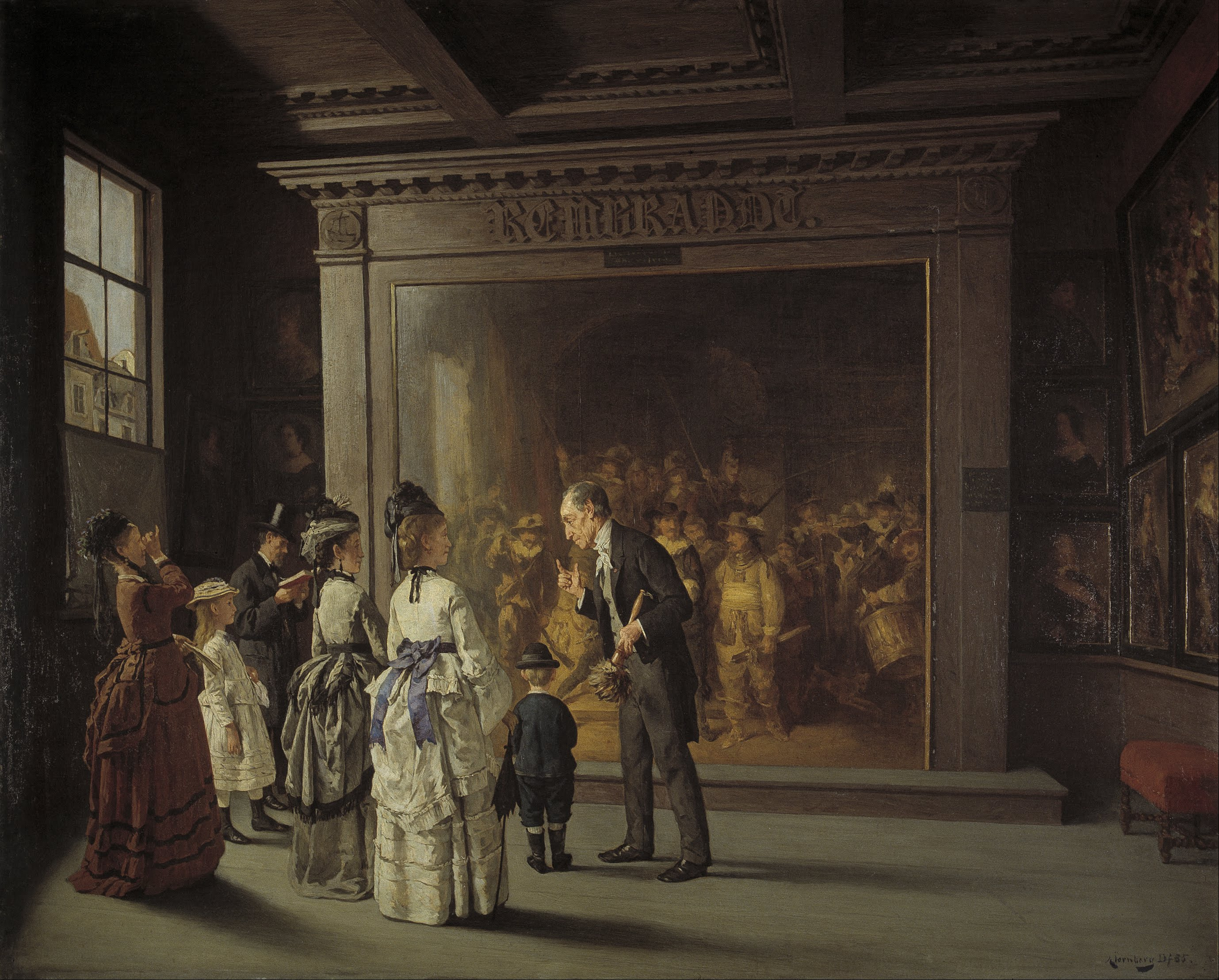
August Jernberg, Trippenhuis, montrant La Ronde de nuit telle qu'elle était accrochée à la Trippenhuis en 1885.

Au XVIIe siècle, il est d'usage que les portraits de groupe hollandais appartiennent à ceux qu'ils représentent et qui les paient : de fait, La Ronde de nuit est donc la propriété de la guilde des arquebusiers. Au XVIIIe ou au XIXe siècle, la propriété passe de la guilde à la ville d'Amsterdam. La ville possède toujours le tableau, qui est prêté en permanence au Rijksmuseum Amsterdam.
Le tableau est accroché dans la salle principale du Kloveniersdoelen, le quartier général des arquebusiers d'Amsterdam, le long du mur en face des fenêtres, dans le cadre d'un programme décoratif.
En 1715, La Ronde de nuit est déplacée du Kloveniersdoelen à l'hôtel de ville sur la place du Dam pour y être accrochée dans une pièce du premier étage entre deux portes,. Les dimensions originales du tableau sont de 5 × 3,87 m ; elles sont réduites par un découpage intervenu lors de ce transfert, vraisemblablement, pour disposer la peinture entre deux colonnes, une pratique courante avant le XIXe siècle. L'œuvre actuelle est encore immense avec des dimensions de 4,38 × 3,59 m. Cette altération entraîne la perte de trois personnages sur le côté gauche du tableau, le haut de l'arc, la balustrade et le bord de la marche. Les parties manquantes n'ont pas été retrouvées. Taco Dibbits, directeur du Rijksmuseum, espère qu'au moins le côté gauche n'a pas été détruit car il contenait des personnages, deux miliciens et un enfant, les peintures de Rembrandt valant déjà cher au moment où le tableau a été coupé,. Une copie du XVIIe siècle par Gerrit Lundens (1622-1683) de la toile complète, réalisée avant le découpage, est conservée à la National Gallery de Londres et permet de connaitre la composition originale.
Au cours de l'occupation de la Hollande par Napoléon Ier, l'Hôtel de Ville devient le palais royal d'Amsterdam. En février ou mars 1808, sur ordre de l'administration municipale, La Ronde de nuit est temporairement déplacée à la Trippenhuis, maison de la famille Trip à Kloveniersburgwal 29, dont la moitié est occupée par le marchand d'art Cornelis Sebille Roos (1754–1820), directeur du Rijksmuseum. En août de cette année, Louis Bonaparte ramène le tableau au palais royal, qui est à l'époque le Musée national néerlandais. En 1815, après la libération des Pays-Bas, La Ronde de nuit revient au deuxième étage de la Trippenhuis, qui abrite désormais l'académie royale néerlandaise des arts et des sciences,.
En 1885, La Ronde de nuit est déplacée au Rijksmuseum Amsterdam nouvellement construit et accrochée à l'extrémité de la Galerie d'honneur. L'historien de l'art néerlandais Henk van Os, directeur du Rijksmuseum de 1989 à 1996, qualifie le Rijksmuseum, conçu par Pierre Cuypers, de cathédrale avec La Ronde de nuit comme l'œuvre la plus importante du maître-autel. Le musée est inauguré le 13 juillet 1885. Dès l'ouverture, les visiteurs se plaignent que l'éclairage de la Trippenhuis était meilleur. En réponse, un auvent de velours sombre est érigé devant l'œuvre, permettant aux visiteurs de mieux voir le tableau,.
De septembre à novembre 1898, La Ronde de nuit est présentée dans le cadre d'une grande exposition Rembrandt au Stedelijk Museum Amsterdam à l'occasion de l'investiture de la reine Wilhelmine. La caisse en bois avec le tableau est transportée par de nombreux porteurs via Museumplein et Paulus Potterstraat, où la caisse est soulevée à travers une grande fenêtre au premier étage du musée. L'éclairage du Stedelijk Museum amène à une perception des couleurs sensiblement différente, qui est célébrée par les experts comme « une redécouverte de Rembrandt ». En revanche, le retour au Rijksmuseum est perçu comme « un enterrement » : « Le magnifique mousquetaire rouge a été mis dans un costume rouge sale et miteux, il n'existe plus ». Dans la période qui suit, l'éclairage approprié pour la peinture fait l'objet de longues discussions,.
La conclusion tirée est que la peinture doit être mieux éclairée. Une nouvelle salle est construite à cet effet, qui est inaugurée par le prince Hendrik le 16 juillet 1906 à l'occasion du 300e anniversaire de naissance de Rembrandt. L'extension étant à nouveau conçue par Cuypers. La Ronde de Nuit n'est plus éclairée par le haut mais par le côté. À la fin des années 1920, le tableau retourne dans sa salle initiale, la Nachtwachtzaal (salle de la ronde de nuit), mais est accroché sur un mur latéral avec une lumière indirecte.

Emplacements jusqu'en 1939
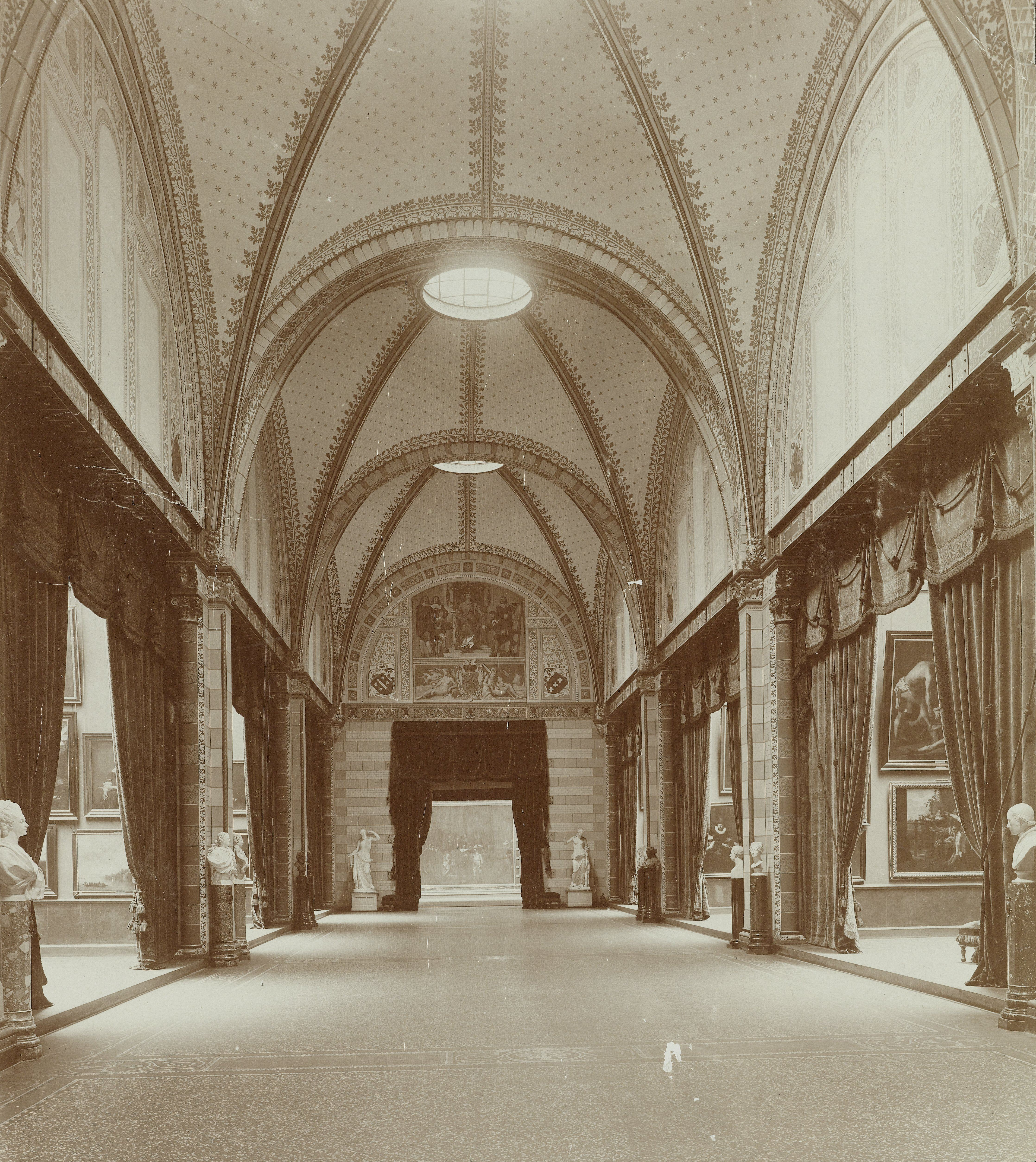
Vue à travers la galerie d'honneur du Rijksmuseum Amsterdam vers La Ronde de nuit, 1898.
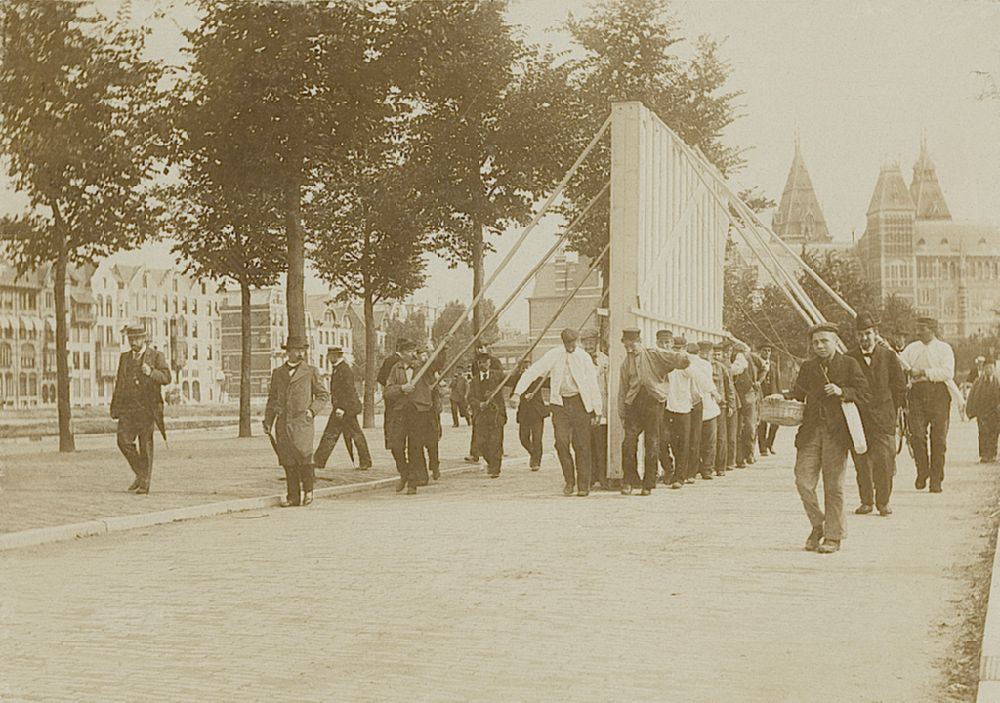
Transport du Rijksmuseum au Stedelijk Museum, 30 août 1898.
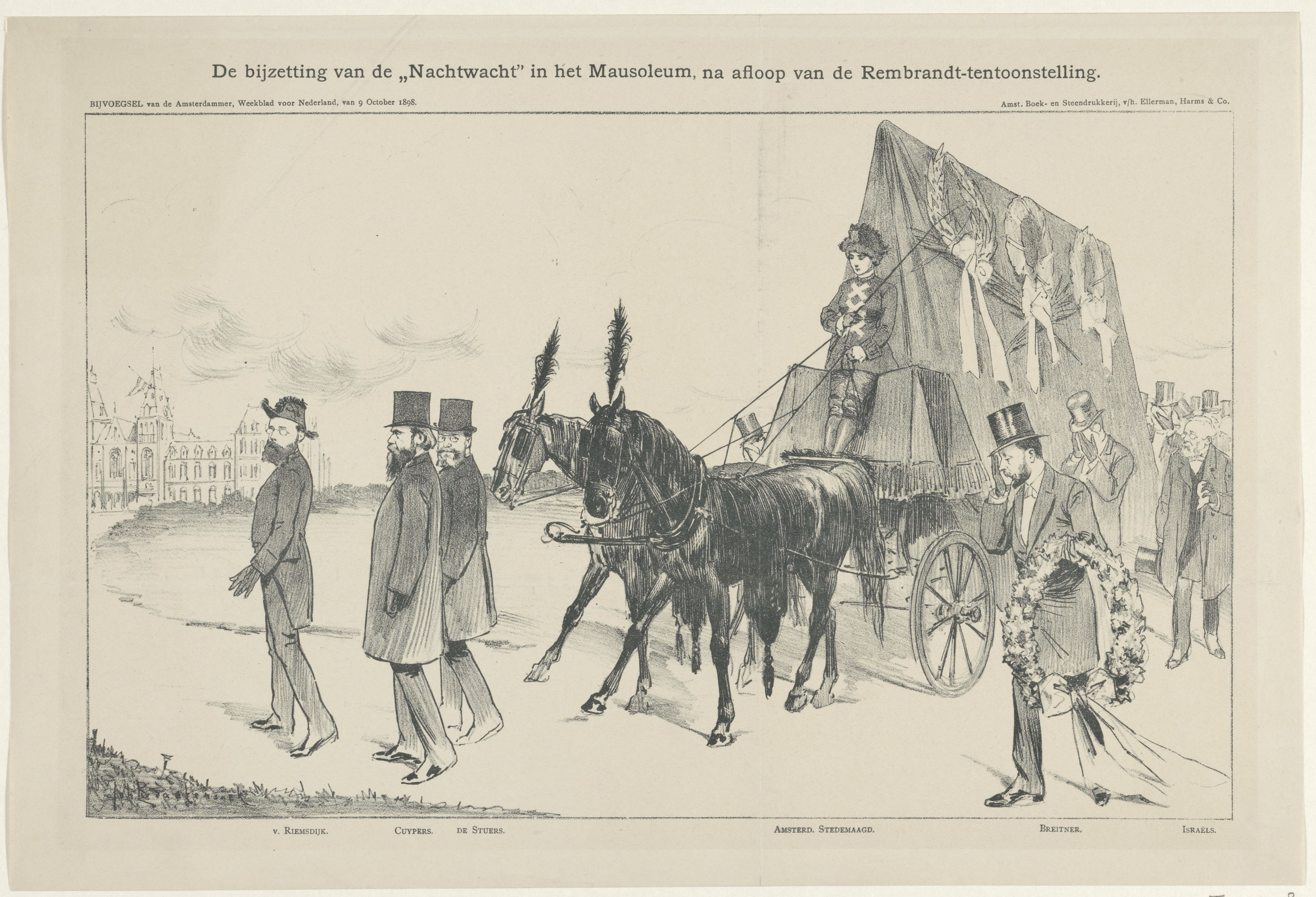
Johan Braakensiek, L'Enterrement de La Ronde de nuit dans le mausolée, après la fin de l'exposition Rembrandt, caricature dans De Amsterdammer du 9 octobre 1898.
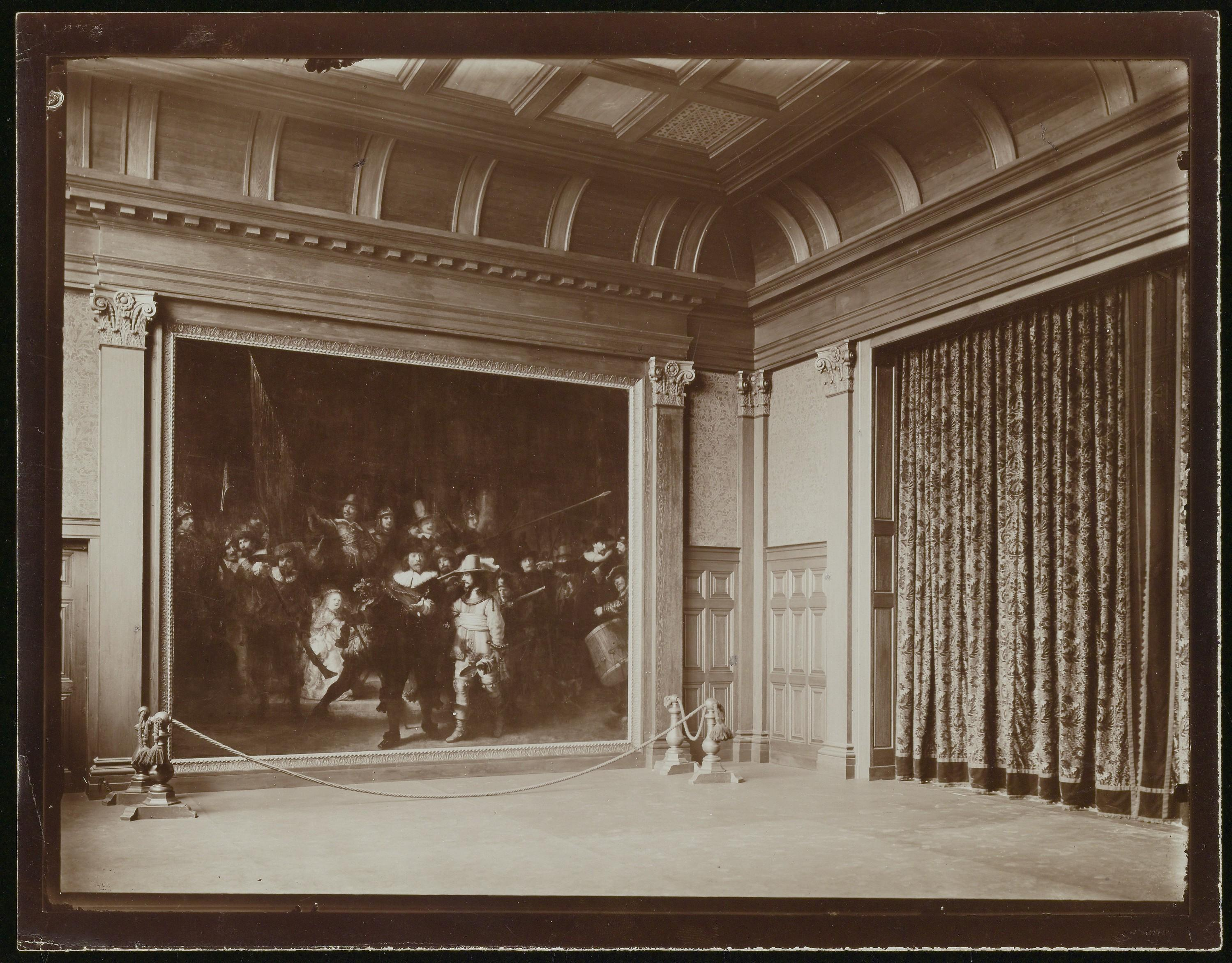
La Ronde de nuit dans la nouvelle salle, vers 1906.
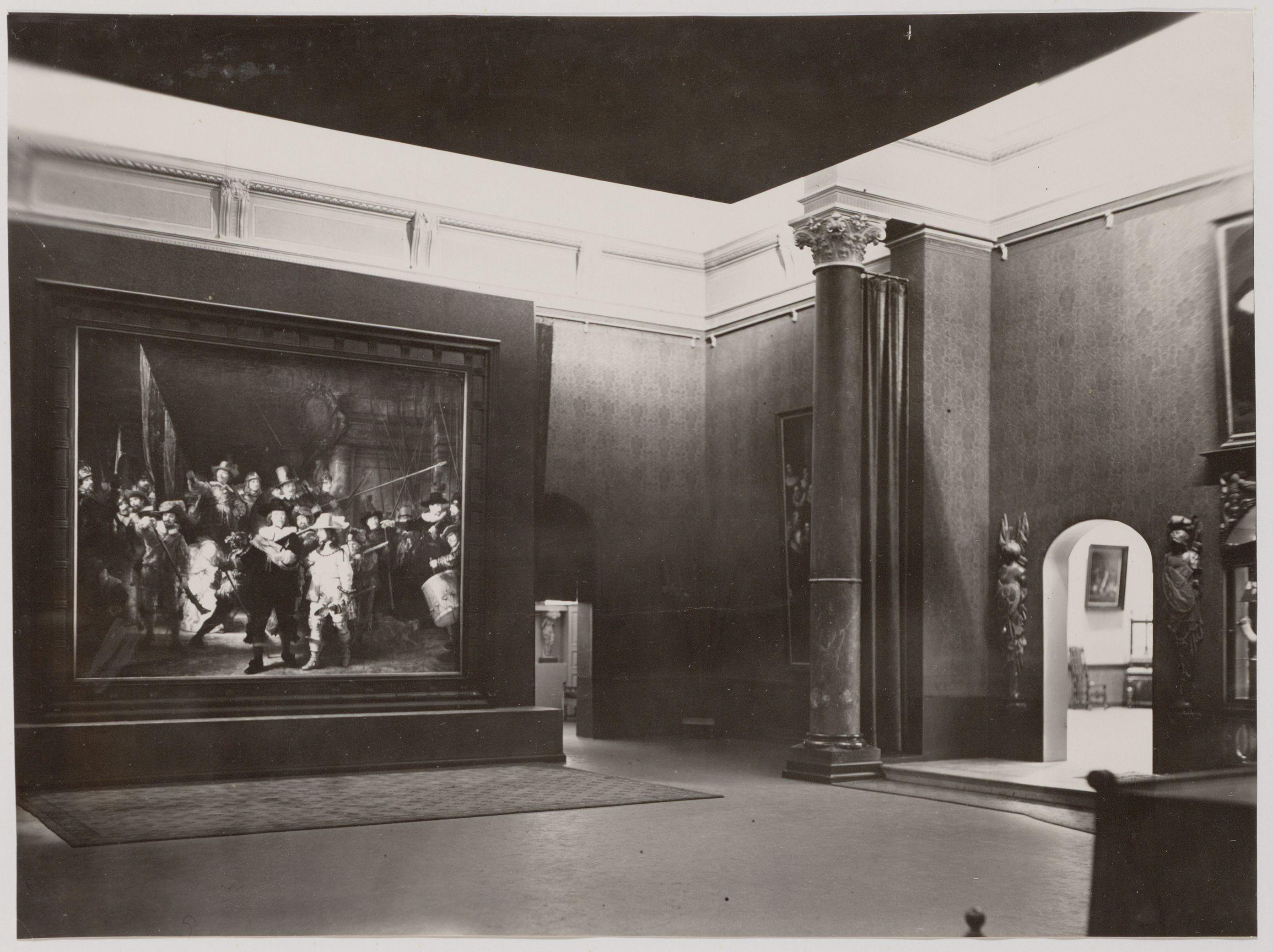
Autour de 1929.

### Pendant la Seconde Guerre mondiale

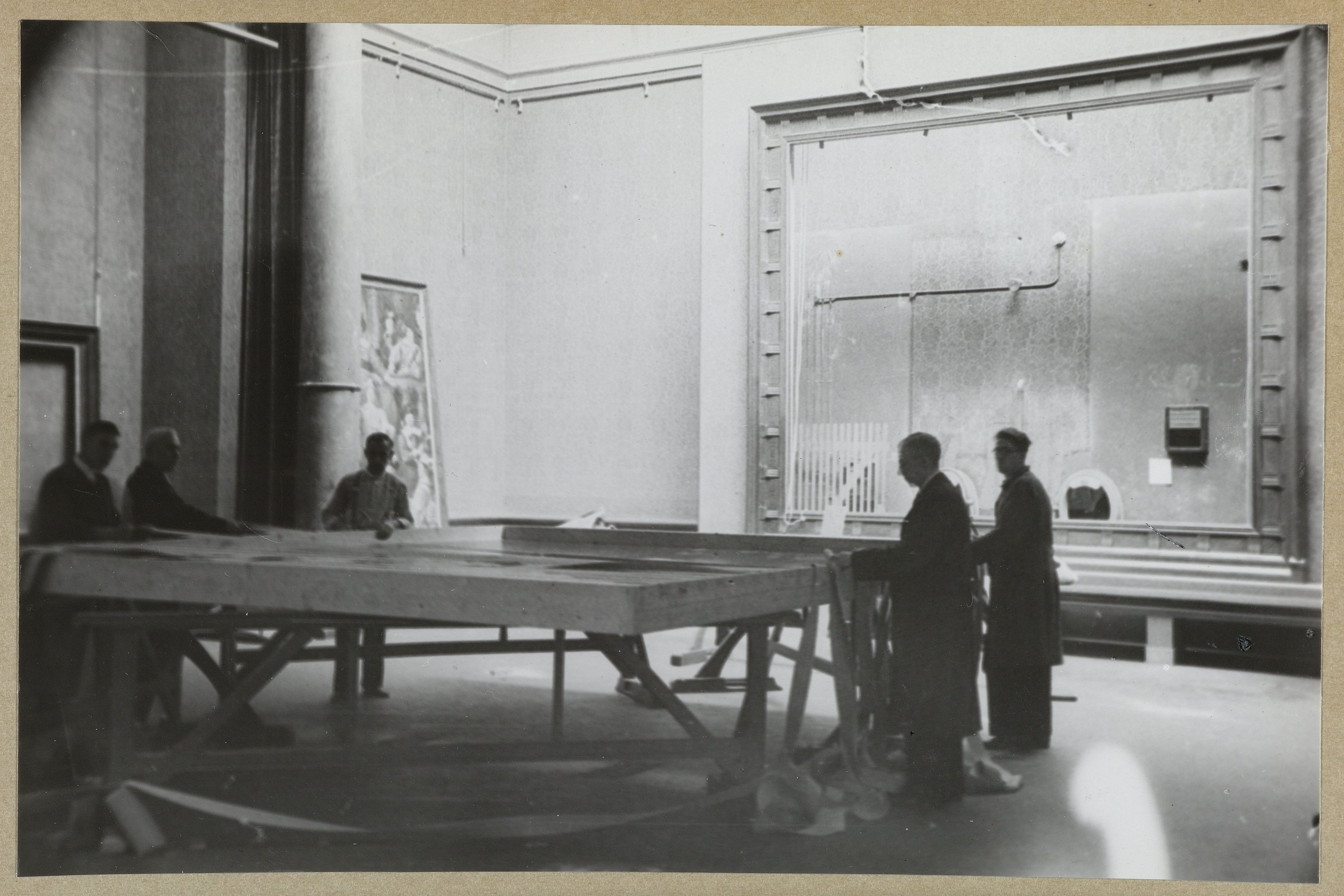
Évacuation en septembre 1939.

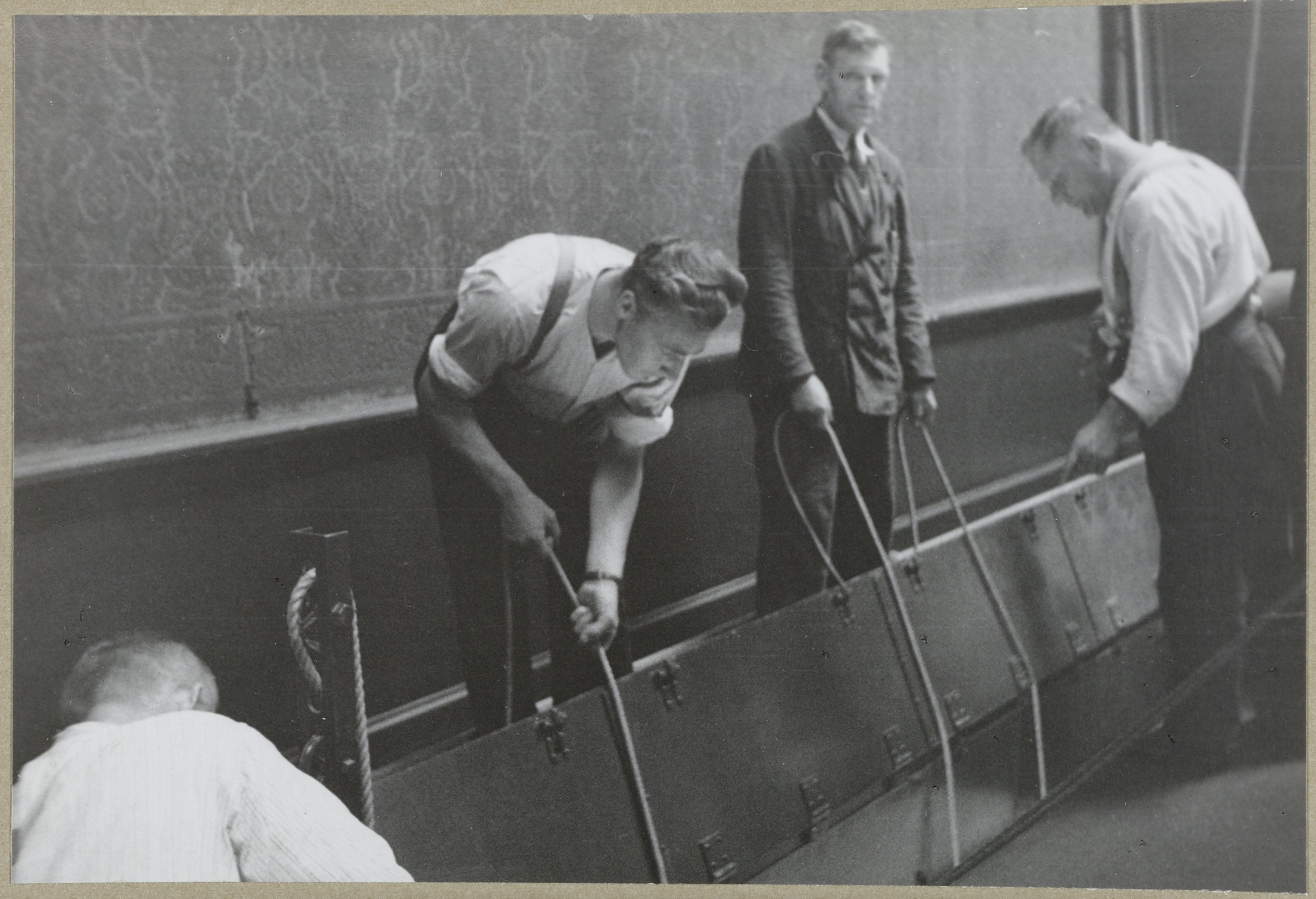
Extraction via le Nachtwachtgleuf en 1939.

Des préparatifs sont mis en œuvre dès les années 1930 pour protéger les biens culturels néerlandais dans la perspective d'une possible guerre. En 1934, une ouverture allongée, le Nachtwachtgleuf (textuellement « la fente de La Ronde de nuit »), est réalisée dans le plancher de la Nachtwachtzaal (salle de La Ronde de nuit), permettant au tableau d'être transféré au niveau de la rue en cas d'urgence. En 1938, Willem Sandberg, conservateur du Musée d'art moderne et directeur d'après-guerre du Stedelijk Museum Amsterdam, et Johan Brouwer, hispaniste puis résistant contre l'occupant allemand, se rendent en Espagne pour se renseigner sur la protection des biens culturels pendant la guerre d'Espagne. Le 4 septembre 1939, quelques jours après l'invasion allemande de la Pologne, La Ronde de nuit est amenée au château Radboud, à proximité du port de Medemblik, dans un wagon de transport du verre et y est rangée dans la salle des chevaliers. Du 1er janvier au 10 avril 1940, un abri spécial est construit près de Castricum. Les 13 et 14 mai, lors de l'invasion de la Wehrmacht allemande, le tableau est emmené dans cet abri par Frederik Schmidt Degener, directeur du Rijksmuseum. Il s'avère que le tableau ne passe pas par l'entrée en raison de sa taille. La toile est détachée de son encadrement et enroulée autour d'un cylindre avec la face peinte vers l'extérieur. Selon d'autres récits, la peinture est arrivée déjà roulée sur un cylindre trop grand pour être stocké et a nécessité un changement pour un cylindre plus petit. Le directeur du Stedelijk Museum, David Röell, et son conservateur Wilhelm Sandberg emménagent dans une caserne à proximité de l'abri.
Au cours des mois qui suivent, un abri plus grand est construit à proximité de Heemskerk, où La Ronde de nuit est transférée le 21 mars 1941. En 1942, les zones côtières sont touchées par les travaux de construction du mur de l'Atlantique. En conséquence, La Ronde de nuit est déplacée une dernière fois le 24 mars 1942 dans les grottes de la Montagne Saint-Pierre près de Maastricht construites pour protéger de nombreuses œuvres d'art. Après la reddition de l'occupant allemand, la toile peut regagner Amsterdam en juin 1945. Les voies navigables néerlandaises étant partiellement impraticables, le transport de retour s'effectue via la Belgique. C'est la seule fois que le tableau quitte les Pays-Bas,.
Avec l'éloignement de La Ronde de nuit et d'autres biens culturels néerlandais, la légende est née que les trésors de l'art qui avaient été emmenés dans des abris avaient été cachés aux autorités d'occupation allemandes. En fait, les Allemands savaient très bien où se trouvait La Ronde de nuit : le lieu était probablement considéré comme sûr et les biens culturels ne devaient être récupérés qu'après la fin de la guerre. Un formulaire rempli par le commissaire du Reich pour les Pays-Bas le 12 août 1940 se lit comme suit : « Le commissaire du Reich et le mandataire de la Wehrmacht des Pays-Bas savent que des trésors artistiques du Musée du Reich et du Musée municipal d’Amsterdam sont conservés dans la cave de Castricum. Nul, à l’exception du personnel responsable de la surveillance, ne peut, sans autorisation spéciale du commissaire du Reich ou, si cela s’avère nécessaire à des fins militaires, du mandataire de la Wehrmacht, examiner le bâtiment et les caisses et dossiers qu’il contient ou en reprendre quelque peu le contenu. »,.

La Ronde de nuit pendant la Seconde Guerre mondiale
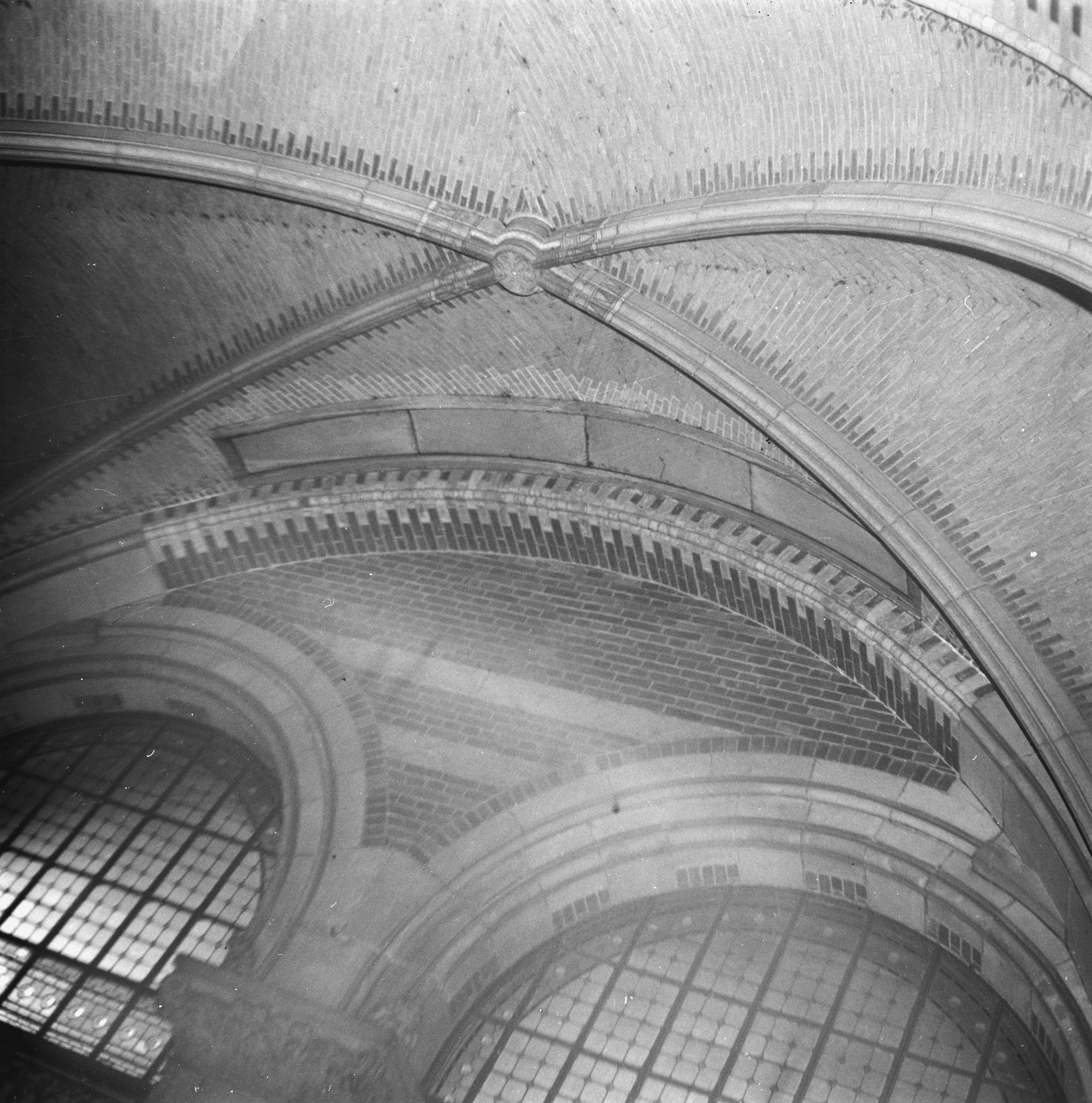
Le Nachtwachtgleuf vu du dessous, vers 1945.
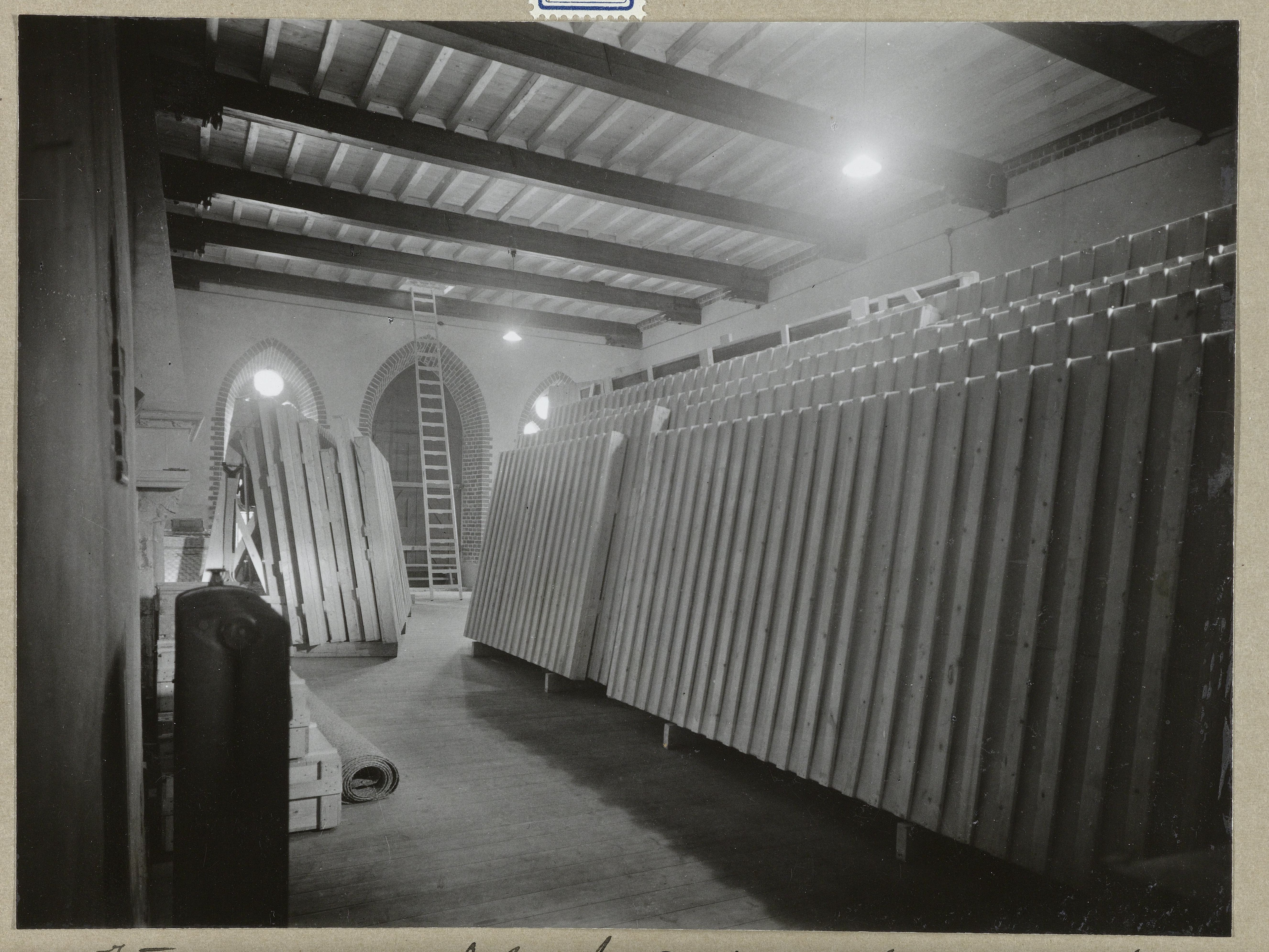
Stockage de peintures grand format dans la salle des chevaliers du château Radboud, 1939 à 1940.
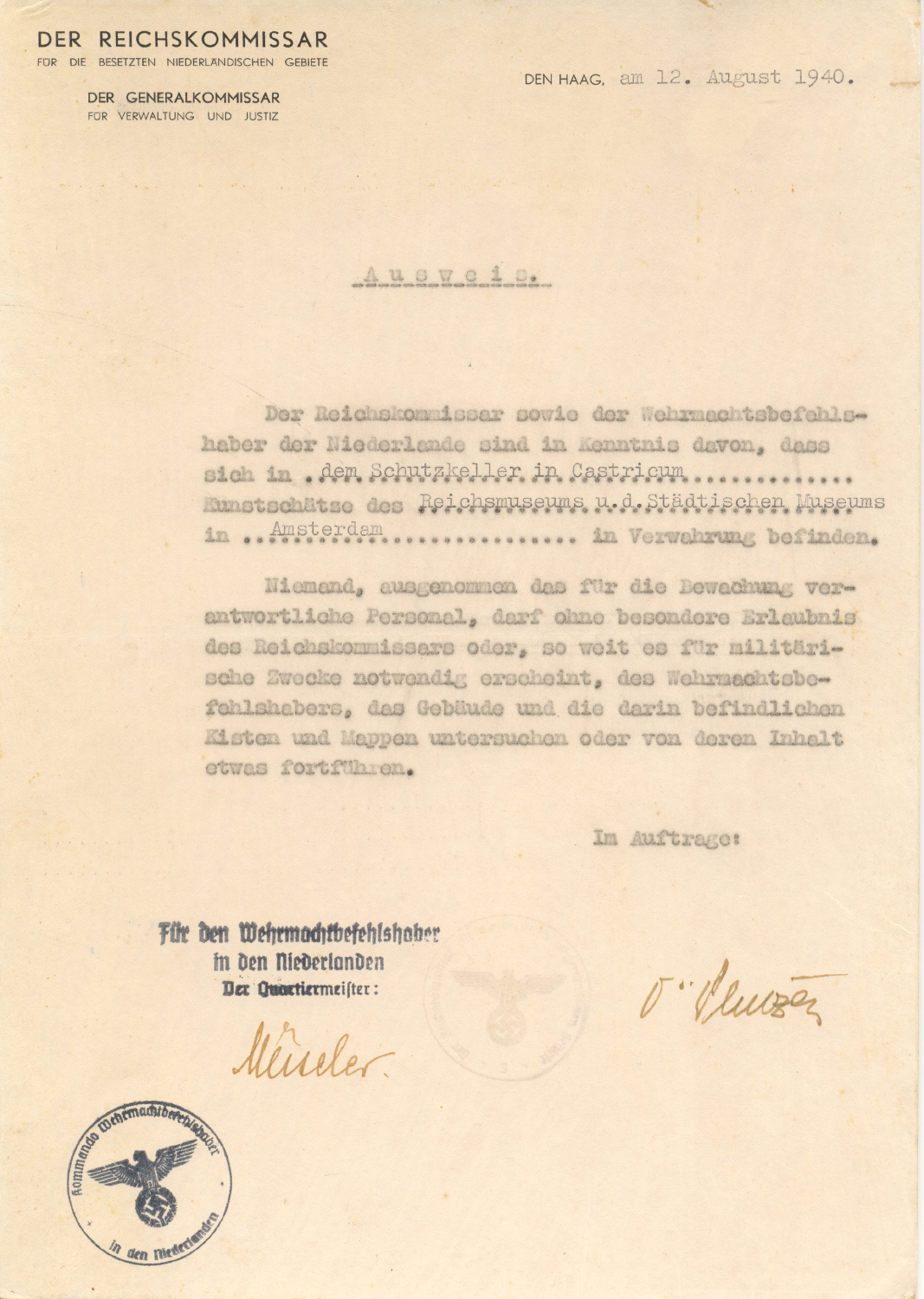
Instruction du commissaire du Reich pour les Pays-Bas, 12 août 1940.
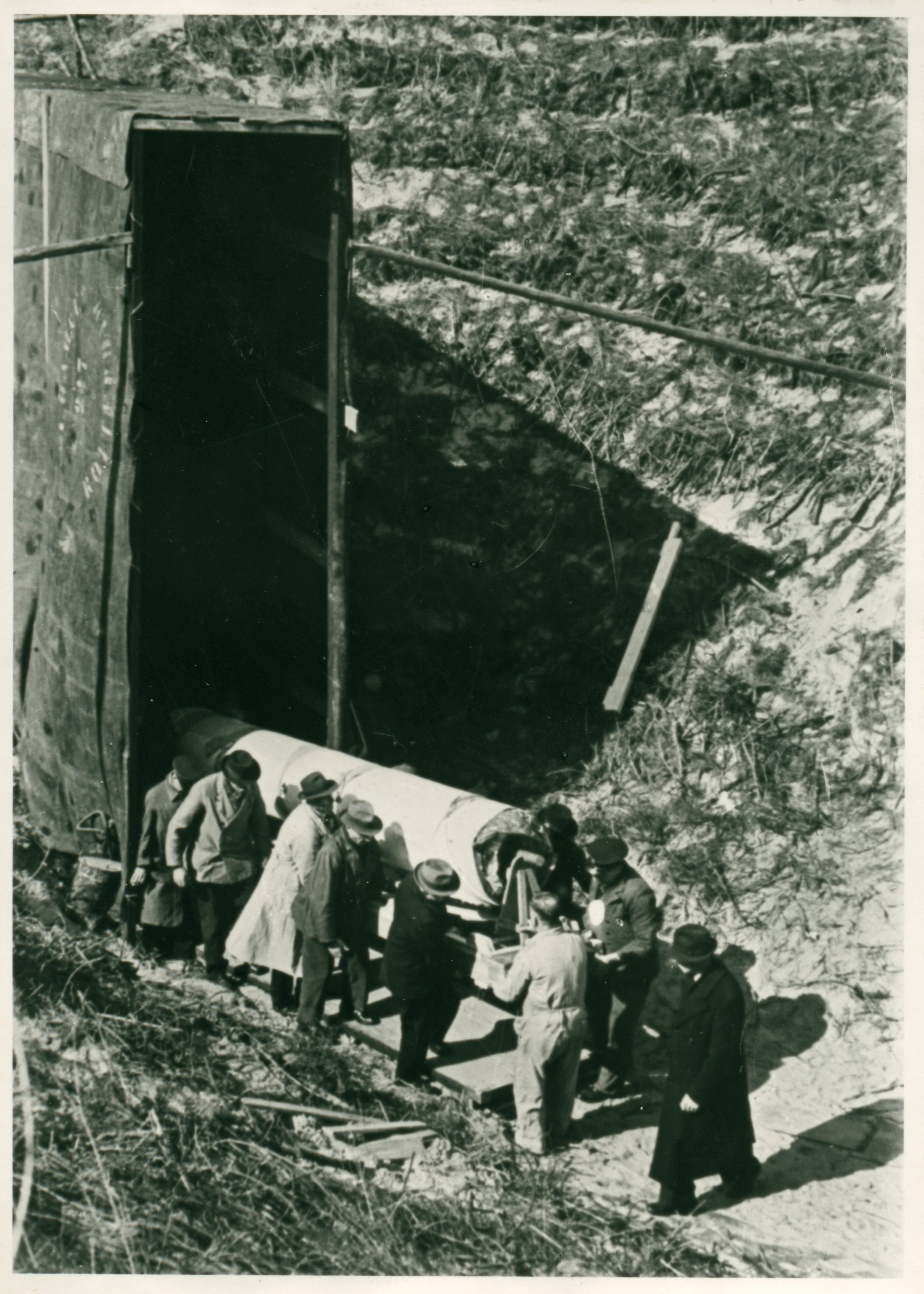
Transport de Castricum à Heemskerk, 1941.
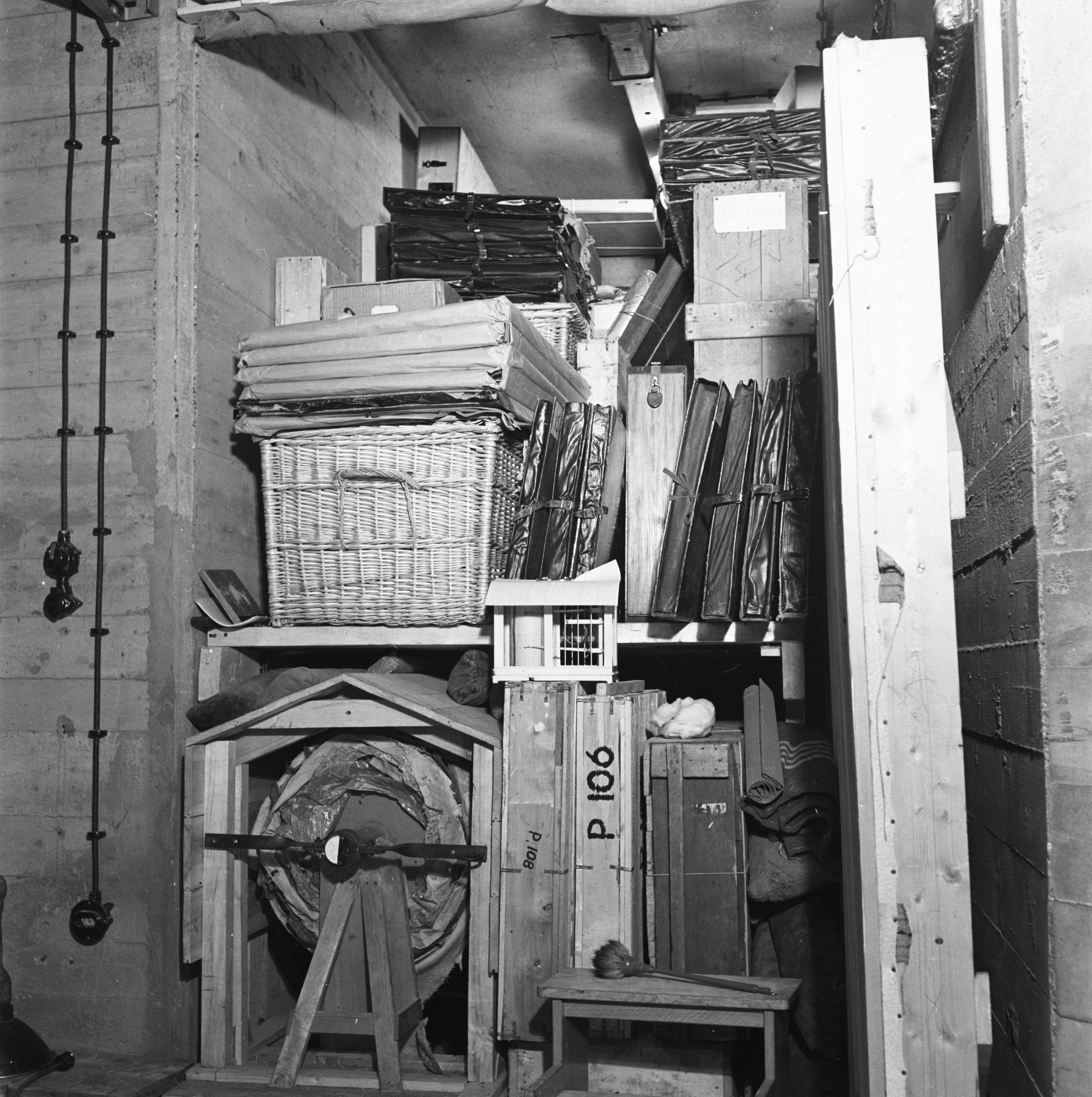
La Ronde de nuit enroulée (en bas à gauche) à la Montagne Saint-Pierre, 1942 à 1945.

### Depuis 1945
À son retour, La Ronde de nuit est accrochée à son ancien emplacement dans la Nachtwachtzaal (salle de la Ronde de nuit), où de juillet à septembre 1945, elle est la pièce la plus importante de l'exposition Weerzien der meesters in het Rijksmuseum (Réunion des anciens maîtres dans le Rijksmuseum). Dès 1947, le tableau doit à nouveau quitter sa salle pour être amené dans l'aile des imprimeurs du musée pour être restauré, car il est trop grand pour l'atelier de restauration. Le 9 juillet 1948, le transport de retour se fait par les rues autour du musée.
Après la restauration, La Ronde de nuit est d'abord accrochée à nouveau sur le côté de la Nachtwachtzaal. En 1984, le Rijksmuseum est rénové ; le tableau est en grande partie restauré dans son état de 1885. Il est accroché à son emplacement d'origine afin d'être à nouveau visible au fond de la Galerie d'Honneur.
Le 11 décembre 2003, La Ronde de nuit est déplacée vers un emplacement temporaire dans le Philipsvleugel du Rijksmuseum, l'aile sud du musée, en raison cette fois d'une rénovation majeure du musée. Le tableau est détaché de son cadre, enveloppé dans du stain-free paper, un papier ciré, disposé dans un caisse en bois qui a été placée dans deux housses de protection, conduit sur un chariot jusqu'à sa nouvelle destination, hissé et introduit dans son nouvel emplacement par une ouverture spéciale. Pendant la rénovation, il est visible dans son emplacement temporaire. Lorsque la rénovation est terminée, la peinture est remise à sa place d'origine dans la Nachtwachtzaal le 27 mars 2013, avec des mesures de sécurité strictes : la police boucle la zone autour du musée ; la peinture est placée dans une caisse en bois et une couverture protectrice est placée autour de celui-ci avec des capteurs qui enregistrent la température, l'humidité et les chocs ; un boîtier en acier de 300 kg et une couche isolante en mousse spéciale sont installés autour. Le Rijksmuseum Amsterdam rouvre le 13 avril 2013 et le tableau est visible à son emplacement d'origine dans le musée après presque dix ans d'absence.
En 2021, le tableau est exposé de juin à septembre avec les sections coupées recréées à l'aide de réseaux neuronaux convolutifs, un algorithme d'intelligence artificielle (IA), basé sur la copie de Lundens. La recréation est corrigée pour la perspective (Lundens devait être assis sur le côté gauche du tableau lorsqu'il a fait sa copie) et utilise des couleurs et des coups de pinceau comme ceux utilisés par Rembrandt. Les coupures du tableau placent les lieutenants au centre, alors que l'original les décale, marchant vers un espace vide désormais recréé, produisant une dynamique des troupes marchant vers la gauche du tableau. La peinture réduite de Rembrandt avec la reconstitution par IA des parties manquantes est exposée pendant trois mois. La peinture augmentée n'est pas exposée en permanence afin de ne pas « tromper » les spectateurs en leur faisant croire qu'ils voient l'original complet, les augmentations étant plus une interprétation scientifique qu'artistique,.

Depuis 1945
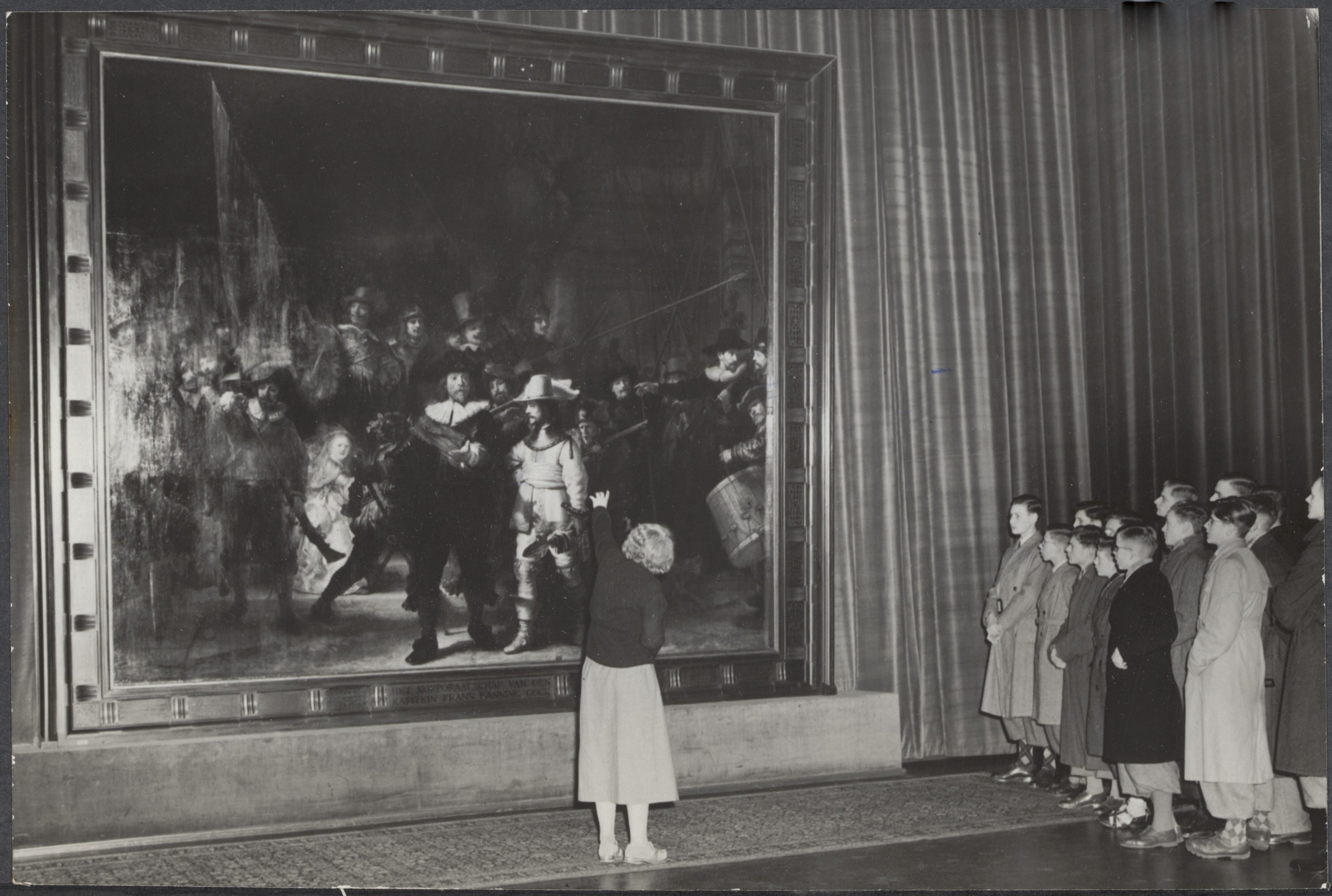
Présentation à des écoliers en 1952.
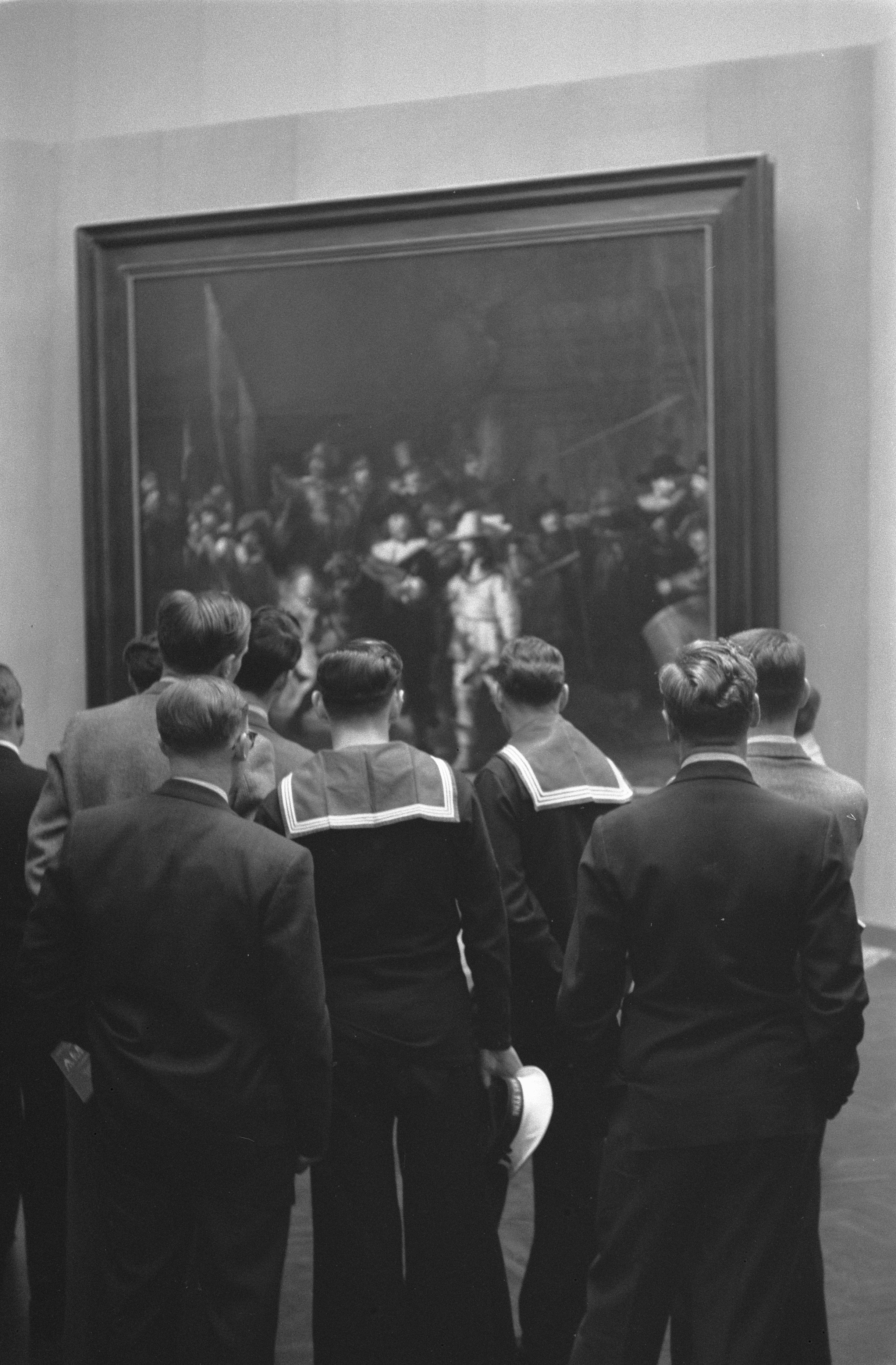
Octobre 1959.
Le tableau accroché dans la Nachtwachtzaal rénovée, juillet 1984.Le tableau accroché dans la Nachtwachtzaal rénovée, juillet 1984.
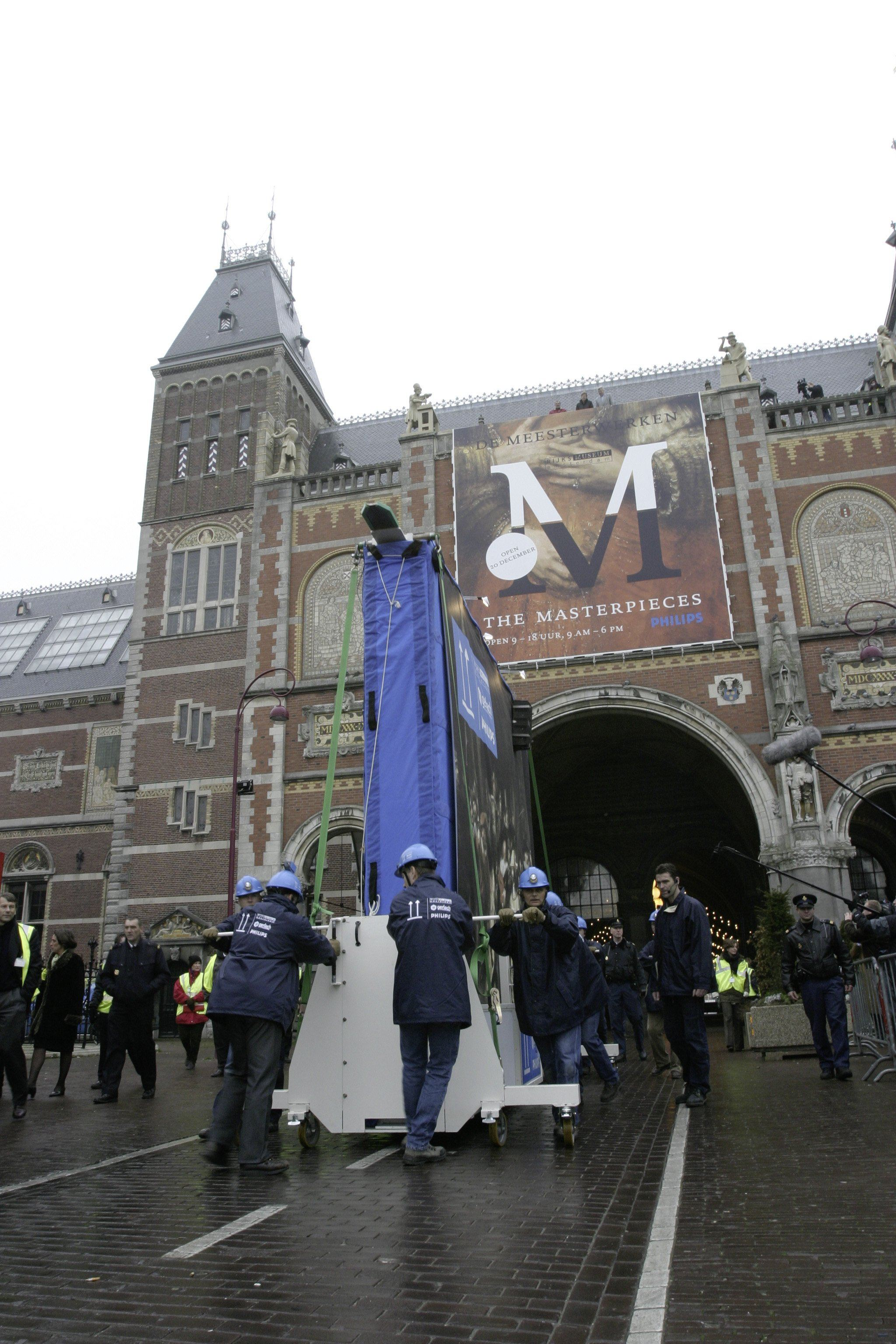
Transport dans l'aile sud du Rijksmuseum, 11 décembre 2003.

### Vandalismes, dégâts et restaurations
Au cours des quatre siècles de son existence, La Ronde de Nuit a dû être restaurée à plusieurs reprises pour réparer les dommages causés par la détérioration naturelle du matériau de support, les accidents et le vandalisme. L'accrochage dans les salles de fêtes des Kloveniersdoelen et du Palais royal l'a exposé au danger constant de dommages causés par les armes et par les réceptions et autres fêtes pendant près de deux siècles. On soupçonne que lorsque le tableau était encore accroché dans le Kloveniersdoelen, les miliciens ont négligemment endommagé la toile avec leurs piques et hallebardes. Comme d'autres œuvres célèbres, La Ronde de nuit a subi des tentatives de dégradation, notamment au couteau (1911, 1975) et à l'acide (1990). Pendant une grande partie de son existence, le tableau a été recouvert d'un vernis sombre, ce qui a donné l'impression erronée qu'il représentait une scène de nuit.
Schwartz énumère trois raisons pour lesquelles le tableau a été endommagé. La première est le vieillissement naturel qui, au fil des ans, a non seulement créé des fissures dans la surface de la peinture ; les processus chimiques ont également modifié la couleur et la luminosité. L'usure est le principal facteur qui a dégradé l'apparence de la toile, en particulier les ombres en général, mais aussi le groupe central en surbrillance. La deuxième cause, la plus spectaculaire, est le vandalisme. Une troisième cause de dommages est constituée par les accidents fortuits et les méthodes de restauration bien intentionnées mais désastreuses.

#### XVIIIeetXIXesiècles
Le premier dommage documenté, qui est aussi le plus grave, s'est produit en 1715, lorsque le tableau est transféré à l'hôtel de ville d'Amsterdam, l'actuel Palais royal. La peinture d'environ 4,02 mètres de haut et 5,10 mètres de large, doit être accrochée dans l'espace prévu entre deux portes. Des bandes sont donc coupées sur tous les côtés, en particulier sur le bord gauche où trois personnages sont supprimés. La surface du tableau est ainsi réduite d'environ vingt pour cent, les bandes qui ont été découpées sont aujourd'hui perdues. L'état d'origine ne peut être déduit que des deux copies du tableau réalisées avant la réduction, principalement celle peinte par Gerrit Lundens conservée à la National Gallery de Londres.
Dès 1717, le peintre et restaurateur Jan van Dijk signale que le tableau est en très mauvais état. Le motif est à peine reconnaissable en raison des nombreuses couches de vernis ; les garnitures du pourpoint jaune du lieutenant sont si empâtées « qu'on pouvait y râper de la noix de muscade ». Van Dijk note également que la scène est baignée d'un fort ensoleillement. En 1715 et 1751 (ou 1752), il procède à son nettoyage,.
Selon l'opinion courante, la décomposition de la toile nécessite son doublage tous les cent ans afin d'obtenir une base stable pour l'apprêt et les couches de peinture. Aucune documentation n'est parvenue à propos du premier doublage qui a lieu au XVIIIe siècle. Après son séjour à Amsterdam en 1837, Günther Gensler (1803–1884) déclare que le peintre et nettoyeur de tableaux Nicolaas Hopman (1794–1870) (Gensler écrit Hogman) a ensuite placé, entre autres, le tableau, très endommagé lors de sa visite, sur une nouvelle toile. Hopmann est peintre et travaille comme restaurateur privé pour le Mauritshuis et le Rijksmuseum entre 1841 et 1870. Les travaux sur La Ronde de Nuit ont lieu en 1851. Dans le passé, le placage était fait de telle manière qu'une couche de papier était d'abord collée du côté de l'image avec de la colle soluble dans l'eau. Au cours d'un traitement ultérieur, elle fixait la couche de couleur en place. Ensuite, de la colle organique était appliquée au dos de la toile ou, après son retrait, au dos de l'apprêt ; la nouvelle toile était posée et pressée sur l'ancienne toile avec un fer chaud sans bulles. Dans ce processus, il était essentiel de maintenir le fer en mouvement constant, sinon il laissait une empreinte irréversible sur la peinture. À la fin de la procédure, la couche de papier du côté de l'image était retirée avec de l'eau tiède. Le procédé assurait la préservation de la peinture, mais conduisait également au nivellement de la structure de surface,.
En 1889, le fils de Nicolaas Hopman, Willem Anthonij Hopman (1828-1910), travaille également comme restaurateur privé pour le Mauritshuis et le Rijksmuseum. Il nettoie et rafraîchit selon la méthode de Max Joseph von Pettenkofer : la surface de la peinture est d'abord frottée avec de l'éthanol pour éliminer les dépôts ; la couche de couleur est ensuite exposée à une combinaison de baume de copahu et de vapeurs d'éthanol, qui lisse le vernis craquelé, cassant ou terne et rend les couleurs à nouveau éclatantes. En 1896, un nettoyage à l'essence de térébenthine est effectué, toujours par Hopman.

#### XXesiècle

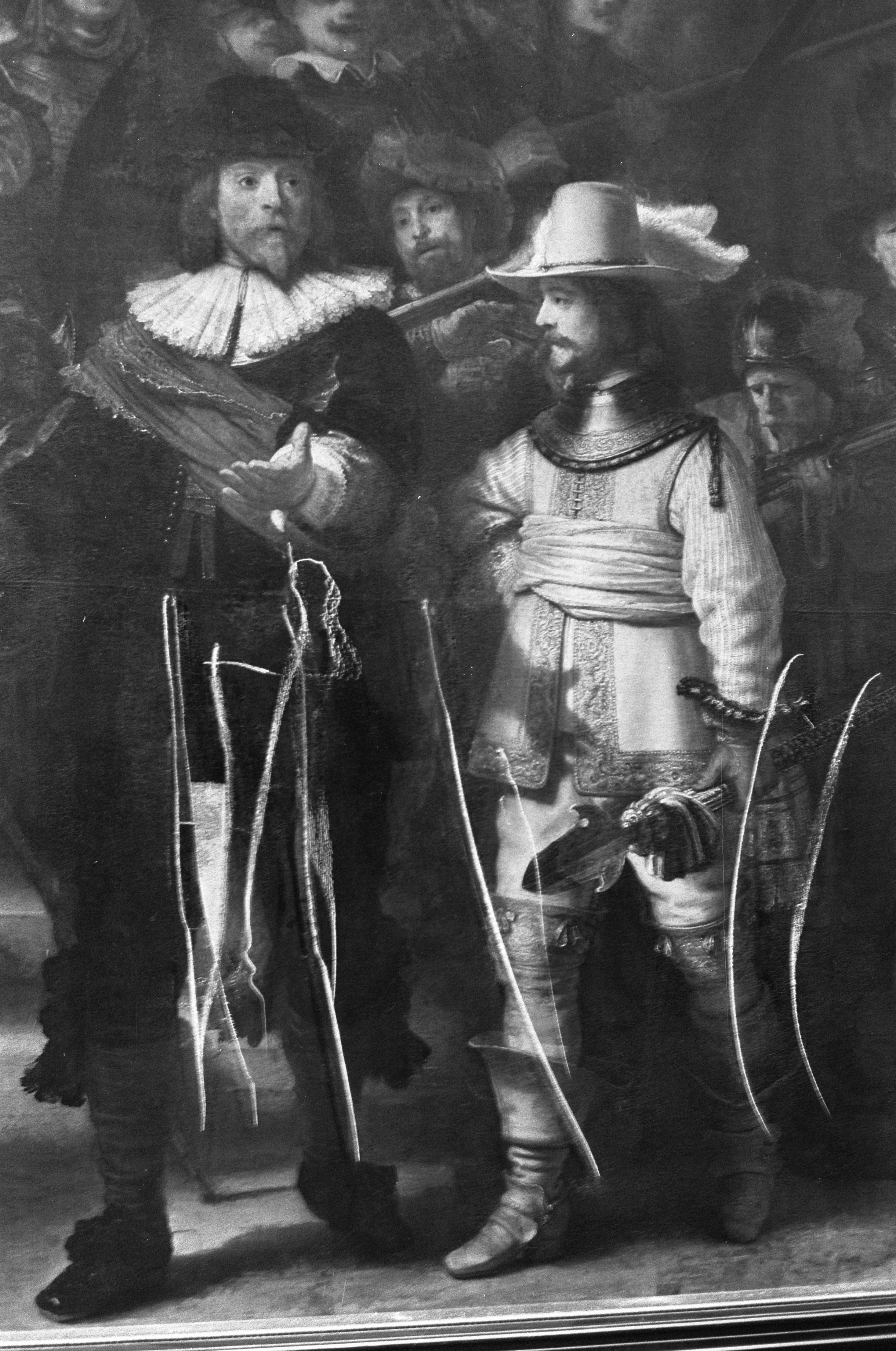
Détail des entailles de septembre 1975.

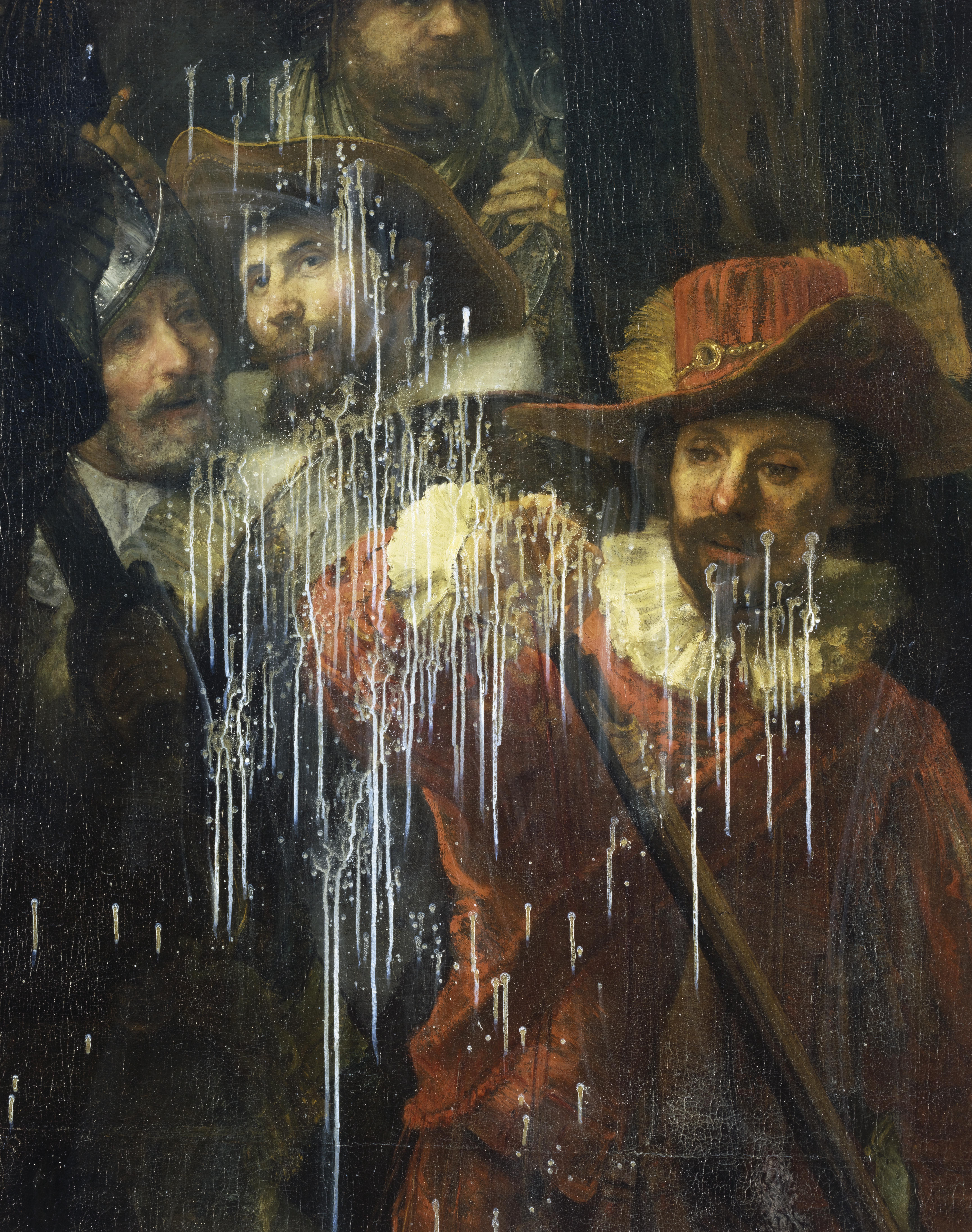
Le tableau après l'attaque à l'acide d'avril 1990.

Le tableau est restauré en 1906 à l'occasion du 300e anniversaire de Rembrandt. Le vernis est renouvelé par Hendrik Heydenrijk (vers 1848-1918), un employé qui a repris l'atelier de Hopman en 1900.
Le 13 janvier 1911, Roelof Antoon Sigrist, un cordonnier sans emploi et ancien officier de marine de 28 ans, pour protester contre son incapacité à trouver du travail, fait une entaille circulaire dans le vernis au milieu du tableau avec un couteau de cordonnier, sans endommager la couche picturale,. Les dommages au vernis ne sont que mineurs et peuvent être réparés sans laisser de traces permanentes. Sigrist déclare qu'il voulait ainsi se venger de l'État. Il est condamné à un an de prison,.
L'épaisse couche de vernis qui n'est enlevée que dans les années 1940, protège la peinture de tout dommage à cette époque,. Entre les années 1880 et la Seconde Guerre mondiale, le lissé et la transparence de la couche de vernis ont été améliorés par un traitement à l'éthanol. De plus, une infime quantité de pigments est perdue à chaque nettoyage depuis près d'un siècle.
Après la fin de la Seconde Guerre mondiale, l'état de La Ronde de Nuit, qui est restée enroulée pendant cinq ans et a été transportée plusieurs fois pendant cette période, fait l'objet d'un examen approfondi. Le 25 juin 1945, la toile est déroulée et nettoyée. La peinture n'a subi aucun dommage lors de son enroulement et de son déroulement, mais un nouveau doublage est recommandé. Le fait que Rembrandt ait utilisé une couche d'apprêt en quartz de sable et d'argile comme couche de base a joué un rôle à cet égard, Le tissu qui avait été fixé derrière en 1851 pour le renfort s'avère s'être détaché à quelques endroits. Cette toile était trop fine et de mauvaise qualité pour supporter la couleur et la toile d'origine. De plus, elle se compose de trois bandes horizontales, dont les coutures sont visibles de manière inquiétante du côté de l'image. Un nouveau support est réalisé dans l'atelier de restauration du Rijksmuseum. Un autre problème est le jaunissement et le noircissement de l'ancien vernis, qui ne peuvent être atténués que pendant une courte période par la retouche habituelle au baume de copahu et à l'éthanol, donnant l'impression que la peinture est vue à travers une vitre teintée de brun. L'ancien vernis est décapé en une fine couche et renouvelé. La restauration est dans l'ensemble accueillie positivement dans la presse. La forte différenciation désormais entre les couleurs et les tons donne à la peinture une profondeur qui avait été perdue dans le passé. La surface râpée de la couche de peinture, déjà remarquée par van Dyck au XVIIIe siècle, est à nouveau perceptible après le retrait de l’ancien vernis.
Le tableau est restauré avec succès pendant quatre ans, mais certaines marques des dommages sont encore visibles de près. Un examen approfondi lors de la restauration, qui utilise des radiographies, révèle plusieurs dommages anciens, 63 trous et déchirures réparés sont ainsi trouvés. En général, les dégâts ne sont pas graves. Il existe des trous sur le bord inférieur, sous le pied gauche du capitaine Cocq, dans la partie inférieure de la botte droite du lieutenant van Ruytenburgh et au milieu du tambour, qui ont été fermés avec des pièces en toile mesurant environ trois sur quatre cm lors de restaurations antérieures. Un quatrième trou rapiécé se trouve au milieu du corps du tireur vêtu de rouge, un cinquième à droite de la tête du garçon qui court. A droite de Jan Ockensen, le piquier en armure et chapeau haut de forme a une fente verticale d'environ 25 cm de long à travers son chapeau. Au bord supérieur, à environ 130 cm du côté droit, se trouve une autre fente verticale de même longueur. La restauration avait probablement eu lieu au XVIIIe siècle. L'un des trois premiers trous a été créé en 1843 lorsqu'un marteau de charpentier est tombé et a atteint la peinture alors que de nouveaux bancs étaient installés dans la Trippenhuis.
La restauration, qui dure de 1945 à 1947 et modifie fondamentalement l'aspect du tableau, n'est pas sans susciter de controverses. Avant la restauration, le peintre Jan Sluijters avertit qu'au fil des ans, un tableau acquiert un lustre spécifique qui le distingue de l'état dans lequel il était lorsqu'il a été achevé et l'améliore souvent ; il est bien sûr bon d'enlever la saleté, mais il faut faire attention à ne pas en enlever trop. Le peintre Carel Willink, membre de la commission qui a approuvé la restauration, exprime son enthousiasme : « La Ronde de nuit n'est plus un souvenir conservé avec respect dans un encadrement monumental. L'immense toile qui était devenue si indiciblement sale et sombre au cours des dernières décennies (...) renaît de ses cendres comme un phénix » ((en néerlandais : Niet langer is de Nachtwacht een pieteitvol bewaarde herinnering in een monumentale lijst. Het kapitale doek, dat in de laatste decennia zoo onuitsprekelijk vuil en donker geworden was (...) is als een Phoenix uit zijn asch herrezen). La peintre Lizzy Ansingh a une position critique, déplorant que La Ronde de nuit ait perdu son caractère unique et même son nom.
La nouvelle couche de vernis appliquée en 1947 vieillit prématurément, si bien qu'il est décidé de la remplacer au début des années 1970.
Dans l'après-midi du 14 septembre 1975, un enseignant au chômage de Haarlem, Wilhelmus de Rijk, fait douze entailles à la peinture d'une longueur allant de 39 à 100 cm de long dans la zone des figures du capitaine Frans Banninck Cocq et du lieutenant Willem van Ruytenburgh avec un couteau à pain. Certaines coupures n'endommagent que le vernis, d'autres pénètrent également la couche picturale et la toile d'origine, mais ne traversent pas le doublage. Dans l'entrejambe de Banninck Cocq, un morceau triangulaire de 28 cm de haut et de 6 cm de large est complètement sectionné. Le long des coupes, une perte considérable de couleur est constatée. L'agresseur est maîtrisé par le personnel du musée et un étudiant de Rotterdam et est envoyé dans un hôpital psychiatrique quelques jours plus tard. De Rijk, qui souffre de troubles psychiques, affirme « qu'il l'avait fait pour le Seigneur » et qu'il « avait reçu l'ordre de le faire ». Il se suicide en avril 1976, avant d'avoir pu être inculpé.
En raison des dégâts, les restaurateurs sont contraints de renouveler la couche extérieure de vernis. Il est décidé d'enlever également des restes d'anciennes couches de vernis en dessous. Les retouches mal exécutées sont immédiatement remplacées et d'autres dommages sont également réparés. Le couteau ayant traversé le tableau de part en part, la double-toile est replacée à l'arrière. Les travaux durent plus de huit mois au total.
Le 6 avril 1990, un malade mental néerlandais de 31 ans pulvérise de l'acide sulfurique sur la peinture à partir d'une bouteille. Le fait que l'acide n'attaque que la couche de vernis est dû à la présence d'esprit des gardiens qui aspergent le tableau d'eau déminéralisée et à une couche de vernis appliquée par précaution peu après l'attaque de 1975. Cet acte n'endommage pas trop la toile, qui peut être entièrement restaurée, seule la couche de vernis ayant été affectée.

#### Operation Nightwatch

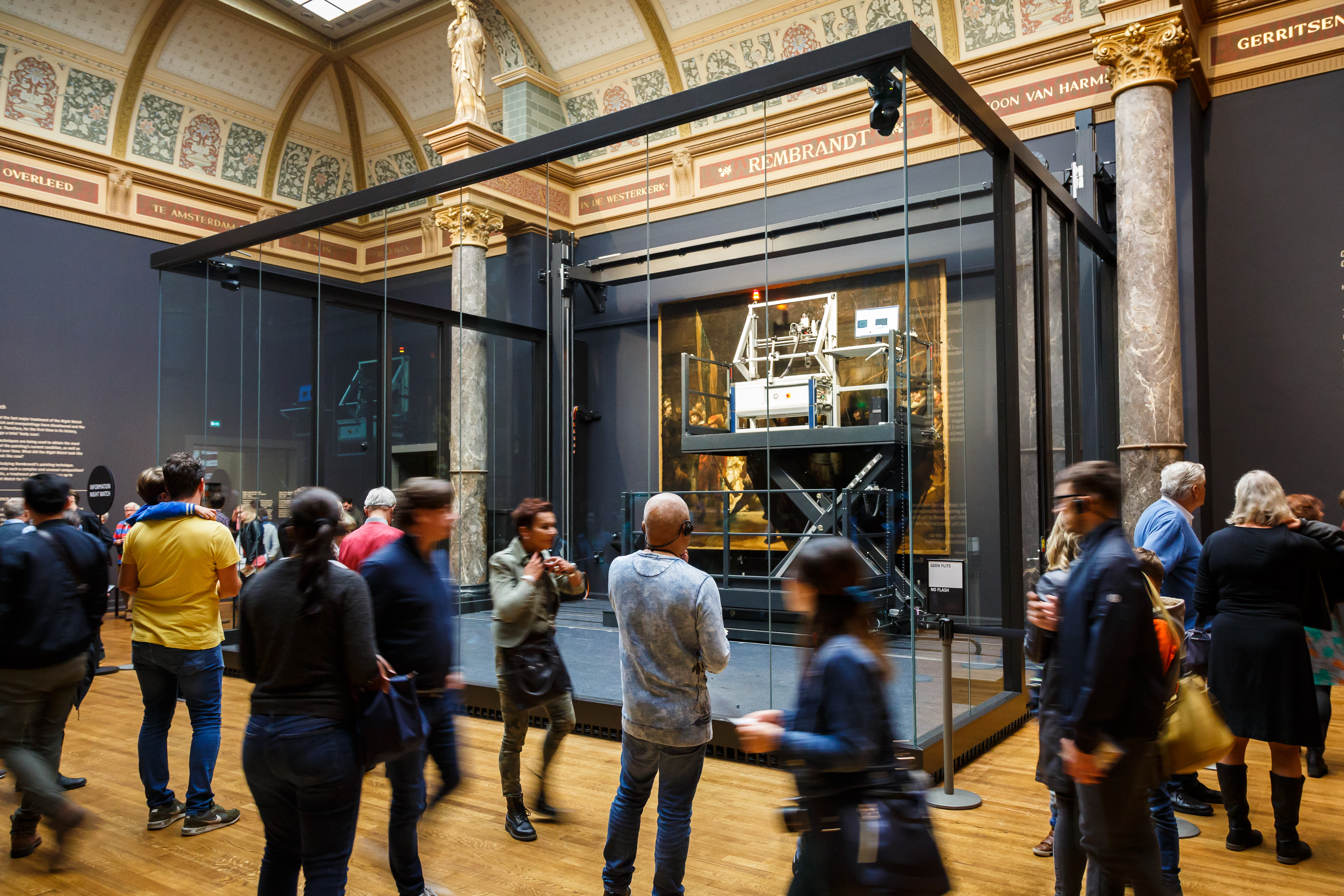
La peinture lors des travaux de restauration (Operation Night Watch) en octobre 2019.

Le 8 juillet 2019 commence la plus grande restauration jamais réalisée du tableau. Ce projet porte le nom d'Operation Nightwatch (« Opération Ronde de nuit ») et coûte plusieurs millions d'euros. Le public peut assister à la restauration au musée, dans une enceinte en verre spécialement conçue, construite et placée au Rijksmuseum. Elle fait l'objet d'une diffusion en direct sur Internet. Le projet constitue à déplacer la peinture de 337 kg dans l'enceinte à partir de la fermeture du musée le 9 juillet, puis de la photographier numériquement en haute résolution et de l'enregistrer à l'aide d'une spectrométrie de fluorescence des rayons X et d'une spectroscopie, « couche par couche et pigment par pigment », enfin de planifier les travaux de restauration en fonction de ce qui a été trouvé. Taco Dibbits, le directeur général du Rijksmuseum, a déclaré qu'en dépit d'y avoir travaillé pendant 17 ans, il n'avait jamais vu le haut du tableau : « Nous savons si peu de choses sur la façon dont [Rembrandt] a travaillé sur la réalisation de La Ronde de nuit. »,
L'équipe de 29 personnes chargées de l'opération comprend des restaurateurs, des conservateurs, des naturalistes et des photographes. Chaque jour de la semaine, trois membres de cette équipe travaillent sur le projet qui comprend successivement :
- la réalisation d'images radiographiques avec d'une spectrométrie de fluorescence des rayons X,
- l'examen avec une « loupe frontale » (qui grossit dix fois) et un microscope,
- la prise de 12 500 photos[129] avec une résolution si élevée qu'il est possible de zoomer « sur une surface cinq fois plus fine qu'un cheveu humain »[130]. Des images 3D sont également réalisées.

Le but de l'opération est d'en savoir le plus possible. L'équipe se pose des questions telles que :
- quelles peintures Rembrandt a-t-il utilisées et pourquoi ?
- comment la peinture a-t-elle changé depuis ?
- pourquoi y a-t-il un flou sur certaines parties ?
- la peinture s'est-elle assombrie ?

L'enquête préliminaire devait durer dix mois, mais en raison de la pandémie de Covid-19 aux Pays-Bas, durant laquelle les employés doivent garder une distance minimale de 1,5 mètre, cela prend plus de temps ; seuls deux employés peuvent travailler sur le tableau en même temps.
Le 13 mai 2020, dans le cadre de l'opération, le Rijksmuseum publie une image de 44,8 gigapixels du tableau réalisée à partir de 528 photographies fixes différentes. Le musée déclare : « Les 24 rangées de 22 images ont été assemblées numériquement à l'aide de réseaux neuraux ». L'image résultante de la peinture complète a une taille de 44,8 gigapixels, soit 44 804 687 500 pixels. La distance entre les pixels est de vingt micromètres (0,02 mm). Elle a été principalement créée pour que les scientifiques puissent voir la peinture à distance et suivre l'impact de son vieillissement. La photographie peut être consultée en ligne et agrandie dans les moindres détails.
Le 3 janvier 2022, le Rijksmuseum met en ligne une image de 717 gigapixels de La Ronde de nuit. La distance entre deux pixels est de cinq micromètres (0,005 millimètre). Pour cette image, un appareil photo Hasselblad H6D 400 MS de 100 mégapixels a pris 8 439 photos distinctes de 5,5 cm × 4,1 cm. Les photos ont ensuite été assemblées grâce à l'intelligence artificielle, aboutissant à un fichier de 5,6 téraoctets.
À l'été et à l'automne 2021, la toile est temporairement exposée dans son état d'origine, avec les pièces manquantes ayant été découpées vers 1715. Les bandes sont reconstitués à l'aide de l'intelligence artificielle et de la copie de Gerrit Lundens.
Avec les dernières techniques, une image est obtenue d'un premier croquis que Rembrandt a représenté sur la toile. Jamais auparavant une telle esquisse n'a été retrouvée dans un tableau de Rembrandt. Le croquis montre qu'il n'a apporté que quelques modifications mineures. Finalement, moins de lances ont été peintes et il semble qu'une épée supplémentaire n'apparaît plus dans le résultat final. Rembrandt a d'abord dessiné des plumes colorées sur le casque de Claes van Cruijsbergen, qu'il a ensuite retirées. Pieter Roelofs, responsable du département des Peintures et des Sculptures du Rijksmuseum, déclare à ce sujet : « Nous ne savons pas pourquoi il a changé d’avis mais peut-être parce que cela attirait trop l’attention sur ce personnage. » Il a utilisé un pigment contenant de l'arsenic pour la broderie des manches et de la veste du lieutenant Willem van Ruytenburgh. Un pigment utilisé plutôt dans la peinture italienne et dans les natures mortes mais jamais identifié auparavant dans la peinture de Rembrandt est découvert sur une des broderies du vêtement d’un protagoniste.
Le nuage de fumée immédiatement à gauche de la tête du capitaine Frans Banninck Cocq, qui est encore clairement visible sur la copie de Lundens, semble avoir disparu en raison de la corrosion. Le chien montre aussi des traces de corrosion : les couches supérieures de la peinture ont disparu, seul le croquis est visible. On pensait auparavant que l'apparence floue du chien était le résultat de réactions chimiques de la peinture. Rembrandt a utilisé du smalt, un pigment bleu qui est instable et a viré au brun au cours des siècles, notamment sur les parties désormais brunes du costume violet du mousquetaire qui tire, mais aussi pour les chaussettes du garçon tenant la corne à poudre. Le plomb dans la peinture a réagi avec l'huile dans certaines parties du tableau, causant des bosses blanches qui ont été enlevées dans le passé lors du nettoyage de la peinture ou qui sont tombées d'elles-mêmes. Il ne reste que des points noirs, visibles sur la joue gauche du capitaine d'armes Jan Adriaensen Keijser, situé entre Banninck Cocq et Van Ruytenburgh.
La restauration et la conservation à proprement dites, qui débutent en janvier 2022, ont pour objet de supprimer, notamment, les ondulations qui se sont formées sur la toile depuis un changement de cadre dans les années 1970, notamment dans le coin supérieur gauche. Le cadre en bois est remplacé par un cadre en aluminium qui exerce une légère pression sur la toile, espérant éviter ce type de dégradation à l’avenir,.

### Nouvel éclairage LED
Le 26 octobre 2011, le Rijksmuseum a dévoilé un nouvel éclairage LED durable de La Ronde de nuit. Cet éclairage est capable de restituer les fines nuances de la palette de couleurs complexe de la peinture pour la première fois.
Le nouvel éclairage utilise des lumières LED avec une température de couleur de 3 200 kelvin, similaire aux sources de lumière blanc chaud telles que l'halogène au tungstène, permettant un rendu proche de la lumière du jour. Il a un indice de rendu de couleur supérieur à 90, ce qui le rend adapté à l'éclairage d'objets tels que La Ronde de nuit. Pour Wim Pijbes, directeur du Rijksmuseum d'Amsterdam, le nouvel éclairage ramène l'œuvre à sa dynamique originelle et colorée. Des personnages qui étaient à peine visibles prennent tout leur relief ; l'éclairage permet notamment de distinguer des arches de pierre en arrière-plan.
Les spots halogènes qui l'éclairaient auparavant avaient l'inconvénient de réchauffer la toile de plus d'un degré Celsius. En utilisant le nouvel éclairage LED mis au point par Philips, le musée économise 80 % d'énergie et offre à la peinture un environnement plus sûr en raison de l'absence de rayonnement UV et de chaleur.

## Postérité

### Copies

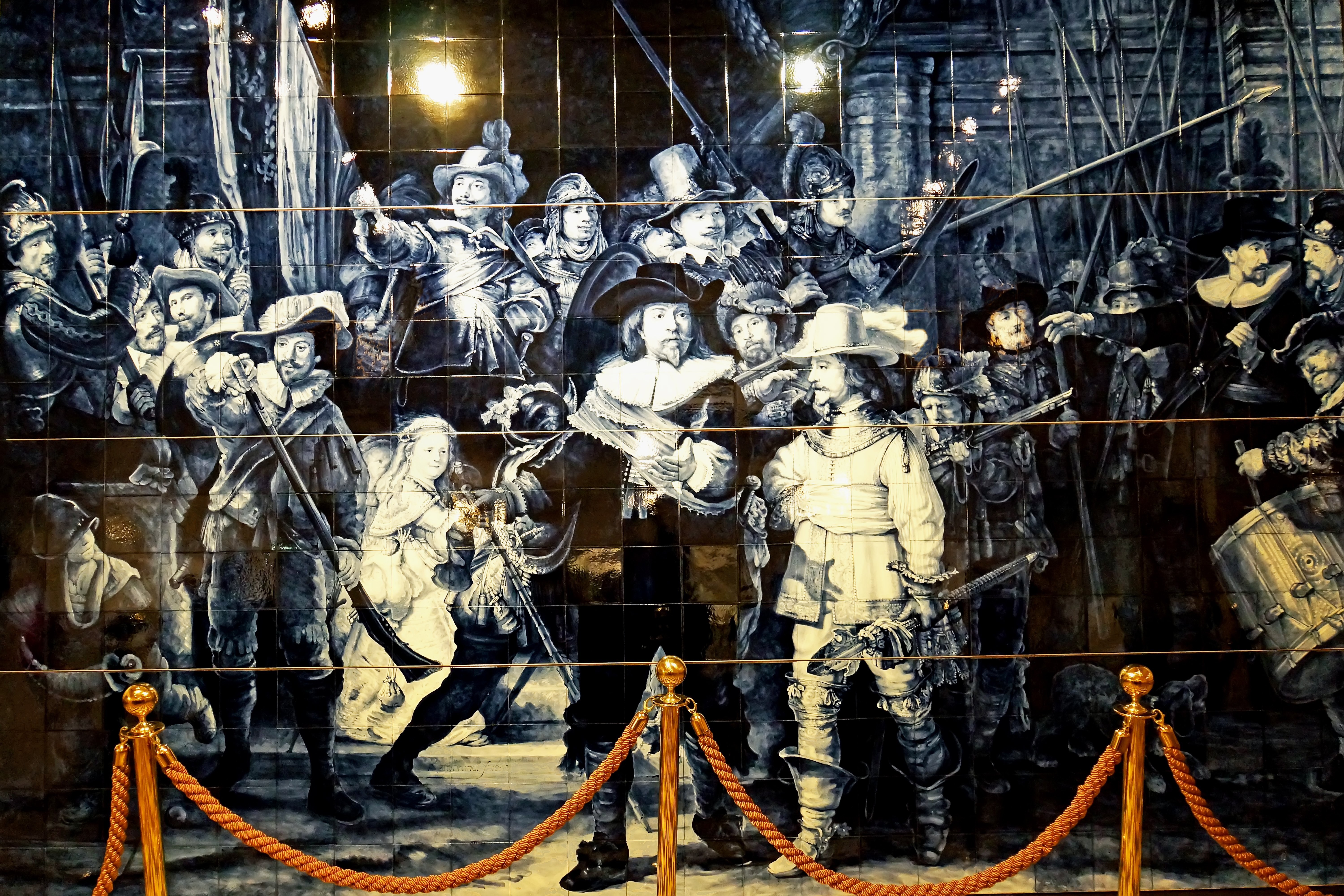
Version en faïence de Delft.

La plus ancienne copie survivante de La Ronde de nuit est une aquarelle commandée par Frans Banninck Cocq et attribuée à Jacob Colijn, dans l'album de la famille Banninck Cocq. La copie de Gerrit Lundens, peinte à l'huile sur bois probablement peu avant 1653, est également commandée par Banninck Cocq. Aujourd'hui, elle est en prêt permanent de la National Gallery de Londres au Rijksmuseum d'Amsterdam. En raison de la représentation des parties coupées en 1712, la copie est d'une grande importance pour l'histoire de l'art.
La Ronde de nuit, qui n'avait initialement suscité que peu d'attention, devient une œuvre populaire au XIXe siècle, ce qui peut être attribué à l'appréciation croissante de la peinture et de son peintre. Lors de l'accrochage à la Trippenhuis, entre 1815 et 1885, plusieurs copistes sont souvent présents avec leurs chevalets, ce qui perturbe la circulation des visiteurs. Plus tard, La Ronde de nuit est souvent reproduite sous forme d'impression et photographiée très tôt.
La seule copie grandeur nature dans le monde occidental est exposée par la Canajoharie Library & Art Gallery, à Canajoharie (village, New York), offerte à la bibliothèque au début du XXe siècle par le fondateur de la bibliothèque, Bartlett Arkell.
À Dalfsen, un peintre en bâtiment local, Jan van der Horst, réalise une copie fidèle de La Ronde de nuit entre 1985 et 1990. Cet exemplaire est accroché au café-restaurant Expo Madrid du village. Le tableau est également appelé De Nachtwacht van Dalfsen (La Ronde de nuitde Dalfsen).
La Ronde de nuit est également reproduite en bleu de Delft au De Koninklijke Porceleyne Fles (ou Royal Delft) aux Pays-Bas. Cette version se compose de 480 carreaux. Deux peintres de la manufacture ont travaillé simultanément à partir des extrémités gauche et droite de l'encadrement, et se sont rejoints au centre pour terminer la grande pièce. Après avoir terminé, les deux peintres ont reconnu que ce travail était difficile car ils n'utilisaient que du noir. Ils ont utilisé la couleur traditionnelle de l'oxyde de cobalt en ajoutant de l'eau pour créer des nuances plus claires. Une fois cuit à 1200 degrés Celsius, le matériau noir se transforme en bleu. Cette version de La Ronde de nuit aurait été achetée par un acheteur inconnu puis donnée au musée en prêt pour être exposée au public. Le motif du tableau est également proposé par l'entreprise sous forme réduite en sérigraphie et peint à la main.

Copies de La Ronde de nuit
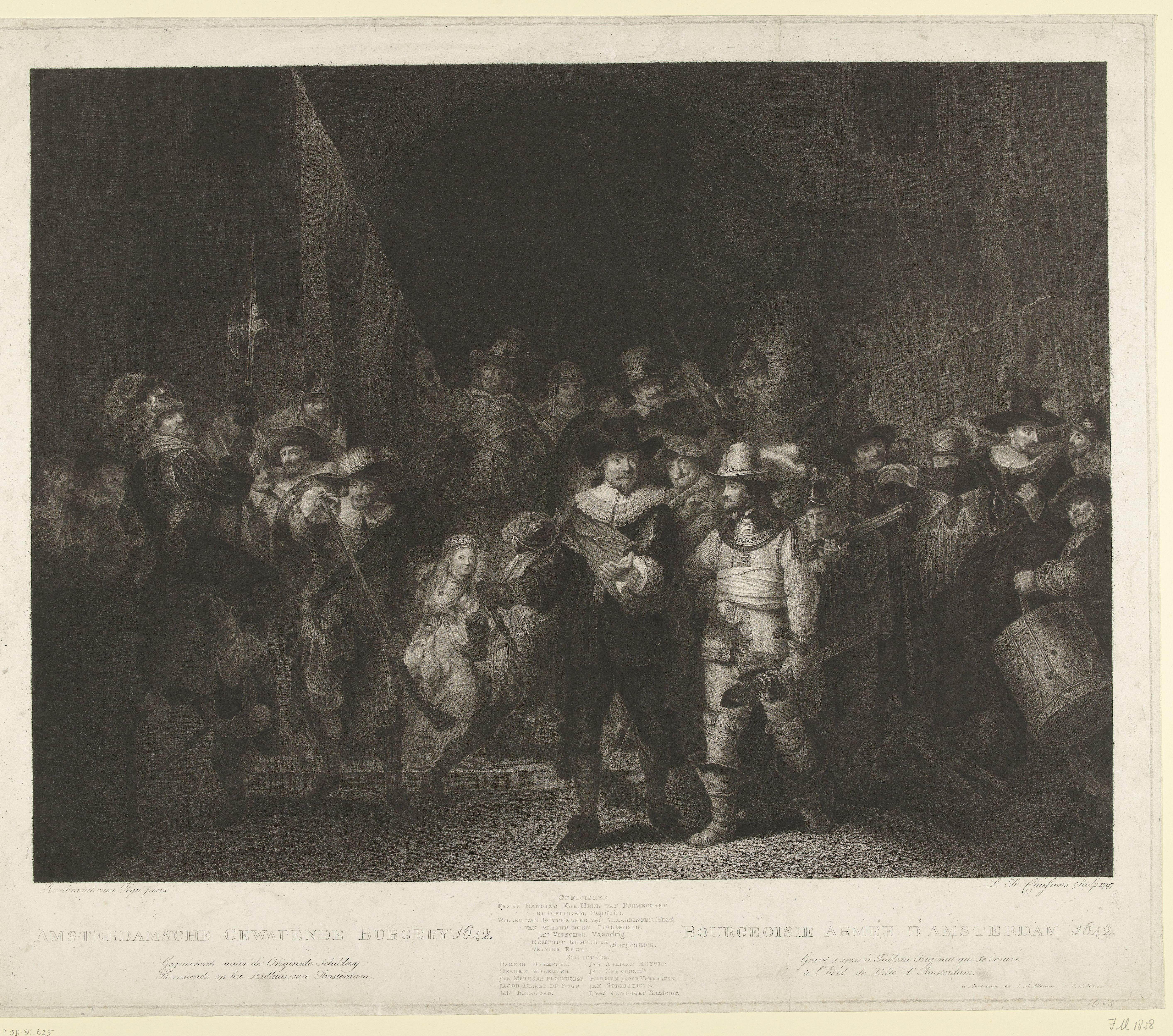
Lambertus Antonius Claessens, La Ronde de nuit de Rembrandt, 1797, eau-forte, 56,2 × 66,3 cm.
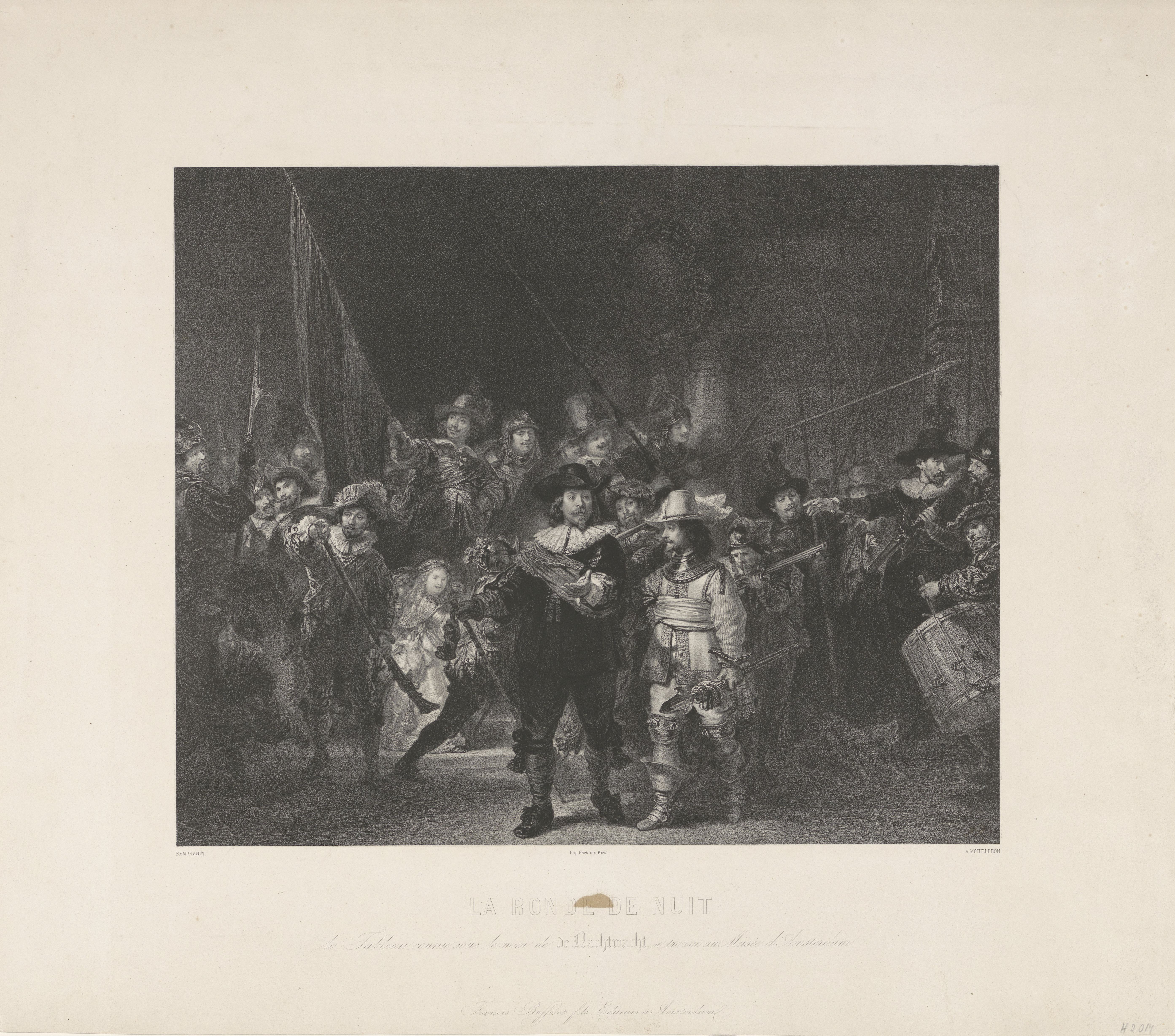
Adolphe Mouilleron, La Ronde de Nuit, 1854, lithographie, 39,8 × 48,3 cm.
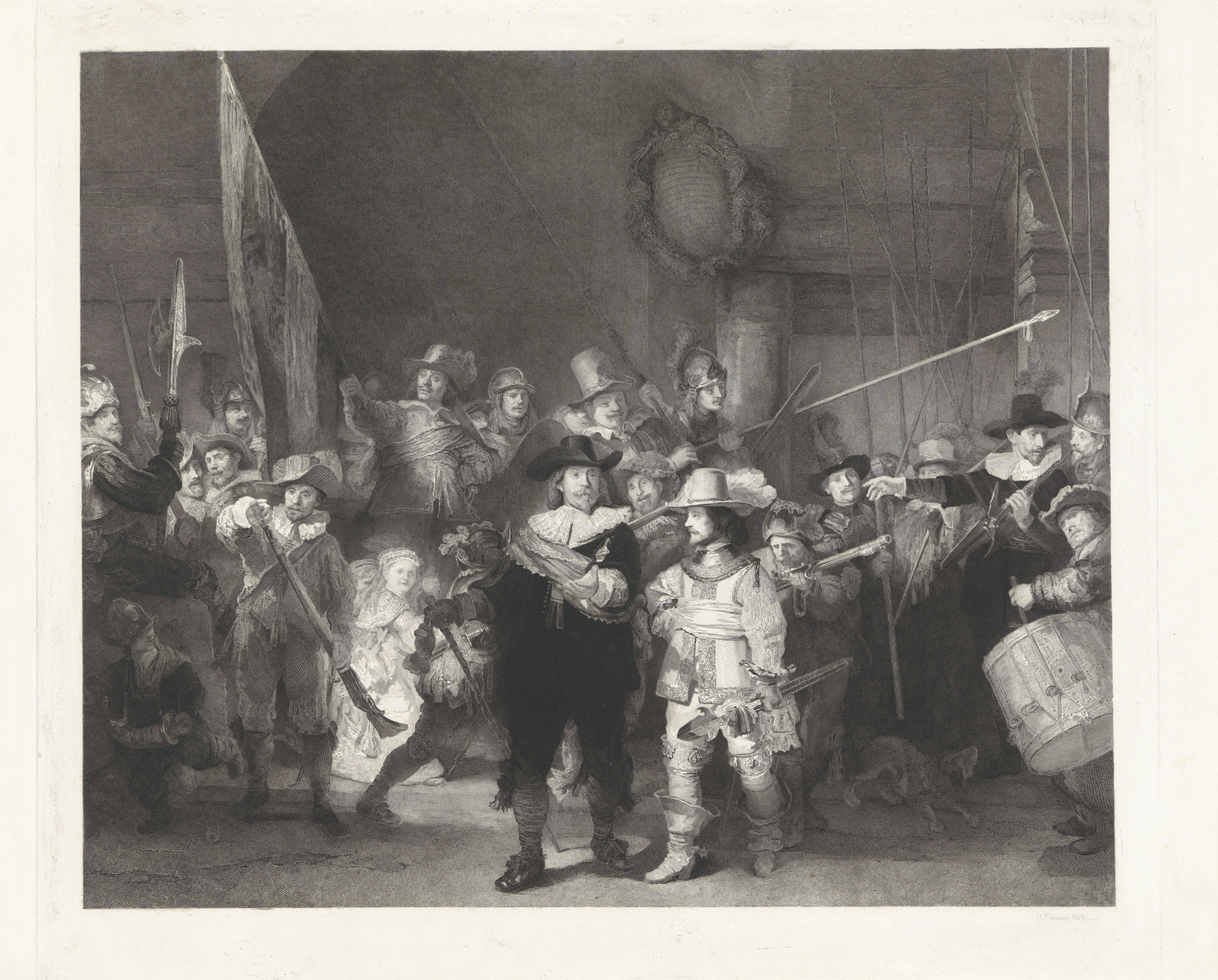
Johann Wilhelm Kaiser, La Ronde de Nuit, 1864, eau-forte, 58,2 × 67,7 cm.
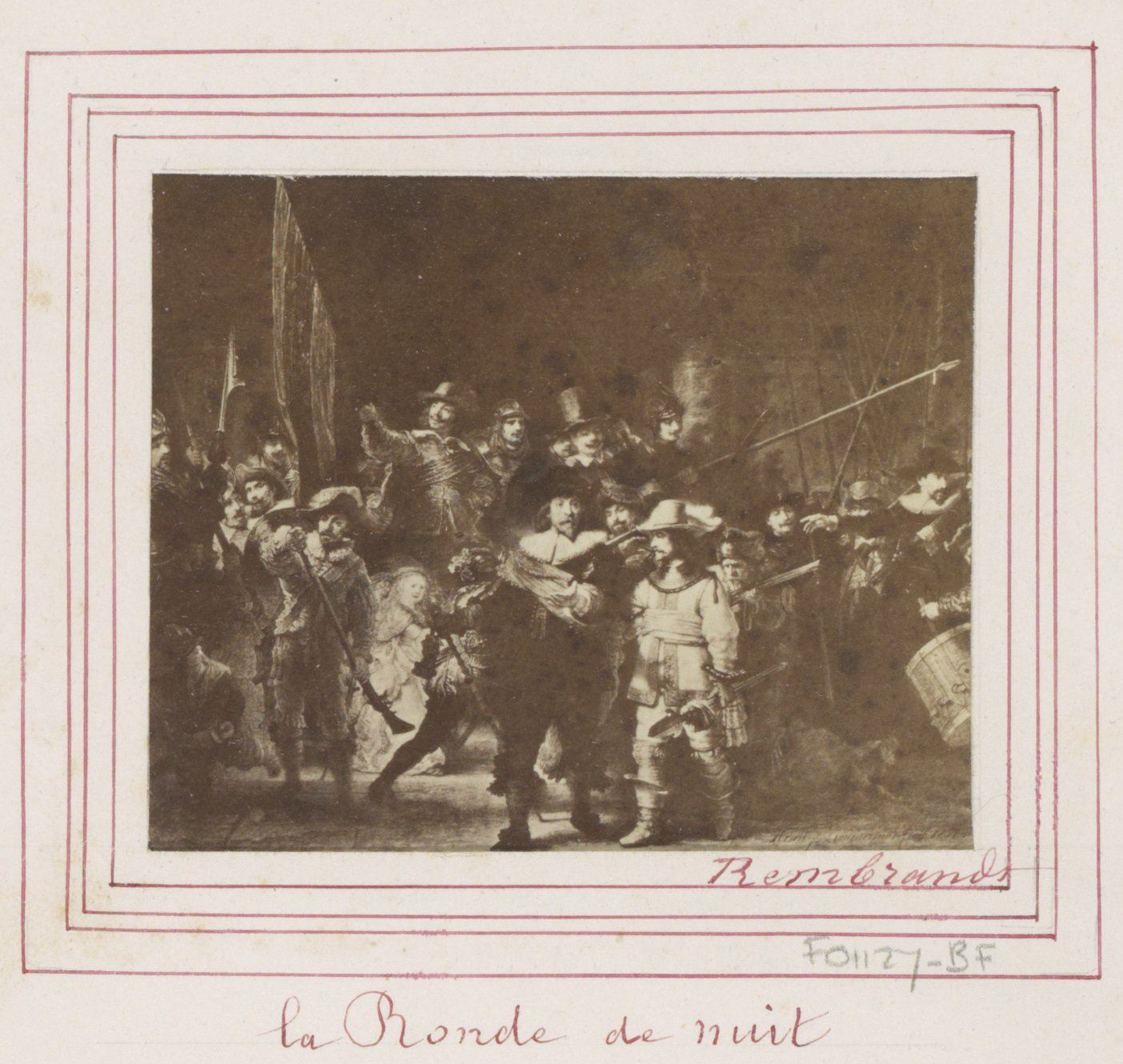
photographie anonyme, v. 1865-1875.

### Peinture

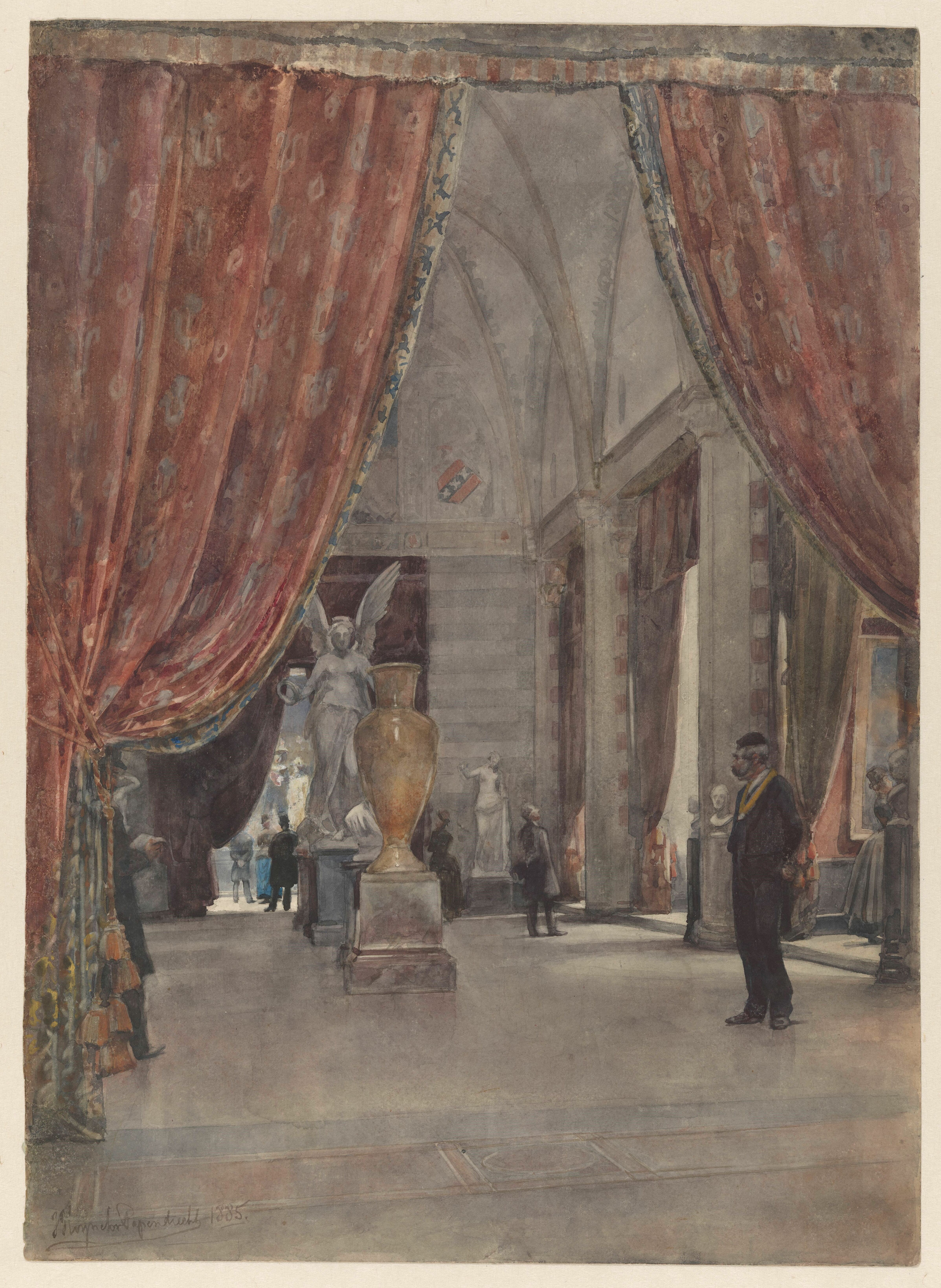
Jan Hoynck van Papendrecht, Galerie d'honneur du Rijksmuseum Amsterdam, 1885, aquarelle sur papier, Rijksmuseum Amsterdam.

En 1885, La Ronde de nuit rejoint les tableaux représentés dans des tableaux, lorsque le peintre suédois August Jernberg (1826-1896), émigré en Allemagne, réalise un tableau d'après une esquisse de 1872 de la salle det la Trippenhuis, où La Ronde de nuit est accrochée. Il représente les visiteurs debout devant la toile.
À l'occasion de l'ouverture du Rijksmuseum Amsterdam, Jan Hoynck van Papendrecht, qui deviendra plus tard connu comme peintre militaire, peint une aquarelle de la galerie d'honneur, qu'il offre en cadeau au directeur du Rijksmuseum, Frederik Obreen. En arrière-plan, en grande partie caché par un rideau, se trouve La Ronde de nuit. L'aquarelle a été acquise sur le marché de l'art par le Rijksmuseum Amsterdam en 2002.

### Photographie
En 2019, une reconstruction photographique est réalisée par Julius Rooymans, appelée Nachtwacht360 en utilisant des sosies.

### Philosophie
Maurice Merleau-Ponty fait référence à La Ronde de nuit dans son essai de 1960 L'Œil et l'Esprit. Il écrit que « [l]a spatialité du capitaine se situe à la rencontre de deux lignes de visée incompossibles l'une avec l'autre. Tous ceux qui ont des yeux ont, à un moment ou à un autre, été témoins de ce jeu d'ombres, ou quelque chose de semblable, et ont été amenés par lui à voir un espace et les choses qu'il contient. »

### Musique
L'œuvre a inspiré des œuvres musicales aussi bien classiques que rock, notamment le deuxième mouvement de la Symphonie no 7 de Mahler.
En 1942, le compositeur néerlandais Henk Badings écrit son opéra De Nachtwacht sur la vie de Rembrandt.
Dans la chanson The Night Watch, extraite de l'album Starless and Bible Black du groupe de rock progressif King Crimson sorti en 1974, le parolier Richard Palmer-James se réfère à la peinture pour capturer une période clé de l'histoire néerlandaise, quand, après une longue période de « guerres espagnoles », les commerçants et autres membres de la bourgeoisie peuvent se pencher sur leur vie intérieure et se concentrer sur les résultats tangibles des efforts de leur vie. La chanson adopte un certain nombre de perspectives, y compris celles des sujets principaux, de l'artiste lui-même et celle d'un spectateur moderne de la peinture, et dresse un miniportrait de l'émergence de la classe moyenne supérieure moderne et de la culture consumériste. La chanson présente ce portrait de la peinture et la société néerlandaise avec une touche habile et, bien qu'elle ne soit pas entièrement approbatrice, son ton est positif.
The Shooting Company du capitaine Frans B. Cocq figure sur l'album de 2000 Universal Migrator Part 1: The Dream Sequencer, le quatrième album du projet musical Ayreon du musicien néerlandais Arjen Anthony Lucassen. Dans les paroles de la chanson, le porte-étendard décrit la scène représentée dans La Ronde de nuit.

### Films
Le film biographique Rembrandt d'Alexander Korda de 1936 dépeint le tableau, montré par erreur dans sa forme tronquée en 1715, comme un échec à son achèvement, perçu comme ridiculisant ses sujets indignés. Dans le long métrage britannique, avec Charles Laughton dans le rôle-titre, l'intrigue est basée sur la réalisation de La Ronde de nuit et son rejet par le client. Le scénario est écrit par Carl Zuckmayer et traduit en anglais par Lajos Biró.
Dans le film Passion de Jean-Luc Godard en 1982, La Ronde de nuit est reconstituée avec des acteurs. Godard compare explicitement son film à la peinture de Rembrandt, les décrivant tous deux comme « pleins de trous et d'espaces mal remplis ». Il demande au spectateur de ne pas se concentrer sur la composition globale, mais d'aborder son film comme on le ferait avec un Rembrandt et de « se concentrer sur les visages ». Le long métrage franco-suisse met en scène une équipe de tournage fictive reconstituant les scènes d'une série de peintures importantes avec des acteurs filmés dans un espace tridimensionnel sous différentes perspectives et avec un éclairage différent. La Ronde de nuit est l'un des tableaux ainsi représentés. Le spectateur peut difficilement comprendre la représentation tridimensionnelle du tableau, puisque seules des sections du tableau sont montrées dans de courtes séquences, qui alternent avec des scènes où une actrice principale travaille dans une usine.
La Ronde de nuit est un élément majeur de l'intrigue du film éponyme de 1995, Night Watch, qui se concentre sur le vol du tableau.
Le tableau fait l'objet d'un film de 2007 du réalisateur Peter Greenaway intitulé La Ronde de nuit, dans lequel le film postule un complot au sein du régiment de mousquetaires de Frans Banning Cocq et Willem van Ruytenburch, et suggère que Rembrandt a peut-être immortalisé une théorie du complot en utilisant une allégorie subtile dans son portrait de groupe du régiment, subvertissant ce qui devait être une commande très prestigieuse à la fois pour le peintre et le sujet. Le film parle des trois femmes de Rembrandt et des conséquences de la peinture La Ronde de nuit pour l'artiste. Le film devait initialement sortir pendant l'« année Rembrandt », quatre cents ans après la naissance du peintre, mais est finalement sorti en 2008. La même année, Greenaway dépeint les personnages de La Ronde de nuit dans une installation au Rijksmuseum. Son film de 2008 Rembrandt's J'accuse est une suite ou un suivi, et reprend la même idée, en utilisant une analyse extrêmement détaillée des éléments de composition de la peinture. Dans ce film, Greenaway décrit La Ronde de Nuit comme (actuellement) le quatrième tableau le plus célèbre du monde occidental, après La Joconde, La Cène de Léonard de Vinci et le Plafond de la chapelle Sixtine.

### Documentaires
En novembre 1940, Andor von Barsy réalise le documentaire Rembrandt im Bunker (en néerlandais : Rembrandt in de schuilkelder), achevé en 1946, avec pour sujet l'« évasion » de La Ronde de nuit et d'autres trésors artistiques pendant la Seconde guerre mondiale.
En 2004, outre Gary Schwartz, Egbert Haverkamp-Begemann et Ernst van de Wetering, un certain nombre d'autres spécialistes de Rembrandt et des artistes interviennent dans un documentaire de cinquante minutes de la troisième saison de la série de la BBC The Private Life of a Masterpiece.

### Séries et jeux vidéo
Dans la saison 21 de The Amazing Race, une tâche des équipes est de recréer La Ronde de nuit en utilisant des acteurs.
Le tableau apparaît dans l'épisode 3 de la saison 2 de Sense8 de Netflix.
La peinture apparait dans l'épisode 5 du drama coréen Goblin de 2016, dans la collection d'art du personnage Goblin/Kim Shin (Gong Yoo).
Le tableau apparait dans le jeu vidéo de 2022 Horizon Forbidden West de Guerrilla Games dans le coffre-fort d'art de Tilda van der Meer.
La Ronde de nuit apparaît dans tous les jeux de la série Animal Crossing, sous le nom d'« amazing painting ».

### Littérature
La Ronde de nuit est parodiée sur la couverture britannique du roman de 2002, Ronde de nuit de Terry Pratchett. L'illustrateur de la couverture, Paul Kidby, rend hommage à son prédécesseur Josh Kirby en le plaçant dans le tableau, dans la position où Rembrandt se serait lui-même peint. Une copie de la peinture originale apparaît sur la quatrième de couverture du livre,,. L'intrigue ne contient aucune référence à La Ronde de nuit.
En 2006, La Ronde de nuit a inspiré l'œuvre littéraire A Ronda da Noite de l'écrivaine portugaise Agustina Bessa-Luís.
L'Intrus de la Ronde de nuit, est une histoire de la série Suske en Wiske où la peinture joue un rôle de premier plan. L'album parait en 2006 pour la 400e année de naissance de Rembrandt. L'histoire présente également d'autres œuvres bien connues, telles que La Leçon d'anatomie du docteur Tulp ; les héros de la bande dessinée prennent inconsciemment des poses du chef-d'œuvre de Rembrandt. Il a été déclaré en plaisantant que le personnage inconnu, dont la tête n'est que partiellement visible, est en réalité Lambic, qui a conclu un accord avec Rembrandt pour pouvoir encore apparaître sur la toile. Dans le même album, Jérôme, homme doté de capacités surhumaines, fait la remarque cynique à la fin de leur aventure à Amsterdam au XVIIe siècle que pour sortir la toile, ils devront la couper, l'idée horrifie Rembrandt mais ironiquement, c'est ce qui arrivera.

### Sculpture

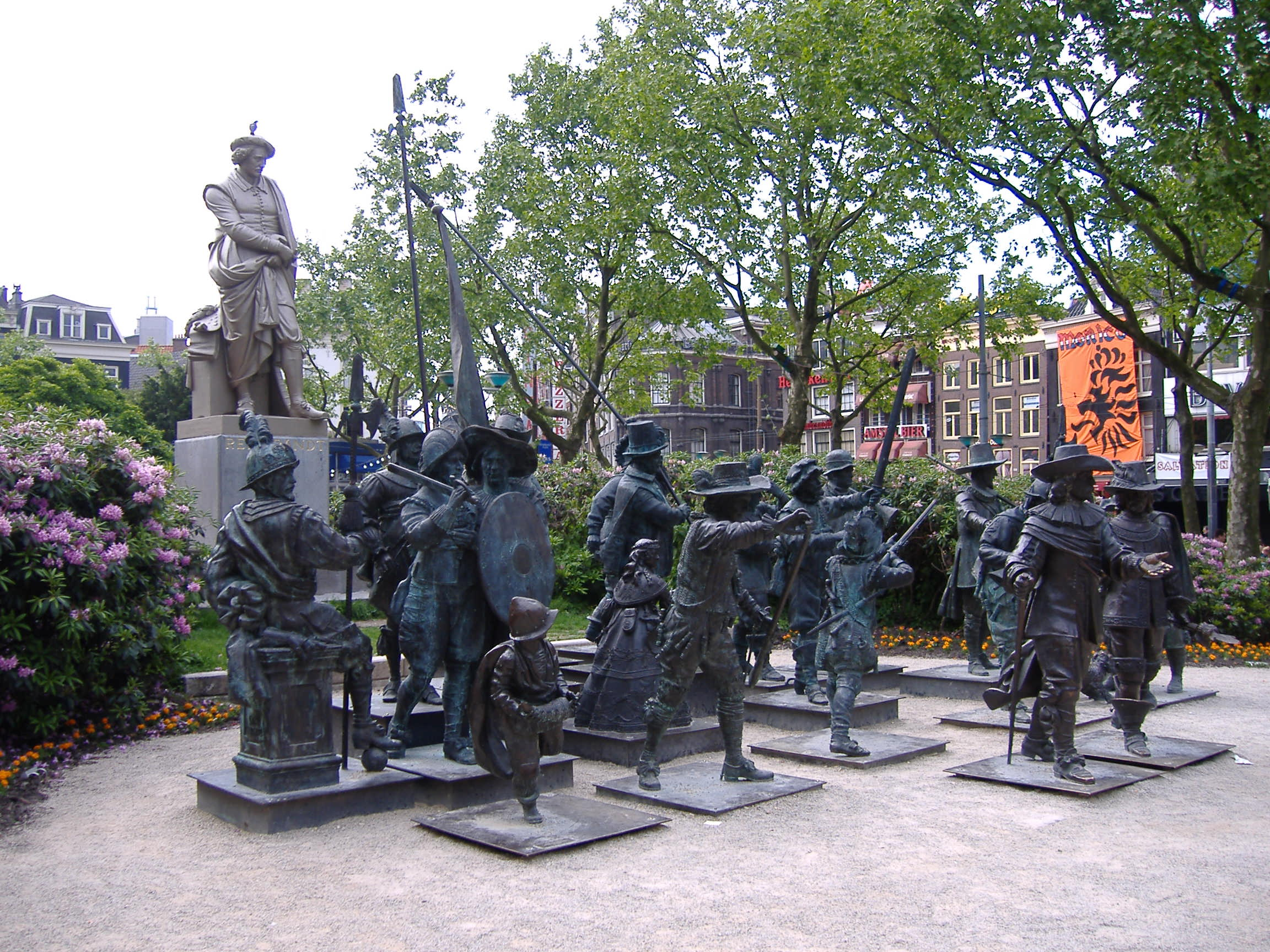
Sculptures de La Ronde de nuit au Rembrandtplein à Amsterdam en 2006-2009.

Les sculpteurs russes Mikhail Dronov et Alexander Taratynov ont créé une représentation en bronze du célèbre tableau (en néerlandais : Nachtwacht 3D ou De Nachtwacht in drie dimensies), qui est exposé sur la Rembrandtplein d'Amsterdam de 2006 à 2009. Après avoir été exposées dans d'autres lieux, les sculptures y reviennent en 2012 et sont désormais installées en permanence devant la statue de Rembrandt en fonte de Louis Royer de 1852.

### Tableaux vivants et flash mob
Pour marquer la réouverture du Rijksmuseum Amsterdam rénové en avril 2013, un groupe d'acteurs s'est produit dans un centre commercial très fréquenté de Bréda sous le titre Nos héros sont de retour (en néerlandais : Onze helden zijn terug!), lançant un flash mob publié le 1er avril 2013 sur YouTube. Au cours de celui-ci, des participants déguisés en personnages de La Ronde de nuit se sont précipités, ont pris les poses appropriées et ont reconstitué La Ronde de nuit derrière un cadre. Cette forme d'art créée au XXIe siècle présente des similitudes avec les tableaux vivants du XIXe siècle. À cette époque, les associations d'amateurs d'art organisaient souvent des performances scéniques dans lesquelles des peintures importantes ou d'autres œuvres d'art étaient recréées. En 1852, après l'inauguration du monument Rembrandt créé par Louis Royer, une Ronde de nuit est reconstituée au théâtre d'Amsterdam, devant laquelle Royer est couronné d'une couronne de laurier. L'association artistique de La Haye, le Pulchri Studio, s'est produite le 23 avril 1864 avec, entre autres, La Ronde de nuit comme tableau vivant.

### Valeur monétaire
La valeur monétaire du tableau ne peut être déterminée. Il n'est pas, et n'a jamais été, à vendre. La milice qui a commandé à Rembrandt à l'époque est une institution municipale, et La Ronde de nuit appartient depuis à la ville d'Amsterdam, en « prêt perpétuel au Rijksmuseum ». L'émission télévisée De Rekenkamer, diffusée le 9 septembre 2011, l'a estimé pour une valeur à plus de 500 millions d'euros.

### Expositions
La Ronde de nuit fait partie intégrante de l'exposition permanente du Rijksmuseum Amsterdam. En raison de son importance majeure pour le Rijksmuseum, la ville d'Amsterdam et les Pays-Bas, ainsi que de sa fragilité et de sa grande taille, le tableau n'est pas prêté. Il figure donc dans les seules expositions du Rijksmuseum Amsterdam. Il est notamment répertorié dans les catalogues d'exposition suivants :
- De Rembrandt tentoonstelling te Amsterdam (L'exposition Rembrandt à Amsterdam), Stedelijk Museum, septembre à novembre 1898, catalogue no 52,
- Amsterdam dans la boucle der eeuwen (Amsterdam au fil des siècles), Rijksmuseum Amsterdam, du 3 juillet au 15 septembre 1925, catalogue no 576,
- Weerzien der meesters in het Rijksmuseum (Réunion des vieux maîtres au Rijksmuseum), Rijksmuseum Amsterdam, 15 juillet au 30 septembre 1945,
- Alle Rembrandts (Tous les Rembrandt), Rijksmuseum Amsterdam, 15 février au 10 juin 2019.

### Honneurs
Le 17 décembre 2019, l'Union astronomique internationale annonce officiellement que le nom définitif de l'exoplanète HAT-P-6-b est « Night's Watch ».